# 2019年のラジオ (日本)
2019年のラジオでは、2019年（平成31年/令和元年）のラジオ分野(主に日本国内)における動向についてまとめる。

## 主な番組関連の出来事

### 1月
- 1日
  - NHKラジオ第一放送
    - 【スポーツ】12時15分 - 18時55分枠にて『2019元日スポーツスペシャル 2019年もスポーツ花盛り!』と題し、第40回皇后杯全日本女子サッカー選手権決勝戦の生中継を挟んでの三部構成で2019年の日本サッカー、2019年ラグビーワールドカップ日本大会、2020年東京オリンピック・2020年東京パラリンピック展望などを特集する生ワイド番組として放送。番組のメインパーソナリティは倉持明日香（タレント、元AKB48）、番組進行役は工藤三郎（元NHKアナウンサー）がそれぞれ務めた[1]。
    - 19時20分 - 20時55分枠（途中ニュースによる中断あり）にて、お笑いコンビ・アンガールズがパーソナリティを務める正月特別番組『アンガールズの優しい気持ちになれるラジオ』を放送[2]。

  - 【近畿広域圏】毎日放送（MBSラジオ）の正月特番『亥の一番! 次は〜新福島! 猪ベリグ大新年会!』を放送。スペシャルゲストとしてTBSアナウンサー・安住紳一郎が出演した[3]。
- 2日 - ニッポン放送『オールナイトニッポン』は、この日、女優の土屋太鳳がパーソナリティを務める特別番組『土屋太鳳のオールナイトニッポン』を放送[4]。
- 3日
  - 文化放送ではこの日から木曜21時 - 21時30分枠で『岡副麻希のほくほくたいむ』が放送開始。パーソナリティは岡副麻希（フリーアナウンサー）が担当[5]。
  - ニッポン放送『オールナイトニッポン』は、この日、史上初めてとなるYouTuberのパーソナリティ、2BRO.の兄者、弟者、おついちを起用した特別番組『2BRO.のオールナイトニッポン』を放送[4][6]。
  - ニッポン放送はこの日、お笑い芸人のずんが同局で初の冠番組を務める特別番組『ニッポン放送ニューイヤースペシャル ずんの電車で1〜2本』を放送[7]。
- 4日 - 【近畿広域圏】この日から、毎日放送（MBSラジオ）で放送中の『イマドキッ』にけやき坂46（現・日向坂46）の齊藤京子がレギュラー出演することが発表された[8]。これは同グループ初の単独ラジオレギュラー出演となる[8]。
- 5日 - 【東京都】エフエム東京（TOKYO FM）で放送中の『東京プラネタリー☆カフェ』はデザイナーとしての活動に専念することを昨年発表したパーソナリティの篠原ともえに代わり、歌手の浅倉大介が新たにパーソナリティに就任した[9]。
- 8日 - 【関東広域圏】TBSラジオの午前枠ワイド番組『伊集院光とらじおと』は、2018年秋ごろから第3子出産に伴う産前産後休業のために番組を一時離れていた火曜アシスタントの竹内香苗（フリーアナウンサー）が正月明け最初のこの日の放送から番組に復帰した[10]。
- 11日 - 【新潟県】新潟放送（BSNラジオ）『高橋なんぐの金曜天国』は、メインパーソナリティの高橋なんぐが病気療養することに伴い、中静祐介が代行を務めることが番組及び番組公式Twitterで発表された[11]。
- 14日 - NHKラジオ第一放送では成人の日生放送特番として、いわゆる「一発屋芸人」にスポットを当てた『髭男爵・山田ルイ53世の一発屋ラジオ・ルネッサ〜ンス!』をこの日の22時5分 - 22時55分枠で放送。パーソナリティには漫才師の山田ルイ53世（髭男爵）を起用した[12]。
- 18日 - ニッポン放送『オールナイトニッポンGOLD』は、この日、俳優の松坂桃李がパーソナリティを務める特別番組『松坂桃李のオールナイトニッポンGOLD』を放送した[13]。
- 19日（18日深夜） - 朝日放送ラジオ（ABCラジオ）は俳優の藤原竜也をパーソナリティに起用した『Sky presents 藤原竜也のラジオ（仮）』の放送を開始し、TBSラジオ、CBCラジオにもネットする[14]。
- 22日（21日深夜） - 俳優・千葉雄大が、ニッポン放送『千葉雄大のオールナイトニッポン』でラジオパーソナリティーに初挑戦[15]。

### 2月
- 10日 - エフエム東京（TOKYO FM）はこの日、作家の村上春樹がDJを務める特別番組『村上RADIO』の第4弾となる『村上RADIO 今夜はアナログ・ナイト!』を放送[16]。
- 15日 - ニッポン放送『オールナイトニッポンGOLD』は、この日、俳優の斎藤工がパーソナリティを務める特別番組『斎藤工のオールナイトニッポンGOLD』を放送[17]。斎藤のニッポン放送でのメインパーソナリティは初となる。
- 17日 - 【関東広域圏】ニッポン放送はこの日、女優の小芝風花が成人後、初のラジオパーソナリティを務める特別番組 『小芝風花 Slow Wind』を放送[18]。
- 21日 - 【スポーツ・関東広域圏】文化放送の土曜日のナイター中継番組『文化放送ホームランナイター』を、今シーズンは定時の番組として放送しないことが明らかとなった。既に日曜日の中継からは定時では行っておらず、今季は週末の中継を行わない事になり、文化放送では「他局と同じコンテンツを放送するより、自局の強力コンテンツであるアニメ&ゲーム番組のゾーンを広げることで独自路線を強調した編成に挑む」としている。なお、平日の『文化放送ライオンズナイター』は継続するほか、週末も特別番組として中継番組を編成する予定があるとしている[19]。
- 26日 - 【配信】文化放送は次世代のパーソナリティ発掘を目的としたネット番組『QR→NEXT』を文化放送の公式YouTubeチャンネルで開始（火曜18時 - ）。俳優や歌手など様々な分野からキャスティングするとしており、最初の4週は岸洋佑（俳優・シンガーソングライター）が担当する[20]。

### 3月
- 1日 - 3日 - NHK-FM放送は1969年の放送開始（開局）50周年を迎えることを記念し、1日から3日までの3日間、13時 - 23時の10時間枠で『今日は一日 “ありがとうFM50”三昧』と題する特別番組を編成。3月1日は「クラシック」編（出演：奥田佳道、ふかわりょう 他）、3月2日は「ポップス」編（出演：松任谷正隆、ヒャダイン 他）、3月3日は「オーディオドラマ」編（出演：松田洋治、長谷川真弓 他）をそれぞれ放送した[21]。
- 3日、10日、17日、24日 - エフエム東京（TOKYO FM）をキーステーションとするJFN系列38局で放送中の『木村拓哉 Flow supported by GYAO!』の3月のマンスリーゲストとしてダウンタウンの浜田雅功が出演した[22]。
- 5日（4日深夜） - 文化放送の最長寿ワイド番組『日野ミッドナイトグラフィティ 走れ!歌謡曲』の火曜のパーソナリティをこの日より仁科美咲（フリーアナウンサー）が担当[23]。
- 13日 - ニッポン放送は4月からの『オールナイトニッポン』の改編を発表。水曜1部は『乃木坂46のオールナイトニッポン』（4月4日（3日深夜） - ）、金曜1部は『三四郎のオールナイトニッポン』（4月6日（5日深夜） - ）として、いずれも『乃木坂46 新内眞衣のオールナイトニッポン0(ZERO)』『三四郎のオールナイトニッポン0(ZERO)』からの昇格となる。なお、『乃木坂46のANN』はこれまでパーソナリティを務めてきた新内眞衣がメインパーソナリティとなってグループとしての番組となる[24]。また『オールナイトニッポン0(ZERO)』は月曜がこれまで月1回土曜のパーソナリティを務めてきた俳優の伊藤健太郎（4月2日（1日深夜） - ）、水曜日がテレビ東京プロデューサーの佐久間宣行（4月4日（3日深夜） - ）、木曜がロックバンド・King Gnuの井口理（4月5日（4日深夜） - ）、金曜はお笑いコンビの霜降り明星（4月6日（5日深夜） - ）がそれぞれ担当する[25]。
- 14日 - 【関東広域圏】TBSラジオ『たまむすび』は、メインパーソナリティの赤江珠緒のパートナーを務める木曜担当のレギュラー出演者が不祥事により出演出来なくなったことを受け、その代役として月曜レギュラーパートナーのカンニング竹山が緊急登板した[26]。
- 16日 - 2004年4月からNHK大阪放送局制作・NHKラジオ第一で放送されていたラジオ番組『かんさい土曜ほっとタイム』がこの日をもって終了。15年（前身の2000年4月から開始した『土曜ほっとタイム』から通算して19年）の歴史に幕。
- 17日 - NHKラジオ第一
  - 1987年4月から放送されていた音楽番組『歌の日曜散歩』がこの日をもって終了。32年の歴史に幕。
  - また、2008年4月から放送されていた山田邦子司会の公開生放送によるバラエティ番組『日曜バラエティー』も終了。11年の歴史に幕[27]。
- 22日 - NHKラジオ第一放送および同FM放送の12時台生番組『旅ラジ!』は、この日の放送を最後に2005年4月の放送開始から14年間の歴史に事実上の幕[28]。なお、3月最終週はNHK-FMのみにてセレクション編の放送を実施した[28]。
- 23日
  - NHK-FMの土曜夜の隔週放送のラジオドラマ番組『AKB48の"私たちの物語"』は、この日の放送を最後に2010年の放送開始以来、特番枠・レギュラー化を通して9年間の歴史に幕[29]。
  - 【北海道】STVラジオ『ウイークエンドバラエティ 日高晤郎ショー フォーエバー』がこの日の放送をもって終了[30]。昨年4月の日高晤郎の死去に伴い、1983年4月開始の『ウィークエンドバラエティ 日高晤郎ショー』を吉川のりお（札幌テレビアナウンサー）が引き継いで放送していた[30][31]。
  - 【福岡県】KBCラジオ（九州朝日放送）は、この日、3月限りで閉館し廃止となる福岡市九電記念体育館（福岡市中央区）のさよなら特別番組『特別番組 ありがとう! 九電記念体育館』を4時間にわたって放送（13時 - 17時）。沢田幸二（九州朝日放送アナウンサー）、コガ☆アキ（プロパーソナリティ）、萩原健太（音楽評論家）が出演した[32]。
- 26日 - 【新潟県】新潟放送（BSN）は、NGT48のラジオ番組『NGT48のガチ!ガチ?カウントダウン!』（月曜 21時 - 21時30分）および『NGT48のガチ!ガチ?トーク』（月曜 21時30分 - 22時）の2番組について、『正常な状態での放送が出来るまで』という理由により当面の間放送を休止することを発表した[33][34]。
- 28日
  - ニッポン放送
    - （27日深夜） 2010年4月から放送されていた『AKB48のオールナイトニッポン』がこの日の放送をもって終了。丸9年の歴史に幕。終了は7日未明（6日深夜）の番組内でグループ総監督である横山由依により発表された。なお同局では8日（7日深夜)より月曜<日曜深夜> 0時 - 0時30分にAKB48 2029ラジオ 10年後の君へを放送（出演：向井地美音（AKB48） ほか。）[35]。
    - 【関東広域圏】2016年3月から放送されていた『土屋礼央 レオなるど』がこの日の放送をもって終了。3年の歴史に幕。3月4日の番組内及び番組公式Twitterで発表された[36]。

  - 2009年4月からエフエム東京（TOKYO FM）系全国ネットで放送されていた『中西哲生のクロノス』がこの日の放送で終了。10年の歴史に幕。終了は3月4日の番組内及び番組公式Twitterで発表された[37]。
- 29日
  - 【関東広域圏】1995年4月から開始されたTBSラジオ『荒川強啓 デイ・キャッチ!』がこの日の放送をもって終了。1月21日の放送で正式に発表された。24年、放送回数6250回の歴史に幕。関係者は「聴取率は好調で中身は充実していたが大きな役割を終える時期が来た」とコメントした[38][39]。
  - 【関東広域圏】文化放送『The News Masters TOKYO』（パーソナリティー・タケ小山、2017年4月 - ）がこの日をもって終了。2年間の歴史に幕[40]。
  - ニッポン放送『オールナイトニッポンGOLD』は、この日、女優の永野芽郁がパーソナリティを務める特別番組『永野芽郁のオールナイトニッポンGOLD』を放送、永野が生放送のパーソナリティに初挑戦した[41]。
  - 【広島県】中国放送『平成ラヂオバラエティごぜん様さま』のアシスタント（木・金曜）を担当している泉水はる佳（当時同局アナウンサー）が、3月末で中国放送を退職することを理由に、この日の放送をもって番組を降板した[42]。
- 30日
  - （29日深夜）ニッポン放送で2012年4月から放送されていた『剛力彩芽 スマイル S2 スマイル』がこの日（29日深夜）の放送をもって終了。7年間の歴史に幕。終了は剛力自ら2日（1日深夜）の番組内で発表した[43]。
  - 文化放送『A&Gメディアステーション こむちゃっとカウントダウン』で2009年4月から10年間3代目アシスタントを務めた井口裕香（声優）がこの日をもって番組を卒業した[44]。
  - 【新潟県】新潟県民エフエム放送（FM PORT）はNGT48のレギュラー番組『PORT DE NGT』がこの日の放送で最終回となることを番組内で発表した[45]。
  - 【東京都】J-WAVEで2008年4月より放送されていた書評トーク番組『BOOK BAR』がこの日の放送をもって終了。11年の歴史に幕[46]。
- 31日
  - JFN系列38局ネットで1996年4月から放送されていた音楽番組『渡辺貞夫 Nightly Yours』がこの日をもって放送終了。23年の歴史に幕。
  - TOKYO FMなどで2006年4月から放送されていた森永乳業一社提供で平原綾香の冠番組『森永乳業presents 平原綾香のヒーリング・ヴィーナス』がこの日をもって終了。これにより、1996年4月に『森永乳業presents 渡瀬マキのヒーリング・ヴィーナス』から始まった『ヒーリング・ヴィーナス』シリーズが23年の歴史に幕。
  - 【関東広域圏】TBSラジオの早朝枠番組『プレシャスサンデー』の9代目パーソナリティを2015年4月より担当した笹川友里（TBSアナウンサー）が、自身の産前産後休業入りのため、この日の放送をもって番組から勇退した[47]。
  - 文化放送で2013年4月から放送されていたアニラジ番組『拓也・良子のドリーム・ドリーム・パーティ』がこの日をもって終了。これにより、1998年4月から開始した前身となる『神谷明のときめきシティハンター』→『めぐとも明のドリーム・ドリーム・パーティ』→『明・めぐみのドリーム・ドリーム・パーティ』から換算して21年の歴史に幕[48]。
  - ニッポン放送『吉田拓郎 ラジオでナイト』（2017年4月 - ）がこの日の放送をもって終了。2年間の歴史に幕[49]。
  - 【兵庫県】ラジオ関西で2002年4月から開始した子供向け情報ワイド番組『王様ラジオキッズ』がこの日の放送をもって終了。17年の歴史に幕。
  - 【鹿児島県】MBCラジオ（南日本放送）で2001年10月から開始した公開音楽番組『スマイリー園田のLive Alive』がこの日の放送をもって放送終了。17年半の歴史に幕[50]。
  - 【神奈川県】アール・エフ・ラジオ日本で2000年4月から放送されていたトーク番組『政界キーパーソンに聞く』がこの日をもって終了[注 1]。19年の歴史に幕。
  - 高知放送などのラジオ局で2009年10月から放送されていたアニラジ番組『アニメ探偵団3』がこの日をもって終了。これにより1990年秋から開始した『水谷優子のアニメ探偵団』から始まった一連の『アニメ探偵団シリーズ』が28年半の歴史に幕。

### 4月
- 1日
  - 【関東広域圏】TBSラジオは平日夕方のワイド番組『ACTION』（月 - 金曜 15時30分 - 17時30分）を放送開始。パーソナリティは月曜が宮藤官九郎（脚本家・俳優）、火曜が尾崎世界観（クリープハイプ）、水曜はDJ松永（Creepy Nuts）、木曜は羽田圭介（作家）、金曜は武田砂鉄（ライター）が日替わりで担当、アシスタントは幸坂理加（フリーアナウンサー、元秋田放送アナウンサー）を起用する[51]。
  - 【関東広域圏】文化放送は平日朝のワイド番組『なな→きゅう』（月 - 金曜 7時 - 9時）を放送開始。メインパーソナリティは月 - 木曜が上田まりえ（タレント、元日本テレビアナウンサー）、金曜が鈴木あきえ（タレント・女優・レポーター）と、文化放送の平日ワイド番組としては初めて女性パーソナリティを起用する[40]。
  - 【関東広域圏】ニッポン放送は平日昼のワイド番組『DAYS』（月 - 木曜 13時 - 16時）を放送開始。パーソナリティは月曜が山口智充（お笑いタレント）、火曜が中川家（お笑いコンビ）、水曜が原田龍二（俳優）、木曜が安東弘樹（フリーアナウンサー、元TBSアナウンサー）がそれぞれ担当する[52]。
  - エフエム東京（TOKYO FM）はこの日より朝のニュースワイド番組『ONE MORNING』（月 - 金曜 6時 - 9時）を放送開始。パーソナリティは声優の鈴村健一が務める[53]。
  - 【中京広域圏】東海ラジオは、プロ野球ペナントレース開幕にあたって、スポンサー契約を締結した中日ドラゴンズの試合中継をメインにしたワイド番組『ドラゴンズステーション』を放送開始。16時に放送が始まり、ドラゴンズの試合がない月曜は19時まで、火曜から金曜はドラゴンズの試合を中継する「ガッツナイター」を内包したワイド番組となる[54]。
  - 文化放送『レコメン!』（月〜木曜 22時 - 翌1時）が、この日からラジオ関西でもフルネットでのネット開始[55]。
  - 【新潟県】新潟放送（BSN）は、この日より月曜19時 - 20時に『三石佳那の夜はフツーでいいじゃない。』を放送開始。パーソナリティは三石佳那（同局アナウンサー）が務める[56]。
- 2日 - この日より、文化放送『レコメン!』の火曜パーソナリティに加藤史帆（日向坂46）が加入。同グループの在京ラジオのレギュラー出演は初となる[57]。
- 3日
  - （2日深夜）文化放送にて水曜（火曜深夜）2時 - 2時30分に、お笑いコンビのミキがパーソナリティを務める『ミキの深夜でんぱ!』を放送開始。2人が関東でのレギュラーラジオ番組を持つのは初となる[58]。
  - TBSラジオにて水曜21時 - 21時30分に、東貴博（タレント）がパーソナリティを務める『吉野家プレゼンツ 東貴博のドンと行こうぜ!』を開始[47]。
- 4日 - TBSラジオにて木曜21時30分 - 22時に、相羽あいな（声優）がパーソナリティを務める『ブシロードpresents 相羽あいなの大こ〜かいRaDiO』を開始[47]。
- 5日
  - 【関東広域圏】ニッポン放送の平日午前のワイド番組『垣花正 あなたとハッピー!』が、この日より金曜のみ分離し、落語家の春風亭一之輔がパーソナリティを務める『春風亭一之輔 あなたとハッピー!』を開始。月 - 木曜はこれまで通り垣花正（フリーアナウンサー、元ニッポン放送アナウンサー）が担当する[59]。
  - 【関東広域圏】文化放送は金曜夜の情報番組『RADIO UnoZero』（金曜 22時 - 23時）の放送を開始。パーソナリティは井口裕香（声優）と東京ホテイソン（お笑いコンビ）が担当する[60]。
  - 【東京都】J-WAVEは1983年から1999年まで六本木に店舗を構えていたレコードショップ「WAVE」と同店が音楽や文化に与えた影響について探る番組『ALL ABOUT WAVE』をこの日より4週にわたって放送（金曜22時30分 - 23時）。ナビゲーターは歌手の野宮真貴が担当する[61]。
  - 【近畿広域圏】朝日放送ラジオ
    - 金曜9時枠で、喜多ゆかり（朝日放送テレビアナウンサー）と西森洋一（お笑いコンビ・モンスターエンジン）による『喜多・西森のゆかいな金曜日!』を放送開始[62]。
    - 金曜15時枠で、浦川泰幸（朝日放送テレビアナウンサー）がメインを務める『浦川泰幸の金曜はウラから失礼』を放送開始[62]。
- 6日
  - TBSラジオ
    - 早朝枠に『Be Style』（土曜5時30分 - 6時）を放送開始。パーソナリティは菊池亜希子（ファッションモデル・俳優）が担当する[47]。
    - 夜枠に『Jetrunテクノロジーズ presents いちごとレモンとマスカット』（土曜20時30分 - 21時）を放送開始。パーソナリティには伊織もえ（コスプレイヤー）を起用[47]。

  - 文化放送
    - （5日深夜）平日深夜帯のワイド番組『&CAST!!!アワー ラブナイツ!』がこの日より土曜（金曜深夜）にも放送枠を拡大（火 - 土曜（月 - 金曜深夜） 1時 - 2時）。土曜（金曜深夜）のパーソナリティは代永翼（声優）が担当する[63]。なお、ネット局の東海ラジオは『東海ラジオミッドナイトスペシャル』放送のため金曜深夜版は未ネット。
    - 土曜6時25分 - 6時35分に『菊間千乃・ゼンブライフ』を開始。パーソナリティは弁護士にして元フジテレビアナウンサーである菊間千乃が務める[64]。
    - 『A&Gリクエストアワー 阿澄佳奈のキミまち!』がこの日より、土曜19時 - 21時枠に移動する。これにより18時枠の『Anison Days+』から本番組、21時 - 23時枠の『A&G TRIBAL RADIO エジソン』、23時枠の『A&Gメディアステーション こむちゃっとカウントダウン』と、土曜の夕方から夜の時間帯は文化放送A&Gゾーンに属するアニメ・ゲーム関連のワイド番組が集中して編成されることになる[19]。
    - この日より『A&Gメディアステーション こむちゃっとカウントダウン』の4代目アシスタントとして、声優の白石晴香が就任[44]。

  - ニッポン放送ではこの日より新番組『藤ヶ谷太輔 Peaceful Days』（土曜 22時30分 - 23時）を開始。番組のパーソナリティを藤ヶ谷太輔（Kis-My-Ft2）が担当する[65]。
  - 【北海道】STVラジオはこの日より新番組『ごきげんようじ』（土曜 8時 - 13時55分）を放送開始。番組のメインパーソナリティーには木村洋二（札幌テレビアナウンサー）、アシスタントには熊谷明美（同）が登板し、中継リポーターとして伊藤祐輔（お笑いコンビ・センチメンタル）を起用。6日の第1回目は木村の恩人とされる松山千春（シンガーソングライター）をゲストに迎えて放送した[31][66]。
  - 【兵庫県】ラジオ関西の長寿アニメソングリクエスト番組『青春ラジメニア』がこの日より2007年10月 - 2010年3月以来となる1時間の録音放送に変更（土曜 20時 - 21時）。この他同局のアニラジ番組ゾーン「アニたまドットコム」に属する番組が一部を除き土曜夜 - 深夜帯に集中編成される[67]。
- 7日
  - NHK
    - NHKラジオ第1放送は夏と冬の特集番組『子ども科学電話相談』をレギュラー化する[68]。

  - TBSラジオ
    - 【関東広域圏】早朝枠の『プレシャスサンデー』の10代目パーソナリティとして、この日の放送から山形純菜（TBSアナウンサー）が登板する[47]。
    - 夜枠に『SUNSTAR 文化の泉 ラジオで語る昭和の文化』（日曜 23時 - 24時）を放送開始。語り部には昭和芸能界の長老として知られる中村メイコ（俳優）を配し、内藤裕子（元NHKアナウンサー、フリーアナウンサー）が番組アシスタントを担当する[47]。

  - 【関東広域圏】文化放送『楽器楽園〜ガキパラ〜 for all music-lovers』がこの日より、日曜11時に移動する[69]。
  - TOKYO FMの新番組『日本郵便 SUNDAY'S POST』がこの日より日曜15時 - 15時50分枠で開始。パーソナリティには小山薫堂（放送作家）と宇賀なつみ（フリーアナウンサー、元テレビ朝日）を起用[70]。
- 12日 - TBSラジオの金曜21時 - 21時30分に『宇賀なつみ BATON』を放送開始[47]。パーソナリティは宇賀なつみ（フリーアナウンサー、元テレビ朝日）が担当[71]。
- 13日・20日 - 【ラジオドラマ・近畿広域圏】毎日放送『ありがとう浜村淳です』が4月8日に番組開始45周年を迎えるのを記念し、同番組のメインパーソナリティーである浜村淳（タレント・映画評論家）の半生を描いたラジオドラマ『浜村淳青春物語』を佐々木蔵之介の主演で放送（放送時間は両日共に20時から）[72]。
- 15日（14日深夜） - ニッポン放送は元同局アナウンサーでフリーアナウンサーの高嶋ひでたけがパーソナリティを務める『高嶋ひでたけのオールナイトニッポン月イチ』をこの日より開始（毎月1回（不定期）、月曜（日曜深夜）3時 - 5時）。『中島みゆきのオールナイトニッポン月イチ』（2013年4月 - 2018年9月）に続く月イチシリーズの第2弾で、高嶋がレギュラー番組としてオールナイトニッポンを担当するのは1972年以来47年ぶりとなる[73]。
- 21日
  - ニッポン放送
    - （20日深夜）『オードリーのオールナイトニッポン』にテレビ朝日アナウンサーの弘中綾香がラジオ初出演[74]。
    - 【関東広域圏】1984年2月から1990年3月まで放送され、流行語も生み出すなど一世を風靡した『三宅裕司のヤングパラダイス』が、三宅裕司（タレント・俳優）のラジオパーソナリティー開始35周年及び自身が主宰する「劇団スーパー・エキセントリック・シアター」創立40周年を記念して2006年の特番以来13年ぶりに『三宅裕司のヤングパラダイス リターンズ』として一夜限りで生放送で復活（18時 - 21時）。当日は「ドカンクイズ」など当時の人気コーナーを織り交ぜて放送した[75][76]。

  - TBSラジオ『横山だいすけ はじめのいっぽ』にNHK教育テレビ（NHK Eテレ）で放送されている『おかあさんといっしょ』で横山と歴代最長コンビを務めたよしお兄さんこと小林よしひさが出演した[77]。
  - エフエム東京（TOKYO FM）をキーステーションとするJFN系列38局でこの日、作家の村上春樹がDJを務める特別番組『村上RADIO』の第5弾となる『村上RADIO 〜愛のローラーコースター〜』を放送（放送時間はFM沖縄のみ21時 - 21時55分、他37局は19時 - 19時55分）[78]。
- 28日（27日深夜） - ニッポン放送はこの日、女優・松井玲奈がパーソナリティを務める『松井玲奈のオールナイトニッポン0 (ZERO)』を放送[79]。
- 30日 - 文化放送ではこの日、“平成最後の日”を迎えたことから6時間報道スペシャル編成を実施。『文化放送報道スペシャル 平成とは』（生放送、15時30分 - 17時50分）、『膝をついて、手を握る 〜天皇陛下が皇后さまと歩いた被災地』（収録、17時57分 - 19時）、『君は覚えているか? 平成スポーツ 声の遺産』（生放送、19時 - 21時30分）の3番組を放送[80]。

### 5月
- 6日 - NHK・民放連共同ラジオキャンペーン「#このラジオがヤバい」の企画として、NHKと民放ラジオ101局の共同製作による6時間特番『今日は一日“民放ラジオ番組”三昧〜#このラジオがヤバい〜』を放送（NHK-FMでは19時20分 - 翌7日1時、ニッポン放送及び一部民放局では19時 - 翌7日1時。他民放局は番組公式サイト参照）。1時間ごとに区切ってお笑いラジオ、声優ラジオ、アーティストラジオ、10代向けワイド番組、ご当地ラジオ、音楽番組の各ジャンルについて扱い、時間帯によっては最大60局で同時生放送となった。総合司会はお笑いコンビの三四郎とNHKアナウンサーの千葉美乃梨が担当した[81][82]。
- 12日（11日深夜） - ニッポン放送『オードリーのオールナイトニッポン』で、お笑いコンビ・オードリーの春日俊彰が番組内で結婚を生報告した[83]。
- 22日 - 【近畿広域圏】朝日放送ラジオは、6月1日の21時30分から30分枠で放送を予定していた番組について、番組のメイン出演者がこの日大麻取締法違反で現行犯逮捕されたことを受け放送を中止すると発表。当該番組は5月18日に大阪市内で収録したものだった。さらに番組公式サイトも閉鎖された[84]。

### 6月
- 16日
  - ニッポン放送
    - （15日深夜）『オードリーのオールナイトニッポン』が放送500回を迎えたのを記念し、この日の放送にお笑いコンビ・くりぃむしちゅーの上田晋也がゲスト出演した[85]。
    - 【関東広域圏】この日20時より、特別番組『令和元年 さだまさしと、ふるさとのはなしをしよう』を放送。さだが同局の番組に登場するのは1年ぶり。アシスタントは垣花正とさだと同じ長崎県出身の東島衣里（同局アナウンサー）が務めた[86]。
- 18日（17日深夜） - この日、ニッポン放送はBiSHがパーソナリティを務める特別番組『BiSHのオールナイトニッポン0(ZERO)』を放送[87]。
- 19日（18日深夜） - この日、ニッポン放送はフリーアナウンサーの宇垣美里がパーソナリティを務める特別番組『宇垣美里のオールナイトニッポン』を放送[88]。
- 20日（19日深夜） - ニッポン放送でこの日放送の『佐久間宣行のオールナイトニッポン0(ZERO)』に伊集院光がゲスト出演した[89]。5月に佐久間がゲスト出演したTBSラジオ『伊集院光とらじおと』での伊集院の申し出が実現する形となった[89]。
- 21日 - ニッポン放送はこの日、漫画『キン肉マン』連載40周年を記念して、漫画家・ゆでたまごがパーソナリティを務めた『ゆでたまごのオールナイトニッポンGOLD』を放送[90]。
- 24日 - この日吉本興業（よしもと）が、反社会的勢力の忘年会に事務所を通さない闇営業で参加したとされる所属タレントの無期限活動謹慎処分を発表した[91] ことに伴いラジオ各局が対応に追われた。
  - 【宮城県】東北放送は、『それいけミミゾー』でレポーターを務めていたムーディ勝山について当面の間の休演を発表[92]。
  - 【近畿広域圏】宮迫博之（雨上がり決死隊）が出演する、毎日放送（MBSラジオ）で火曜22時 - 翌0時に放送の『アッパレやってまーす!・火曜日』について、録音放送[注 2] となる6月25日放送分は吉田照美（フリーアナウンサー・元文化放送アナウンサー）[注 3] と袴田彩会（フリーアナウンサー・元東北放送アナウンサー）がピンチヒッターを務める[93][94] が、翌週以降は宮迫以外のメンバーで継続するものの代役を立てるかは未定。さらに番組公式サイトから宮迫の写真が削除された[94]。また、田村亮（ロンドンブーツ1号2号）出演の同局『オレたちゴチャ・まぜっ!〜集まれヤンヤン〜』も田村以外のメンバーで継続[94]。
- 27日 - 文化放送はこの日、俳優の高嶋政伸が初のラジオパーソナリティを務める『文化放送ライオンズナイタースペシャル 高嶋政伸の話が長くて申し訳ございません』を放送[95]。

### 7月
- 1日 - 【近畿広域圏】毎日放送（MBSラジオ）にて、平日早朝の帯番組『レイディオ・ゴー!』（月 - 金曜 5時 - 6時）を放送開始。パーソナリティは上代貴子（月 - 水曜）と柴田由美子（木・金曜）が務める[96]。
- 6日 - 【近畿広域圏】朝日放送ラジオは、読売テレビ出身のフリーアナウンサー･辛坊治郎がメインパーソナリティを務める『週刊ニュース解説 辛坊治郎のズバリ&どうよ!』を放送開始。また、アシスタントは同局アナウンサーの桂紗綾と、構成作家の鍋谷直輝が担当[97]。
- 15日 - 【関東広域圏】ニッポン放送は開局65周年を迎えたこの日、16時間50分にわたる特別番組『ニッポン放送開局65周年記念特別番組〜あなたとRock&Go!』を生放送（5時 - 21時50分）[98]。また2019年入社新人アナウンサーの熊谷実帆と前島花音が同特番でデビューした[99]。
- 19日 - ニッポン放送にて『ラブライブ!シリーズのオールナイトニッポンGOLD』が放送開始[100]。
- 21日・22日 - 【報道・選挙】第25回参議院議員通常選挙（4日公示）の投開票日となるこの日からその翌日にかけて、NHKラジオ第一放送ならびに全国の民放各局で選挙特別番組（開票速報）を放送。
- 31日（30日深夜） - ニッポン放送はこの日、欅坂46から卒業した長濱ねるがパーソナリティを務める特別番組『長濱ねるのオールナイトニッポン』を放送[101]。

### 8月
- 2日（1日深夜） - ニッポン放送はジャニーズのアイドルグループ・SixTONESがパーソナリティを務める特別番組『SixTONESのオールナイトニッポン』を放送[102]。
- 4日 - 【福岡県】CROSS FMは東京・渋谷のDHC渋谷スタジオのオープンを記念して小林克也、立山律子、コウズマユウタがナビゲーターを務める特別番組『渋谷で2時〜Shibuya Rainbow〜Special』を放送[103]。
- 6日 - 22日 - 【スポーツ】第101回全国高等学校野球選手権大会（阪神甲子園球場）をNHKラジオ第一、朝日放送ラジオ（関西ローカル、一部出場校の地元放送局に同時ネットあり）にて中継放送。なお、朝日放送ラジオでは今年度の同番組テーマ曲（2019年朝日放送テレビ・朝日放送ラジオ夏の高校野球応援ソング）は、Official髭男dism（ピアノポップバンド）が歌唱する『宿命』を起用した[104][105]。
- 8日 - 【関東広域圏】TBSラジオ『たまむすび』はこの日の放送から、不祥事により降板した前任者の後任者である新・木曜パートナーとして土屋礼央（RAG FAIR）が登板[106]。
- 9日 - 文化放送でジャニーズJr.の9人組グループ・Snow Manの初の冠ラジオとなる特別番組『Bioreふくだけコットンpresents Snow Manの「素のWoman」』を放送、番組内で10月よりレギュラー化されることが発表された[107][108]。
- 10日 - NHKラジオ第1で週末の夜に生放送されている若者向けワイド番組『らじらー!』が、前週3日にNHK総合テレビで放送されたアニメ映画『この世界の片隅に』の連動特番として放送の『NHKスペシャル』「#（ハッシュタグ）あちこちのすずさん〜戦争中の暮らしの記憶〜」とのコラボ放送を行った。これは『らじらー!』およびNHK総合『あさイチ』『クローズアップ現代+』の各番組で呼びかけ、SNSを通じて募った視聴者からのエピソードを紹介するもので、当日は『らじらー!』土曜パーソナリティの八乙女光と伊野尾慧（いずれもHey! Say! JUMP）が『NHKスペシャル』の生放送を行うテレビスタジオ内に設置したラジオブースから『らじらー!』の生放送を通常どおり20時5分から開始し、21時の『NHKスペシャル』開始後は八乙女と伊野尾はテレビセットに移動してテレビ出演、ラジオでも同時放送された[109][110]。
- 12日 - 【健康問題】TBSラジオ『生島ヒロシのおはよう定食・おはよう一直線』のパーソナリティーを務める生島ヒロシ（TBS出身・フリーアナウンサー）が、同月9日に右目の白内障手術をしていたことをこの日の放送で公表した[111]。
- 18日（17日深夜） - ニッポン放送はお笑いコンビ・かが屋がパーソナリティを務める『かが屋のオールナイトニッポン0(ZERO) 』を放送[112]。かが屋がパーソナリティを務める中国放送（RCCラジオ）『かが屋の鶴の間』のスタッフが制作に関わり、オールナイトニッポン0(ZERO)が初めて広島県にネットされた[112]。
- 19日 - 23日・26日 - 30日 - 【ラジオドラマ】NHK-FM放送はかつてNHK名古屋放送局が制作していたテレビドラマ『中学生日記』のラジオドラマ版となる『元中学生日記』（月 - 金曜 21時15分、全10話）を放送[113]。
- 24日 - 【音楽・関東広域圏】ニッポン放送で、翌25日にデビュー45周年を迎えるTHE ALFEEの特別番組『あなたがいたからぼくらがいた! THE ALFEEが選ぶ スターズ☆オン45』を放送（13時 - 16時30分）[114]。
- 25日・9月1日 - エフエム東京（TOKYO FM）をはじめとするJFN系列38局で、作家・村上春樹がDJを務める特別番組『村上RADIO』の第6弾「村上JAM」を二週連続放送（放送時間はいずれも19時から）。今回は村上RADIOシリーズとして初めて6月26日に東京都内で公開収録され、ゲストにサックス奏者の渡辺貞夫らを迎えて行われた[115]。
- 27日 - 【特番】文化放送ではこの日19時 - 20時に、この年の3月28日に死去した俳優の萩原健一（ショーケン）を偲び、萩原が1974年に主演したテレビドラマ『傷だらけの天使』（日本テレビ）のメインロケ地だった代々木会館ビル（東京都渋谷区）に集ったショーケンファンの声を同ドラマのサウンド・トラックをバックに紹介する追悼特別番組『追悼・萩原健一 傷だらけの天使ラジオ〜天使のビルに集う人たち』を放送。番組のナレーションは吉沢悠（俳優）が担当した[116][117]。
- 31日（30日深夜）・9月7日（9月6日深夜） - ニッポン放送『三代目 J SOUL BROTHERS 山下健二郎のZERO BASE』に日本テレビアナウンサーの桝太一がゲストとして出演した[118]。

### 9月
- 1日（8月31日深夜） - ニッポン放送で、テレビ朝日アナウンサーの弘中綾香がこの日放送の『弘中綾香のオールナイトニッポン0(ZERO)』で、ラジオパーソナリティーに初挑戦[119]。
- 2日 - 【関東広域圏】詐欺グループの会合に参加したことが報じられ8月末までの謹慎処分を言い渡されていたお笑いコンビザブングルが、この日放送の『高田文夫のラジオビバリー昼ズ』（ニッポン放送）に生出演し、芸能活動を再開[120]。
- 2日 - 7日 - 【北海道】北海道胆振東部地震から6日で1年を迎えるにあたり、エフエム北海道（AIR-G'）では、一週間を通じて「防災」について考える企画「AIR-G' 防災減災ウイーク」を行った。震災当日である6日は「防災ワンデイ」として、この日放送の『北川久仁子のbrilliant days×F』の中で防災に関する企画を放送した[121]。
- 6日
  - 【北海道】北海道胆振東部地震から1年を迎えるこの日、北海道放送（HBCラジオ）では、平日のレギュラー番組『朝刊さくらい』（6時30分 - 9時）、『気分上昇ワイド ナルミッツ!!!』（9時 - 12時）、『カーナビラジオ午後一番!』（12時 - 16時）、『夕刊おがわ』（16時 - 17時20分）までの4番組がリレー方式で放送する特別企画『胆振東部地震から1年 〜あの日を忘れない〜』を放送[122]。
  - 【近畿広域圏】毎日放送（MBSラジオ）ではこの日を『MBSラジオの日』として10時30分 - 17時45分に7時間ワイド番組『9月6日はMBSラジオの日〜飛びだせ! PR大作戦〜』を放送。当日はMBSラジオ各番組のパーソナリティが出演したほか、MBSラジオPR大使として2019年入社新人アナウンサーの清水麻椰と野嶋紗己子を起用した[123][124]。
- 7日 - 【音楽・関東広域圏】ロックシンガーの矢沢永吉にスポットを当てたニッポン放送開局65周年記念特別番組『矢沢永吉 ROCK MUST GO ON』を放送。番組では、矢沢自らがパーソナリティーを務めた[125]。
- 15日 - 【スポーツ】この日開催された2020年東京五輪男女マラソン代表選手選考会『マラソングランドチャンピオンシップ』（MGC、東京・明治神宮外苑発着）を男子はTBSラジオ、女子はNHKラジオ第1放送でそれぞれ生中継[126]。
- 22日 - 【中京広域圏】東海ラジオ開局60周年記念特番として、同局他で1984年10月から2009年10月まで25年にわたって放送された『mamiのRADIかるコミュニケーション』の復活特番が『東海ラジオ開局60周年記念! mamiのRADIかるコミュニケーションスペシャル〜ラジオがくれた贈り物〜』のタイトルで生放送（13時 - 14時）。放送終了後10年ぶりの復活放送となり、パーソナリティを務めた小森まなみとミンキー・ヤスが揃って出演した[127]。
- 23日 - 【関東広域圏】演歌歌手の氷川きよしが自身の歌手生活20周年記念の一環として、この日の文化放送の生番組6本（20時間）に出演。特に午後枠の『大竹まこと ゴールデンラジオ!』（13時 - 15時30分）ではスペシャルパーソナリティを担当した[128]。
- 26日 - エフエム東京（TOKYO FM）『SCHOOL OF LOCK!』のメインパーソナリティーの一人である「あしざわ教頭」こと芦沢ムネト（コントグループ・パップコーンメンバー）が、この日の放送をもって、番組を降板した[129]。
- 29日 - 【音楽・イベント】横浜アリーナで、ニッポン放送『ナインティナイン岡村隆史のオールナイトニッポン』の音楽イベント『岡村隆史のオールナイトニッポン歌謡祭』を開催。ゲストの一人として岡村が予めオファーしていた五木ひろしが登場し、2018年に引退した安室奈美恵のヒット曲「TRY ME 〜私を信じて〜」を熱唱。約1万2千人の観衆を心酔させた[130]。
- 30日 - ニッポン放送の今年度ナイターオフの夜ワイド番組として、報道生ワイド番組『ザ・フォーカス』を開始（月 - 木曜18時 - 20時20分）。パーソナリティは同局報道部解説委員の森田耕次が務める[131]。あわせて金曜日には垣花正（フリーアナウンサー、元同局アナウンサー）と江本孟紀（野球解説者、元参議院議員）による『ザ・フォーカス〜フライデースペシャル』（10月4日 -、金曜17時40分 - 20時20分）を放送する[132]。

### 10月
- 1日 - 【関東広域圏】文化放送の本年度ナイターオフの平日夜ワイド番組『みらいブンカ village』が放送開始（火 - 金曜19時 - 21時）。火曜日は早稲田大学ビジネススクール教授の入山章栄による、文化放送のイノベーションプロジェクトと連動したビジネス情報番組『浜松町Innovation Culture Cafe』（1日 - ）[133]、水曜日は声優の堀江由衣と浅野真澄がパーソナリティを務めるトレンド情報番組『堀江由衣×浅野真澄の#とれとれ』（2日 - ）[134]、木曜日は立川談笑や桂宮治など落語家が週替わりでパーソナリティを務める『落語家が、何か面白いこと言ってるよ』（3日 - ）[135]、金曜日は歌手・俳優の岸洋佑が初めて生ワイド番組を担当する『岸洋佑のスタートアップ』（4日 - ）[136] がそれぞれ放送される。
- 2日 - TBSラジオにてこの日より新しいイノベーションを起こす動きなどを展開・予測する新ラジオ番組『テンカイズ』（水曜 21時 - 21時30分）を放送開始。パーソナリティには宇賀なつみ（フリーアナウンサー）を起用[137]。
- 4日
  - TBSラジオにて、この日よりプロレスにターゲットを絞った新番組『激落ちくんのレック presents プロレスの勝ち! neo』（金曜21時 - 21時30分）を放送開始。パーソナリティにはテレビ朝日アナウンサー時代からプロレス中継の実況を担当してきたフリーアナウンサーの辻よしなりを起用[137]。
  - 【近畿広域圏】毎日放送でこの日から、福島暢啓（同局アナウンサー）が初めて午後ワイドのパーソナリティを務める『福島のぶひろの、金曜でいいんじゃない?』（金曜 15時30分 - 17時45分）を放送開始[138]。パートナーは関岡香（同）が務める。これに伴い、前週（9月27日）まで月 - 金曜の同枠で放送されていた『上泉雄一のええなぁ!』は、9月30日から月 - 木曜の週4回の放送に移行する。
- 5日 - 14日 - 【スポーツ】プロ野球・クライマックスシリーズを主に出場チームの地元各地区にて中継放送。
  - 5日 - 7日
    - 【宮城県・福岡県】パ・リーグファーストステージ「福岡ソフトバンク対東北楽天」（福岡 ヤフオク!ドーム）は、ホークスの地元である九州朝日放送・RKB毎日放送、およびイーグルスの地元である東北放送で全試合中継された。
    - セ・リーグファーストステージ「横浜DeNA対阪神」（横浜スタジアム）は、ニッポン放送とタイガースの地元・朝日放送ラジオと毎日放送ラジオが中継。さらに東海ラジオ（ニッポン放送のネット受け）にもネットされた。

  - 9日 - 13日
    - セ・リーグファイナルステージ（巨人主管、東京ドーム）は、ニッポン放送が全試合、NHKラジオ第一[注 4] とラジオ日本が第1戦 - 第3戦[注 5] を中継。さらにニッポン放送の中継は東海ラジオにもネットされた。また、タイガースの地元・朝日放送ラジオ（自社制作）と毎日放送ラジオ（ニッポン放送のネット受け）も放送。
    - パ・リーグファイナルステージ（埼玉西武主管、メットライフドーム）は、ホークスの地元であるRKB毎日放送・九州朝日放送が全試合放送したほか、NHKラジオ第一・ニッポン放送も第4戦を放送した[注 6]。なお、ライオンズ戦を中心に放送する文化放送は、地上波の放送はせず、ネット配信の文化放送インターネットライブで全試合放送。
- 5日 - いずれも【関東広域圏】
  - 文化放送で放送中の『トレンディエンジェルのPePePeラジオ』が土曜11時からの放送となり、2時間の生ワイド番組としてリニューアルされる[139]。
  - ニッポン放送で元同局アナウンサーでフリーアナウンサーの高嶋ひでたけによる夕方生ワイド番組『やじうまサタデー よっ!たかしま屋!』を開始（18時 - 19時）[140]。
  - ニッポン放送でこの日から、自局の開局65周年と芸能事務所・研音創立40周年を記念し、研音の所属タレントがパーソナリティを務める『KEN RADIO』を放送開始[141]。
- 6日 - TBSラジオにて、音楽とトークの新番組『清塚信也 Xタイム ラジオ』（日曜19時 - 19時30分）を放送開始。パーソナリティには清塚信也（ピアニスト）を起用[137]。
- 8日 - ニッポン放送『オールナイトニッポンGOLD』にて、映画『最高の人生の見つけ方』公開記念特番として同映画に出演した吉永小百合（女優）とムロツヨシ（俳優）による『吉永小百合とムロツヨシのオールナイトニッポンGOLD 映画「最高の人生の見つけ方」スペシャル』を放送。吉永は74歳にして初めて『オールナイトニッポン』シリーズのパーソナリティを担当した[142]。
- 10日 - アイドルグループ・KinKi Kidsの冠番組『KinKi Kids どんなもんヤ!』（文化放送）の放送開始25周年を記念した特別番組『Youたち25年もやってたの!? KinKi Kidsどんなもんヤ!四半世紀スペシャル』を、この日20時より生放送[143]。
- 12日 - 13日 - 【報道・災害】12日、令和元年東日本台風（台風19号）が日本列島（東海・関東地方）に接近・上陸したことにより、NHKと民放各局にて、12日から13日昼過ぎにかけて、関連の報道特別番組を放送。定時番組を変更して報道特番に差し替えるなど対応に追われた。
  - NHKラジオ第一 - 12日10時 - 13日7時20分まで（12時以後はNHK-FM放送と同時）、定時番組をすべて休止し台風情報を断続的に放送。
- 19日 - 23日 - 【スポーツ】プロ野球日本シリーズ「読売ジャイアンツ×福岡ソフトバンクホークス」を各局で中継放送。
- 20日 - 【スポーツ】この日開催のラグビーワールドカップ2019準々決勝「日本×南アフリカ」戦（東京スタジアム、キックオフ19時15分）を、文化放送とNHKラジオ第1放送で中継を行った。なおこれに伴い、両局では同日同時間帯に行われる日本シリーズの第2戦をQRはネットせず、NHK第一はFMに迂回して放送。
- 22日 - この日、即位の礼・ 即位礼正殿の儀が行われるのに伴い、NHK・民放各局にて関連の報道特別番組などを編成。
- 25日
  - ニッポン放送『松任谷由実のオールナイトニッポンGOLD』に、ラグビーワールドカップ2019日本代表の堀江翔太が生出演。今回の出演は松任谷の悲願が叶った格好となった[144]。
  - KBS京都ほか全国17局ネットの『キョートリアル!コンニチ的チュートリアル』のパーソナリティを務めるお笑いコンビチュートリアルの徳井義実自身の不祥事に伴い、25日以降のネット局では『今日はQyotoにおいでやす』に番組が差し替えられる。発局のKBS京都での番組編成については未定。
- 26日 - 【スポーツ・関東広域圏・北海道】2019JリーグYBCルヴァンカップ決勝・「川崎フロンターレ×北海道コンサドーレ札幌」（埼玉スタジアム2002）の模様を、ニッポン放送および北海道放送で生中継[145]。

### 11月
- 1日 -【近畿広域圏】MBSラジオはこの日より2025年日本国際博覧会応援企画番組として、『ばんぱく宣言 われら21世紀少年団』（金曜20時 - 21時）を放送開始。21世紀少年団長（メインパーソナリティ）は、三ツ廣政輝（MBSアナウンサー）が務める[146]。
- 4日 - 【関東広域圏】ニッポン放送は同局開局65周年記念企画として、ライブ配信サービス「SHOWROOM」とのコラボレーションによる『ニッポン放送×SHOWROOM コラボ放送局〜前田裕二プロデュースDAY』を5時から翌5日5時までの24時間にわたり実施。これはSHOWROOM社長の前田裕二が同局から24時間生配信しつつ、同局の番組に連続してゲスト出演するもので、13時には『ニッポン放送×SHOWROOMコラボSP』、5日1時には『前田裕二のオールナイトニッポン』と前田による特番も放送された[147]。
- 8日 - いずれも【健康問題】
  - 【関東広域圏】TBSラジオ『森本毅郎・スタンバイ!』の本番中にメインパーソナリティーの森本毅郎（フリーアナウンサー・元NHKアナウンサー）が体調不良を訴え途中退席するアクシデント。以後の進行は土井敏之（TBSテレビアナウンサー）が最後まで務めた。なお番組公式サイトでは「その後森本は病院で診察を受け、現在は回復し会話も出来ている」と公表した[148]。
  - 【近畿広域圏】朝日放送ラジオ『喜多・西森のゆかいな金曜日!』は番組出演者の西森洋一（お笑いコンビ・モンスターエンジン）が腹腔内膿瘍のため入院となり、この日の番組は相方の大林健二が、またもう一人のメインである喜多ゆかり（朝日放送テレビアナウンサー）も現在産休中のため柴田博（同）が出演し、代役同士の番組進行となる珍事となった[149]。西森は翌週15日の放送から番組に復帰した[150]。
- 24日（23日深夜） - ニッポン放送『オードリーのオールナイトニッポン』でお笑いコンビ・オードリーの若林正恭が番組内で結婚を生報告。コントや漫才のネタのように結婚を報告したため、最初何のことか分からなかった相方の春日俊彰を困惑させていた[151]。→5月12日の出来事も参照
- 28日（27日深夜） -【千葉県・栃木県】Bayfmで放送されていたガールズグループ・IZ*ONEの宮脇咲良出演の『今夜、咲良の木の下で』がこの日の放送をもって一時休止。休止は代役を務めていた横山由依（当時AKB48）によって発表された[152]。また、28日にはRADIO BERRYで放送されていた同グループの本田仁美出演の『IZ*ONE 本田仁美のWorld Get You』もこの日で一時休止となることが番組ホームページ上にて発表された[153]。

### 12月
- 9日 - 13日 - 【関東広域圏】ニッポン放送では、東京メトロポリタンテレビジョン（TOKYO MX）とのコラボレーション企画を実施、ニッポン放送の『DAYS』『大橋未歩 金曜ブラボー』とTOKYO MXの『5時に夢中!』との間で共同プレゼント企画や出演者が互いに出演し合うなどの企画を行ったほか、『垣花正 あなたとハッピー!』と『バラいろダンディ』でも互いの番組内容の告知を行った[154]。
- 9日
  - （8日深夜）【特番・関東広域圏】文化放送では、この年最後のスペシャルウィーク開催直前特番として、真夜中に番組冒頭とエンディングのナレーション以外3Dオーディオなどの技術を使って録音した「たき火や薪が燃える音」を流し続ける番組『たき火特番〜ノルウェーのテレビ局が薪が燃えているだけの映像で高視聴率を獲得したので、たき火の音だけを流すラジオをやってみた〜』を放送（2時 - 3時30分）。なお、番組タイトルの長さは同局調べで同局歴代最長とのこと[155][156]。
  - 【特番】ニッポン放送はこの日、女優・歌手の中山美穂がパーソナリティを務める『中山美穂のオールナイトニッポンGOLD』を放送[157]。
- 13日 - 【特番】ニッポン放送はこの日、吉田拓郎が2013年9月にレギュラー放送が終了した『坂崎幸之助と吉田拓郎のオールナイトニッポンGOLD』以来6年ぶりにオールナイトニッポンレーベルでパーソナリティを務める『吉田拓郎のオールナイトニッポンGOLD』を放送[158]。
- 15日 - 【特番・中京広域圏】東海ラジオは、1982年から1997年までの15年間にわたって放送されていた平日昼前の生ワイド番組『アマチンのラジオにおまかせ』を、同局のプレミアムウィーク（12月7日 - 15日）の一企画として22年ぶりに特番として復活（6時40分 - 8時45分）。パーソナリティはレギュラー版と同様、天野鎮雄（俳優）と森本曜子（フリーアナウンサー）が務めた[159]。
- 22日 - 【特番・近畿広域圏】朝日放送ラジオでは、この日朝日放送テレビで放送されていた『M-1グランプリ』決勝ならびに敗者復活戦の様子をラジオで実況・解説する『ラジオでウラ実況!? M-1グランプリ2019』を放送[160]。
- 24日・25日 - 【特番】NRN系のAMラジオ局11局（ニッポン放送、STVラジオ、青森放送、IBC岩手放送、ラジオ福島、ラジオ大阪、和歌山放送、中国放送、西日本放送、九州朝日放送、ラジオ沖縄）において、クリスマス恒例の24時間チャリティ特番『ラジオ・チャリティー・ミュージックソン』（24日正午 - 25日正午）を放送。
  - 【関東広域圏】このうちキー局のニッポン放送では、メインパーソナリティを、ジャニーズ事務所所属のアイドルグループ・Kis-My-Ft2が担当（2年連続2回目）[161]。2年連続で同番組のメインパーソナリティーを務めるのは、ジャニーズ事務所の先輩・中居正広（1996年放送「第22回」、1997年放送「第23回」）以来、22年ぶり。
  - 【福岡県】また、福岡エリアの九州朝日放送ではメインランナーとして同局アナウンサーの沢田幸二、小林徹夫、山﨑萌絵の3名が担当した[162]。
- 28日
  - TBSラジオ『土曜朝6時 木梨の会。』で2018年10月の番組開始からアシスタントを務めた古谷有美（TBSアナウンサー）が、この日の放送をもって卒業[163]。
  - 【健康問題・関東広域圏】ニッポン放送『八木亜希子 LOVE&MELODY』は、八木亜希子（フリーアナウンサー）が線維筋痛症により当面休養することをうけ、この日と2020年1月4日の放送は秀島史香がパーソナリティ代行を務めた[164]。
- 29日 - 【山口県】エフエム山口で2010年4月から放送されていたアニラジ番組『ウキウキ放送局!零-ゼロ-』が終了。これにより1986年10月から開始した『UKIUKI放送局』時代から続いた「ウキウキ放送局」シリーズが33年3か月（中断期間あり）の歴史に幕。
- 30日
  - 【音楽・特番】年末恒例、61回目、本年で60周年を迎える『第61回輝く!日本レコード大賞』を東京・新国立劇場よりTBSラジオにて生放送（18時[注 7] - 22時）[165][166]。各賞ノミネートは11月16日に発表[166][167][168]。また総合司会は2年連続で安住紳一郎（TBSアナウンサー）[注 8] と土屋太鳳（女優）のコンビが務めた[169]。なお、大賞はFoorinの『パプリカ』が受賞した[170]。
  - 【音楽・関東広域圏】1970年代から2010年代まで日本のポップアーティストとして活動し、日本を代表する多くのミュージシャンに影響を与えた大瀧詠一（シンガーソングライター、2013年12月30日没）の七回忌となるこの日、ニッポン放送にて11時 - 12時に『大滝詠一フォーエバー』と題する特集番組を放送。番組のパーソナリティは坂崎幸之助（フォークシンガー）と上柳昌彦（フリーアナウンサー、元同局アナウンサー）が務め、鈴木茂（ギタリスト）ら大瀧とゆかりのある人物からのメッセージを放送した[171]。
- 31日 - 【音楽・特番】大晦日恒例、70回の節目[注 9] を迎える『第70回NHK紅白歌合戦』を渋谷・NHKホールから生放送（NHKラジオ第一、19時15分 - 23時45分、第1・2部中間にニュース中断あり）[172]。総合司会は内村光良（ウッチャンナンチャン、3年連続3回目）、白組司会は櫻井翔（嵐、3年連続7回目・個人としては2回目）、紅組司会は綾瀬はるか（女優、4年ぶり3回目）が務めた[173]。出場歌手は11月14日に発表[174][175]。
- 31日 - 2020年1月1日 - 【音楽・特番】文化放送では大晦日の23時 - 2020年元日の1時に、さだまさし（シンガーソングライター）のカウントダウンコンサートの模様を『さだまさしカウントダウンスペシャル in 国技館 〜チュー!チュー!もっと亥ーから子!〜』と題して国技館（東京都墨田区）より生中継[176]。なお、当番組は同局をキーステーションに全国ラジオネットワーク（NRN）33局[注 10] とラジオ関西（独立局）、RKB毎日放送（JRN単独加盟局）の計35局で同時放送された[注 11][176]。

## 主なその他ラジオ関連の出来事

### 1月
- 1日 - 【スポーツ・中京広域圏】東海ラジオは、プロ野球・セントラルリーグの中日ドラゴンズとオフィシャルスポンサー契約を同日付を以て締結。2020年に東海ラジオが開局60周年を迎えるにあたり、60周年記念事業の一環であり、ラジオ・テレビを含めて地上波放送局がプロ野球12球団とオフィシャルスポンサー契約を締結するのは初となる[177]。
- 6日 - 【訃報】俳優・声優として数々のジャンルの作品に出演し、ラジオパーソナリティーとしても1970年代に青島幸男（放送作家、元東京都知事。2006年没）とのコンビでTBSラジオ『青島・フーコの天下のジョッキー』のDJを担当し、また同局『全国こども電話相談室』のオープニングテーマ曲を歌唱したことでも知られた女優・声優の天地総子がこの日の午後、塞栓性脳梗塞のため茨城県古河市内の病院で死去（78歳没）[178][179]。
- 10日 - 【訃報】1955年から1960年にかけてNHKラジオ第一放送で放送され、NHK総合テレビのバラエティ番組としても一世を風靡した『お笑い三人組』に出演して人気を博した講談師の一龍齋貞鳳（別名：今泉良夫）が2016年12月27日に90歳で死去していたことがこの日、故人の遺族が三回忌を終えたことを理由として公表したことから明らかになった[180]。
- 14日 - 【放送事故・近畿広域圏】ラジオ大阪（OBC）が堺市のAM本局の緊急点検のためこの日の21時から22時45分頃まで停波（翌1月15日にも21時から実施）[181]。前日の13日夜に近隣の住宅から飛んで来たナイロン製の布のようなものが鉄塔に付着したことからそれを取り除くため、夜間の自社製作番組放送時間帯を選んで停波したもので、通常停波点検が行われる月曜未明（日曜深夜）ではなく、平日夜間帯での緊急停波は異例[182]。

### 2月
- 18日 - 【キャンペーン】NHK・民放連共同ラジオキャンペーンの第8弾として、パーソナリティやスタッフ、リスナーが聞いているラジオ番組の良さをツイートして発信するキャンペーン『#このラジオがヤバい』を開始（9月30日まで実施）。5月6日には寄せられたツイートを元にNHKと民放が相互乗り入れした特別番組も放送（上述参照）[183]。

### 3月
- 5日 - 【訃報】ニッポン放送で社長・会長を歴任し、2001年から2年間東京国際映画祭のゼネラルプロデューサーも務めた川内通康がこの日、大動脈解離のため死去（83歳没）[184]。
- 6日 - 【キャンペーン】日本民間放送連盟はFMラジオとIPサイマルラジオ「radiko.jp」の両方が聞けるスマートフォン「ラジスマ」を発表し、普及のための告知キャンペーンを開始[185]。
- 26日 - 【訃報】文化放送でアナウンサーとして『桂竜也の夕焼けワイド』のメインパーソナリティーを務めた桂竜也がこの日夕方、肺炎のため東京都内の病院で死去（80歳没）[186]。
- 27日 - 【訃報】元大洋（現・横浜DeNA）内野手、横浜・ロッテ監督等を歴任し、野球評論家時代はTBSラジオ・テレビの専属解説者として活動した近藤昭仁がこの日未明、敗血症性ショックのため神奈川県内の病院で死去（80歳没）[187]。
- 28日 - 【訃報】野沢那智（声優・演出家、2010年没）とのコンビで東京放送（TBSラジオ）の深夜番組『パックインミュージック』金曜未明（木曜深夜、通称：ナッチャコパック）のパーソナリティを1967年の番組開始から1982年の番組終了まで担当し、また野沢とは『いう気リンリン 那智チャコワイド』（文化放送）でもコンビを組むなど、ディスクジョッキーとして数多くのラジオ番組を担当した声優の白石冬美がこの日午後、東京都内の自宅で意識不明の状態で発見され、病院に運ばれたが虚血性心不全のため死去（82歳没）[188][189]。
- 29日
  - 【活動進退】NHKアナウンサーの雨宮萌果（2011年入職）が、自身の結婚などによりこの日付で退職した[190]。
  - 【放送終了・radiko】radikoではこの日をもって、NHKラジオ第2放送の配信を終了した[191]。
- 31日 - いずれも【活動進退】
  - TBSテレビアナウンサーの宇垣美里（2014年入社）が同局を退社。今後は芸能事務所・オスカープロモーション所属のフリーアナウンサー・タレントとして活動[192][193]。退社は2月5日にレギュラーを務めるTBSラジオ『アフター6ジャンクション』の番組冒頭で自ら発表した[194]。なお、同番組にはフリー転身後も出演を継続している（2023年10月の『アフター6ジャンクション2』改題後も続投）。
  - ニッポン放送アナウンサーの垣花正（1994年入社）が同局を退社。和田アキ子（歌手・タレント）等を擁する芸能事務所・ホリプロ所属のフリーアナウンサーとして活動[195]。
  - 【広島県】中国放送（RCC）アナウンサーの泉水はる佳（2010年入社）が同社を退職。退職後の動向はこの時点で未定としていたが、9月よりニチエンプロダクションに所属した上で千葉テレビ放送の契約アナウンサーとして引き続き活動している[42]。
- 日付不明 - 【その他】TBSラジオは電通が開発した1分毎にリスナーの動きを可視化する聴取ログデータの機能を持つデータダッシュボード「リスナーファインダー」を採用し、番組制作に活用する[196]。

### 4月
- 1日
  - 【放送開始・radiko】radikoはこの日、NHKラジオ第1放送とNHK-FM放送を正式なサービスとして配信を始める[191]。
  - 【放送持株会社・岡山県】山陽放送（RSK）が商号を「RSKホールディングス」に変更、認定放送持株会社に移行するとともに、分割準備会社に事業を継承し「RSK山陽放送」が発足、RSKホールディングスの傘下に入る。放送持株会社の移行は全国で10番目となり、大都市圏の基幹局以外の放送局では初の事例となる。なお、2016年4月に持株会社に移行したRKB毎日放送（RKB毎日ホールディングス）、2017年4月に移行した毎日放送（MBSメディアホールディングス。ラジオはこちらを参照）と同じく、ラジオ・テレビ両事業の分社は行わない[197]。
  - 【放送開始】V-Low帯マルチメディア放送・i-dioの札幌局が開局し、北海道地区での放送を開始。同時に北海道・東北地区のソフト事業者である北日本マルチメディア放送も北海道地区での放送業務を開始。これにより全国7ブロック全てで開業する[198]。
  - 【放送開始・兵庫県】ラジオ関西の神戸・姫路両FM補完中継局（ワイドFM）が放送開始[199][200][201]。
  - 【その他】TBSグループのラジオ番組制作会社TBSプロネックスやラジオショッピング等物販事業会社グランマルシェなど7社が、同グループ内で映像・文化事業を担う中核会社TBSグロウディアに吸収合併[202]。
- 18日 - 【訃報】俳優・声優としてテレビアニメ作品やテレビドラマなどに数多く出演し、ラジオの世界でも『朝の歳時記』（中部日本放送【CBCラジオ】）のパーソナリティを1969年から2005年まで務めるなど多方面で幅広く活動した川久保潔がこの日、肺がんのため死去（89歳没）[203]。
- 21日 - 【放送終了】i-dioのモビリティ向け専用ラジオチャンネル「Amanekチャンネル」がこの日をもって放送を休止[204]。

### 5月
- 4日 - 【訃報・宮崎県】宮崎県を中心にして活動していたローカルタレントで、エフエム宮崎の『AREA J-MORNING』のDJで知られたラジオパーソナリティのs@koがこの日死去（44歳没）[205]。
- 11日 - 【訃報】直木賞受賞作家で、1970年代にラジオ大阪にて『阿部牧郎とその一味』と題するエコロジー番組や、KBS京都にて『話のターミナル』のパーソナリティを担当し、第27回（1989年度）ギャラクシー賞[206] を受賞した経歴を持つ小説家の阿部牧郎が、この日急性肺炎のため死去（85歳）[207]。
- 20日 - 【放送開始】i-dioの自動車ユーザー向けラジオチャンネル「Voice Road Channel」が開局[208]。

### 6月
- 3日
  - 【活動進退・大阪府】関西大御所ラジオDJの一人で、「ヒロT」の愛称で知られたヒロ寺平が、「昨今のラジオを取り巻く環境の変化に順応できなくなってしまった」としてこの日放送のFM COCOLO『HIRO T'S AMUSIC MORNING』において9月末を以って引退すると発表した[209][210]。
  - 【訃報・京都府】1991年7月のエフエム京都（α-STATION）開局時からパーソナリティーを務め、1993年10月から約25年8か月間にわたり同局『α-MORNING KYOTO』でメインを務め、「α-STATIONの朝の顔」として知られた佐藤弘樹がこの日、肺がんのため京都市西京区内の病院で死去（62歳没）。訃報は6月17日の同番組内で公表された。佐藤は5月22日から療養のため番組を休んでいた[211][212]。
- 5日 - 【人事・沖縄県】 琉球放送（RBC）は、株主総会及び取締役会を経て、会長の白石弘幸並びに社長の濱田建三が退任し、取締役でテレビ本部部長を務めている中村一彦を社長に昇格させる人事を承認し、発令した[213]。
- 6日 - 【訃報】1958年に出版した小説『花狩』がラジオドラマ化され、自身も若い頃に放送作家としてラジオドラマの脚本を書くなどして活動、小説家として芥川龍之介賞受賞作品『感傷旅行（センチメンタル・ジャーニィ）』を始めとする数々の作品を著し、紫綬褒章や文化勲章を受章した田辺聖子がこの日、胆管炎のため死去（91歳没）[214]。
- 21日 - 【人事・関東広域圏】ニッポン放送はこの日開催された株主総会及び取締役会の承認を経て、新社長に現在常務取締役を務める檜原（ひわら）麻希[注 12]が昇格し、現社長の岩崎正幸が会長に就任する人事を執行。同局史上初となる女性社長が誕生した。現会長の重村一は相談役に退いた[216][217]。なお、民間放送局における女性社長は、新潟テレビ21以来2年ぶり2回目となり、ラジオ単営局ならびに在京キー局ではラジオ・テレビ通じて初めての例となる。
- 24日 - 【不祥事・倫理問題・活動進退】吉本興業はこの日、反社会的勢力が催した行事に事務所を通さない闇営業で参加し問題となったお笑いコンビ・雨上がり決死隊の宮迫博之らよしもと所属のお笑いタレント11名に対し、出演料の受け取りも明らかになったとして、当面の間芸能活動停止とする謹慎処分とすることを発表した。処分対象となったのは宮迫の他、ロンドンブーツ1号2号・田村亮、レイザーラモンHG、ガリットチュウ・福島善成、くまだまさし、ムーディ勝山、天津木村、2700（八十島宏行・常道裕史）、ストロベビー・ディエゴ[218]。宮迫らは7日発売の写真週刊誌で元カラテカの入江慎也（4日付で同社契約解除）の仲介で会合に参加していたことが報じられていた[219]。また同じ24日にはワタナベエンターテインメントも、同社所属のお笑いコンビ・ザブングルが反社会的勢力の会合に参加したとして、彼らに当面の間の謹慎処分を科している[220]。
- 26日 - 【訃報】1951年に新東宝の「新東宝スターレット」第1期生としてデビューし、その後は映画やドラマ出演の傍ら日本テレビ系『ごちそうさま』、フジテレビ系『クイズ!ドレミファドン!』などあらゆるテレビ番組の司会を担当し、またフジテレビ系『ゴールデン洋画劇場』の解説も務めたほか、ラジオでは『お元気ですか高島忠夫です』や『全国歌謡ベストテン（4代目）』（いずれも、文化放送）のパーソナリティを担当。実生活では女優の寿美花代の夫で、俳優の髙嶋政宏・政伸兄弟の実父であった俳優の高島忠夫がこの日午後、東京都内の自宅で老衰のため死去（88歳没）[221]。訃報は同月28日に所属事務所の東宝芸能から発表された[222]。
- 28日 - 【活動進退】日経ラジオ社（ラジオNIKKEI）[注 13] でアナウンサーとして『中央競馬実況中継』や『うまきん』、『渡辺和昭のしゃべってしゃべって60分』などの番組で活躍し、2017年6月からは同社取締役[223] を務めていた渡辺和昭（1984年入社）が自身の60歳の誕生日となるこの日をもって取締役を退任[224] すると同時に、35年間勤務していた同社を退社[225]。この日20時から放送された『うまきんIII』がラジオNIKKEIアナウンサーとしての最後の出演となった[226]。
- 30日
  - 【活動進退・中京広域圏】東海ラジオ元アナウンサーで定年退職後もタレントとして同局の番組に出演していた松原敬生（1968年入社）が6月2日の同局『松原敬生の日曜も歌謡曲』の番組内で6月一杯でアナウンサー引退を発表。この日放送の同番組で引退した[227][228]。
  - 【放送終了】i-dioの訪日中国人観光客向け中国語放送チャンネル「八六東京チャンネル」がこの日をもって放送を終了[229]。

### 7月
- 1日 - 【活動進退・北海道】札幌テレビ放送（STV）アナウンサーの木村洋二（1982年入社）が、この日付けで子会社・STVラジオへ出向し取締役エグゼクティブアナウンサーに就任。STVラジオではアナウンス活動を中心にイベントなど幅広く活動する[230]。なお、木村がレギュラー出演する『ごきげんようじ』及び『洋二と明石の無口な二人』には、引き続き出演。→主な番組関連の出来事の4月6日の出来事も参照
- 8日 - 【訃報】文化放送系全国ネットで長きにわたって放送された『世相ホットライン ハイ!竹村健一です』やニッポン放送『竹村健一のずばりジャーナル』（ABCラジオ（現・朝日放送ラジオ）にもネット）など、ラジオ・テレビで幅広く活動し、『電波怪獣』の異名をとった評論家の竹村健一がこの日の夜、東京都内の病院で多臓器不全のため死去（89歳没）。死去は7月11日に判明した[231][232]。
- 12日 - 【健康問題】作家の室井佑月が、金曜パートナーとして出演する『大竹まこと ゴールデンラジオ!』（文化放送）の中で、乳がんを患っていることを公表。なお、室井は8月8日から入院し、9日に右乳房の一部を摘出する手術を受ける予定であることも併せて公表した[233]。室井は、2週間後の8月16日の同番組で復帰し、手術の成功を報告した[234]。
- 24日 - 【訃報】長きにわたり日経ラジオ社（ラジオNIKKEI）第1放送『中央競馬実況中継』土曜日午前中の解説を担当した元俳優で競馬評論家の原良馬がこの日の朝、病気のため千葉県内の自宅で死去（85歳没）[235][236]。

### 8月
- 4日 - 【スポーツ・岡山県】米国LPGAツアー公式戦である『AIG全英女子オープン』最終日で、海外メジャー初挑戦の渋野日向子が優勝したことを受け、2月に専属契約を結んだRSK山陽放送では、優勝記念の特別番組やお祝いイベントなどを開催する予定で内容を検討していると発表[237][238]。ちなみに同局は、本社を置く岡山県出身のアスリートへの支援を通して社会貢献を図る目的で、2018年より女子ゴルファーのサポートを行っており、現在は渋野と小橋絵利子が専属契約を締結している[239]。
- 7日 - 【結婚】J-WAVE『SAUDE! SAUDADE...』のナビゲーターを担当するフリーアナウンサーの滝川クリステルが、自由民主党筆頭副幹事長で衆議院議員の小泉進次郎と結婚することを発表。併せて妊娠していることも公表した[240]。
- 21日 - 【不祥事・東京都】エフエム東京はこの日記者会見を開き、2017年3月期以降の過年度決算で子会社の赤字を隠すための不適切な会計処理が行われていたと第三者委員会がまとめた調査結果を発表した。同局社長の黒坂修は、17年3月期から19年3月期までの3年間にわたり、デジタル放送事業「i-dio」を手掛ける子会社「TOKYO SMARTCAST」が経営不振に陥ったことから、同局前社長の千代勝美（6月25日開催の株主総会を持って他の取締役とともに退任）が知人にTOKYO SMARTCAST社の株式を購入させ、親会社であるエフエム東京の連結決算の対象から外れたように装う取引が行われ、決算上の利益額をごまかしていたことを説明、その上で「国民の共有財産である電波をあずかる事業者としてあってはならないこと」と株主や同局のリスナーなどに謝罪[241][242][243]。また、千代前社長を始めとする旧経営陣に対しては損害賠償請求を起こすことを検討していることも明らかにした[242]。
- 25日 - 【訃報】NHK-FMのラジオドラマ『アドベンチャーロード』にて、1990年1月8日から19日に木下秀雄の主演で放送された「帝都誘拐団」（全10回）の原作者である推理小説作家の加納一朗が、この日、神奈川県川崎市の病院で誤嚥性肺炎のため死去（91歳没）[244]。
- 26日 - 【開局・神奈川県】横浜市中区にコミュニティFM局「横浜マリンエフエム」が開局[245]。
- 29日 -【訃報】テレビ番組やテレビドラマで俳優・声優・ナレーターなどで活動し、ラジオドラマ『KRスリラー劇場 散歩する霊柩車』（1960年、ラジオ東京【現・TBSラジオ】）などの作品にボイスアクターとして出演した経歴を持つ依田英助がこの日、肺炎による心不全のため死去（91歳没）。訃報は2か月半後の11月15日に所属の東京俳優生活協同組合より公表された[246]。
- 30日 - 【その他】日本民間放送連盟（民放連）が3月に総務省へ要望していた、AMラジオ局がAM放送を廃止しFMラジオ局へ転換することを可能にする制度改正について、総務省の有識者会議が要望に沿って制度を見直すべきだとの結論を出すことが朝日新聞の取材でわかった。民放連は「加盟するラジオ各局がAM放送を廃止してFM放送へ一本化するか、AMとFMを併用するかを選択できる制度への変更」と「2023年をめどに一部地域で実証実験としてAM放送の試験停波を実施し、2028年までにAM局のFM放送への転換を可能にする」ことの2点を総務省に対して要望している[247]。

### 9月
- 2日 - 【人事・近畿広域圏】朝日放送ラジオはこの日付けで現代表取締役社長の勝山倫也が退任し、新社長にBS朝日常務執行役員の岩田潤が就任する人事を執行[248]。なお勝山は、9月20日付けで朝日放送ラジオと同じ朝日放送グループホールディングス傘下の映像コンテンツ制作会社・ディー・エル・イー社長に就任[249]。
- 6日 - 【イベント・北海道】北海道胆振東部地震から1年を迎えるこの日、北海道放送（HBCラジオ）では、同社本社屋にて、携帯ラジオに使う乾電池の交換イベント「HBCラジオ〜ラジオ乾電池交換キャンペーン〜」を開催[250]。
- 9日 - 【活動進退】TBSアナウンサーの林みなほ（2012年入社）が、この日付で8年間在職した同社を退職。9月11日に林が講談社の出版イベントの司会を務めた際に自ら公表。イベント後に自身のInstagramにて「今後はフリーランスの立場でやりたい」とコメントを改めて発表した[251][252]。
- 10日 - 【放送事故・関東広域圏】ニッポン放送木更津送信所に不具合が発生し8時31分頃にAM放送の送信が停止。35秒の停波の後、足立予備送信所からの減力放送に切り換えて放送を継続。木更津市内は令和元年房総半島台風（台風15号）の影響で9日未明から停電が発生しており、送信所内の非常用発電機に切り換えて送信を継続していたが、それが故障したことにより送信ができなくなったとしており[253][254]、その後22時35分に非常用発電機が復旧し木更津送信所からの通常運用に復帰した[255][256]。この木更津送信所のアクシデントについて同社社長の檜原麻希が11日の定例記者会見の席で「災害時のライフラインの役目を停滞させて申し訳ない」と謝罪のコメントを発した[257]。また、ラジオNIKKEI長柄送信所にも送信設備に障害が発生し、9日以降第1放送を、12日朝からは第2放送も減力放送に切り換えていたが、18日夕方に設備が復旧し通常送信に戻っている[258]。
- 13日 - 【イベント・近畿広域圏】朝日放送ラジオで『桑原征平粋も甘いも』『征平・吉弥の土曜も全開!!』のメインパーソナリティを務めるフリーアナウンサーの桑原征平（元関西テレビ放送アナウンサー）の「生前葬」形式のファンミーティング『桑原征平 生前葬 〜甦生（よみがえり）の儀〜』をあましんアルカイックホール・オクト（兵庫県尼崎市）にて開催。ゲストには、朝日放送ラジオにおいて桑原と共演するタレント・アナウンサーや関西テレビ時代の桑原の後輩にあたるカンテレアナウンサーOBが出演した[259][260]。
- 15日 - 【訃報・静岡県】静岡放送（SBS）と静岡新聞社の両社の代表取締役会長を兼任した松井純がこの日の朝、病気のため静岡市駿河区の自宅で死去（84歳没）[261]。
- 24日 - 【訃報】予備校の英語講師として独特の風貌から「金ピカ先生」として知られ、文化放送やラジオたんぱ（現・ラジオNIKKEI）で放送された『大学受験ラジオ講座』でも英語の講義を担当、後にタレントや教育評論家としても活動した佐藤忠志が、この日東京都内の自宅で倒れているのが発見され死亡が確認された（68歳没）[262]。
- 30日 - 【放送終了】i-dioのメインチャンネルである「TS ONE」がこの日をもって放送終了。TS ONEを巡っては運営するTOKYO SMARTCASTの経営不振が発端となって、上述のエフエム東京の粉飾決算が起きていた[263]。

### 10月
- 4日 - 【周年・キャンペーン・東京都・愛知県】エフエム東京とエフエム愛知では開局50周年記念のアニバーサリーソングとして、スピッツによる「ラジオデイズ」（アルバム『見っけ』収録）を起用したと発表[264]。この曲はさらにエフエム大阪・エフエム福岡のアニバーサリーソングにもなった[265]。
- 6日 - 【訃報】国鉄スワローズ（現・東京ヤクルトスワローズ）・読売ジャイアンツの投手として通算400勝を達成、監督としてはロッテオリオンズ（現・千葉ロッテマリーンズ）を率いて1974年に日本一に輝き、現役引退後はニッポン放送（1979年 - 1983年）の専属野球解説者やタレントとして活動し「カネやん」の愛称で親しまれ、私生活では俳優の金田賢一の父としても知られる金田正一が、この日急性胆管炎による敗血症のため東京都内の病院で死去（86歳没）[266]。
- 8日 - 【不祥事・経営問題】エフエム東京が上述の粉飾決算発覚に伴って遅れていた2019年3月期決算と修正した過年度の決算を発表。2019年3月期決算はi-dio事業の不振とそれに伴う特別損失の計上により83億円の赤字となったことが明らかとなった。これに伴い、エフエム東京はi-dio事業からの撤退も発表している[267]。
- 10日 - 【訃報・鹿児島県】南日本放送（MBC）の専属タレントとして長年活動し、同局の『城山スズメ』や『ちぇすといけ!ヤング』に出演するなど同局のラジオ・テレビで活動し、「むっちゃん」の愛称で親しまれた猪俣睦彦がこの日夜、大腸がんのため死去（73歳没）[268]。
- 22日 - 【放送開始・愛媛県】南海放送で開始された「第2ワンセグサービス」で同局のラジオのサイマル放送が開始[269]

### 11月
- 4日 - 【イベント・近畿広域圏】毎日放送（MBSラジオ）は、この日の10時 - 16時30分、大阪府大阪市東住吉区の長居公園自由広場で『MBSラジオ秋まつり2019収穫祭』を開催した[270]。
- 15日 - 【経営・株式譲渡・茨城県】茨城放送（IBS）は、朝日新聞社と日刊スポーツ新聞社の保有株式を堀義人が取締役オーナーを務める水戸茨城イニシアティブが取得し筆頭株主に。また、茨城県が保有する株式の6割を茨城ロボッツ・スポーツエンターテイメントが取得した。12日の臨時取締役会で可決承認され、14日までに譲渡手続きが完了した[271][272]。
- 16日 - 【イベント・鹿児島県】南日本放送（MBC）は、この日の9時30分 - 17時に、鹿児島県鹿児島市の複合施設「かんまちあ」で『MBCラジオまつり in かんまちあ』を開催。当日は自社番組の公開生放送などを実施した[273]。
- 17日 - 【イベント・近畿広域圏】朝日放送ラジオ（ABC）は、この日の9時30分 - 16時に、大阪府吹田市の万博記念公園 自然文化園 お祭り広場で恒例の『ABCラジオまつり2019』を開催した[274]。
- 23日 - 【イベント・近畿広域圏】ラジオ大阪は、この日の9時 - 15時に、大阪府大阪市中央区の大阪城公園太陽の広場で『OBCラジオまつり 10万人のふれあい広場 2019』を開催した[275]。

### 12月
- 2日 - 2020年2月14日 - 【キャンペーン・関東広域圏】文化放送は受験生応援企画として『〜キミはひとりじゃない〜文化放送 受験生応援キャンペーン』をこの期間に実施。キャンペーンガールには今泉佑唯（女優・元欅坂46）を起用し、ロックバンド・koboreの制作・歌唱によりキャンペーンソングを作製し、同局の番組『レコメン!』でオンエアした[276]。
- 4日 - 【訃報】主に舞台演劇で活動し、NHKラジオ第一にて2004年から2010年にかけて放送していたラジオドラマ『火曜ドラマ』シリーズの脚本を担当（テーマによっては自らもボイスアクターとして出演したこともあり）した脚本家の中島淳彦がこの日、多臓器不全のため死去（58歳没）[277]。
- 14日・15日 - 【イベント・沖縄県】琉球放送（RBCラジオ）はこの2日間、沖縄タイムスビル前広場（沖縄県那覇市久茂地）にて、『こどもたちに夢を! RBCiラジオまつり』と題するイベントを開催した[278]。
- 24日 - 【局名変更・愛知県】エフエム愛知は、開局50周年を迎えたこの日、同局の呼称を「@FM 80.7」から再度「FM AICHI」に改め、新ブランドステートメントとして「RIDE ON MY RADIO」を制定、ブランドシンボルとして愛知（AICHI）の"A"を取り入れた「Action Button」をデザインしたロゴマークを発表した[279]。

## 商号変更
- 4月1日 - 山陽放送→RSK山陽放送

## 節目

### 主な記念回
- 3000回
  - 1月17日 - 大竹まこと ゴールデンラジオ!（文化放送）[280]
  - 5月16日 - Oasis 79.7（長野エフエム放送）[281]
- 2000回
  - 8月30日（29日深夜） - ミューコミプラス（ニッポン放送）[282]
  - 12月10日 - たまむすび（TBSラジオ）[283]
- 1000回
  - 1月24日 - ナガオカ×スクランブル（CBCラジオ）[284]
  - 2月27日 - 松井愛のすこ〜し愛して（毎日放送）[285]
- 800回 - 笑福亭鶴瓶 日曜日のそれ（12月15日、ニッポン放送）
- 700回 - 安住紳一郎の日曜天国（1月27日、TBSラジオ）[286]
- 600回 - 爆笑問題の日曜サンデー（10月13日、TBSラジオ）[287]
- 500回 - K-mix FOOO NIGHT ピンソバ（8月26日、静岡エフエム放送）[288]
- 400回 - 妹尾和夫のパラダイスKyoto（11月、京都放送）[289]
- 200回
  - 2月26日 - 北乃カムイのもにょもにょラジオ（適当）（北海道放送）[290]
  - 7月27日 - 土曜ワイドラジオTOKYO ナイツのちゃきちゃき大放送（TBSラジオ）[291]

### 開局周年
※NHKについての「開局」は、ラジオ第1放送・ラジオ第2放送を指し、当該放送局に第1放送・第2放送が存在しない場合はFM放送開始の時期を指す。
- 65周年（1954年開局）
  - 九州朝日放送
  - 山陰放送[注 14]
  - 山梨放送[注 15]
  - 宮崎放送[注 16]
  - ニッポン放送[注 17]
  - 日経ラジオ社[注 18]
  - 琉球放送[注 19]
- 60周年（1959年開局）
  - 和歌山放送
- 50周年（1969年開局）
  - エフエム愛知[注 20]
- 35周年（1984年開局）
  - エフエム沖縄
  - エフエム宮崎
  - 福井エフエム放送
- 30周年（1989年開局）
  - エフエム山形
  - FM802[注 21]
  - ベイエフエム[注 22]
- 25周年（1994年開局）
  - エフエム栃木
- 20周年（1999年開局）
  - 岡山エフエム放送
- 5周年（2014年開局）
  - Radio NEO[注 23]

### 番組周年
- 50周年
  - 10月11日 - 毒蝮三太夫のミュージックプレゼント（TBSラジオ）[292][293]
- 45周年
  - 4月8日 - ありがとう浜村淳です（毎日放送）[72]
- 30周年
  - 4月6日 - 青春ラジメニア（ラジオ関西）[294]
  - 4月10日 - JOY-U・CLUB（エフエム香川）
- 20周年
  - 4月1日 - Fresh Morning OKAYAMA、TWILIGHT PAVEMENT（岡山エフエム放送）

### 番組開始・開局以外
- 6月1日 - 朝日放送（当時、ラジオ単営局。現：朝日放送グループホールディングス）と大阪テレビ放送（1956年12月1日開局）の合併、朝日放送テレビ（当時は朝日放送のテレビ事業部門。2018年4月より単営）としての放送開始[注 24]から60周年。

## 主な放送番組

### 開始番組

#### 2019年1月放送開始
エフエム北海道
- 12日 - ズーカラデルのちょっと猛進!（出演：ズーカラデル。土曜<金曜深夜> 1:00 - 2:00）[295]

FM NORTH WAVE
- 4日 - GOGO RADIO FRIDAY（出演：田村次郎、ちゃぼ。金曜 12:00 - 15:30）[296]
- 5日 - 美麗!台湾（出演：吉田皓一、片岡香澄。土曜 11:30 - 12:00）[297]

エフエム福島
- 2日 - ふっくん布川の光リアル道（出演：布川敏和、越尾さくら。水曜 21:00 - ）[298]

TBSラジオ
- 5日 - ハツデンキ（出演：山口泰志（株式会社TAN-SU 代表）、山本里菜。土曜 17:15 - 17:30）[299]

文化放送
- 2日 - 吉田照美の「ヘイ!ヤング」〜さよなら平成〜（出演：吉田照美。水曜<火曜深夜> 2:00 - 2:15）[300]
- 3日 - 岡副麻希のほくほくたいむ（出演：岡副麻希。木曜21:00 - 21:30）[注 25][301]
- 5日
  - TVアニメ『さらざんまい』ラジオ番組「ぷれざんまい」（出演：諏訪部順一、幾原邦彦。土曜 21:10 - 21:20〔『A&G TRIBAL RADIO エジソン』内〕）[302]
  - 本渡楓・長縄まりあのガルラジ情報局（出演：本渡楓、長縄まりあ。土曜 22:40 - 22:50〔『A&G TRIBAL RADIO エジソン』内〕）[303]
- 7日 - &キャスト!!!アワー クイーンズブレイド TRIANGLE スクランブル（出演：山北早紀、澁谷梓希、櫻井海亜。月曜<日曜深夜> 1:00 - 1:30）[304]

ニッポン放送
- 29日 - 風男塾 How do you do?（出演：風男塾。火曜 19:46 - 19:54〔『Premium中川家のオールナイトニッポンPremium』内〕）[305]

interFM897
- 6日 - Sound Paradigm（出演：坂本つとむ、香山智里。日曜<土曜深夜> 1:00）[306]

TOKYO FM
- 4日 - mysta presents 松本王国-きんぐだむ-（出演：松本梨香、沢城千春。金曜 23:00 - 23:55）[307]
- 8日 - るすのラジオやけど（出演：luz。火曜〈月曜深夜〉1:30 - 2:00）[308]
- 21日 - OFF THE RECORD（出演：月替わりパーソナリティ。月曜 - 水曜 21:00 - 21:15）[309]

J-WAVE
- 4日 - HEISEI MOMENTS（出演：PORIN（Awesome City Club）、小見山俊、吉田圭佑。金曜 23:30 - 翌0:00） [310]

ベイエフエム
- 12日 - bayfm Starting STYLE!! 〜Countdown to Lantis matsuri〜（出演：JAM Project。土曜<金曜深夜> 1:00 - 1:27）[311]

エフエムナックファイブ
- 4日 - 海蔵亮太Communication!（出演：海蔵亮太。金曜 5:30 - 5:40〔NACK5時ラジ内〕 ）[312]
- 5日
  - 鈴木花純&櫻井里花のフラワーショップ（出演：鈴木花純、櫻井里花。土曜<金曜深夜> 1:40 - 2:00〔FANTASY RADIO内〕）[312]
- 6日
  - ミュージックレシピ（出演：NAGATAROCK、星亜。日曜<土曜深夜> 0:00 - 0:30）[312]
  - 池山隆寛 BUNBUN STADIUM〜NEXT STAGE（出演：池山隆寛。日曜 20:05 - 20:25〔SPO-NOW内〕）[312]

エフエム富士
- 2日 - WaVE presents Catch The Wave（出演：KYOHEY、月替りDJ。金曜<木曜深夜> 1:30 - 2:00）[313]
- 4日 - みらいターミナル（出演：森川真帆。金曜 18:45 - 18:54）[313]
- 5日
  - cocona*のしょうがないらじお!（出演：cocona*、KYOHEY。土曜<金曜深夜> 1:30）[314]
  - こうふ開府500年記念番組 てくてくこうふ（出演：石井由紀子。土曜 12:44 - 12:51）[313]
  - こんなのはじめて（出演：みぃ子、まぃこ、石井てる美。土曜 23:00 - 翌0:00）[313]
- 6日
  - Dive for Music（出演：石井由紀子。土曜 18:30 - 18:54）[313]
  - NormCoreの日曜も夜ふかし〜コアラジ〜（出演：Fumi（NormCore）。日曜 23:00 - 23:30）[313]

信越放送
- 6日 - アナらんど（出演：週替わりメンバー（目黒清華、石井嘉穂、望月麗奈、尾関雄哉）。日曜 22:00 - 22:30） [315]

岐阜放送ラジオ
- 7日 - ゆっこ学園COCOの春休み（出演：松山春休み、東山彩、大久利五十鈴、やながせゆっこ。月曜 17:55 - 18:30）[316]

ZIP-FM
- 3日 - Midnight Getaway（出演：遥海。木曜〈水曜深夜〉 1:30 - 2:00）[317]

Radio NEO
- 12日 - Uny Oil presents FUN TIME CHITA!（出演：川崎郁美。土曜 11:30）[318]

エフエム愛知
- 3日
  - でらどら AtoZ（出演 AtoZ。木曜<水曜深夜> 1:00 - 1:30）[319]
  - BOND GIRL JAPAN 052 （出演：BOND GIRL。木曜<水曜深夜> 1:30 - 2:00）[320]
- 4日
  - Pasco Smile Table（出演 黒江美咲。金曜 10:05 - 10:10） [321]
- 6日

  - YAK.の四葉のクローバー・・・あげる（出演 YAK.。日曜 21:00 - 21:30）[322]
- 7日
  - Next TRADITION（出演 MEGUMI、藏持圭一。月曜 20:00 - 20:30）[323]
- 8日
  - 森下瑞堂のラジオ寺café（出演 森下瑞堂、神田沙織。火曜 19:30 - 19:55）[324]

エフエム岐阜
- 5日 - ミニオン・ボヤージュ（出演：笠井ゆかり。土曜 10:55 - 11:00）[325]

朝日放送ラジオ
- 5日 - 中原秀一郎のミュージック写真館（出演：中原秀一郎。土曜 17:00 - 17:55）[326]
- 6日 - 田口淳之介の電波工作（出演：田口淳之介。日曜 16:00 - 17:00）[327]
- 19日（18日深夜） - Sky presents 藤原竜也のラジオ（仮）（出演：藤原竜也。土曜<金曜深夜> 0:30 - 1:00）[14]

FM802
- 5日 - FM802 30PARTY YOUR RADIO802（出演：パーソナリティ交代制。土曜 21:00 - 22:00）[328]

大阪放送
- 2日 - ラジオが大好き!（水曜22:30 - 23:00） [329]
- 5日 - 辻本公俊の情熱トーク 心に虹を（出演：辻本公俊。土曜 15:00）[330]

ラジオ関西
- 2日 - 介護ってなぁーんだ（水曜 21:00 - 21:15）[331]
- 4日 - RUNキャス! 〜RUN CASTLE!〜（出演：河合康行、小林祐梨子。金曜 21:00 - 21:30）[331]
- 5日 - 土岐隼一のラジオ・喫茶トキノワ（出演：土岐隼一。土曜23:30 - 翌0:00）[331]
- 7日
  - Rinanaのハーバーカーニバル!（出演：Rinana。月曜 22:00 - 22:30）[331]
  - BBBzzのラジオと落語とアイドル（出演：桂小留、BBBzz。月曜 22:00 - 22:30）[331]
  - 森川美穂 Love song Gift（出演：森川美穂。月曜 22:00 - 22:30）[331]

エフエム滋賀
- 7日 - 20/4 森脇健児のレイクサイドラジオ 素直!謙虚!感謝!（出演：森脇健児 ほか。月曜 20:00 - 20:30）[332]
- 8日 - 20/4 中村葵のアニラジ（出演：中村葵。火曜 20:00 - 20:30）[332]
- 9日 - 20/4 RADIO CAST（しもちゃんとジーコのナイスぅ〜フィッシング!）（出演：下林朋央（ファミリーレストラン）、長谷川耕司。水曜 20:00 - 20:30）[333]
- 10日 - 20/4 クイズの神様（出演：岩井万実。木曜 20:00 - 20:30） [334]

京都放送
- 5日（4日深夜） - 増田俊樹・古川慎のごりやく☆研究所（出演：増田俊樹、古川慎。土曜〈金曜深夜〉 0:00 - 0:30）[335]

西日本放送
- 6日 - ここかがわ〜好きなこと言うてますけど〜（出演：山下アキ、梶剛。）[336]

高知放送
- 2日 - 水曜日のカツオボーイズ（出演：松田大佑、ビーグル38能勢。水曜 23:00 - ）[337]

九州朝日放送
- 11日 - KBCふるさとWish（出演：川上政行、アイタガール。土曜 12:00 - 13:00）[338]

ラブエフエム国際放送
- 6日 - 女流棋士水町みゆの、まるで将棋だな（出演：TOM G、水町みゆ 第1・第3日曜 14：45 - 15:00）[339]

CROSS FM
- 8日 - 松下優也のBLACK NEVERLAND（出演：松下優也。火曜 23:00 - 翌0:00）[340]

エフエム熊本
- 4日 - サキ presents アンサーチェック（出演：かなぶんや。金曜 15:20 - 15:25）[341]

#### 2019年2月放送開始
エフエム秋田
- 6日 - こちらアルビオン白神研究所!（出演：大政絢、ブナノキコウタロウ（声：西山宏太朗）。毎月第1水曜 18:30 - ）[342]

interFM897
- 3日 - SOUNDS GO FREE（出演：ジョー横溝。日曜 15:00 - 16:00）[343]

アール・エフ・ラジオ日本
- 5日 - SUPER☆GiRLS阿部夢梨のナイスゆめり!（アール・エフ・ラジオ日本ほか、出演：阿部夢梨（SUPER☆GiRLS）。火曜 22:00 - 22:30）[344][345]
- 6日 - Three!Two!ONEPIXCEL!（出演：ONEPIXCEL。水曜 20:30頃〔60TRY部内〕）[346]

朝日放送ラジオ
- 2日 - DANRO presents 澤田有也佳のアナが"ひとり"を極めたら（出演：澤田有也佳、亀松太郎（DANRO編集長）。18:50 - 19:00）[347]

毎日放送
- 7日（6日深夜） - オレたちやってみるく!（出演：M!LK。木曜<水曜深夜> 0:00 - 0:30）[348]

#### 2019年3月放送開始
エフエム北海道
- 29日 - FIGHTERS THE RADIO TIME.（出演：DJ龍太、yuna、稲田直人。平日 16:20 - 17:30）[注 26][349]

横浜エフエム放送
- 4日（3日深夜） - Sail On The Score（出演：村松崇継。月曜<日曜深夜> 0:00 - 0:30）[350]

InterFM897
- 3日 - 東京インフィオラータpresents Another Sense（出演：アンダーグラフ。日曜<土曜深夜> 1:30 - 2:00）[351]

兵庫エフエム放送
- 3日 - 高橋みつおのディスカバー兵庫（出演：高橋みつお。日曜9:45 - 9:55）[352]

エフエム愛媛
- 3日 - VOICE〜風の神話〜（出演：VOICE（別所秀彦、別所芳彦）。日曜 8:00 - 8:30）[353]

ラブエフエム国際放送
- 30日 - Saturday Sports Bash（出演：DJ K。土曜 15:00 - 16:00）[354]

#### 2019年4月放送開始
ラジオNIKKEI第2
- 5日 - RaNi Music My Favorite Songs（金曜 21:00 - 21:30）[355]
- 26日 - RaNi's Monthly Playlist（毎月最終金曜 17:10 - 19:00）[355]

NHKラジオ第1
- 1日 - マイあさ!（出演：三宅民夫 ほか。月 - 金曜 5:00 - 8:00、土曜 5:00 - 7:00）[356]
- 3日
  - イチ押し歌のパラダイス（水曜 20:05 - 20:55）[357]
  - 古家正亨のPOP★A（出演：古家正亨、ジェジュン。水曜 21:05 - 21:55）[358]
- 4日
  - 東京03の好きにさせるかッ!（出演：東京03。木曜 20:05 - 20:55）[359][360]
  - 中山秀征のクイズ イマジネーター（出演：中山秀征。木曜 21:05 - 21:55）[361]
- 5日 - とりしらベイビー（出演：小籔千豊、池田美優。金曜 21:05 - 21:55）[362]
- 7日
  - 子ども科学電話相談（出演：山田敦子 ほか。日曜 10:05 - 11:50）[363]
  - うたことば（出演：向井慧（パンサー）、高橋久美子。日曜 13:05 - 14:55）[364]
- 27日 - 発掘! ラジオアーカイブス（出演：神門光太朗。毎月最終土曜 13:05 - 13:55）[365]

NHK-FM
- 5日 - 岸谷香Unlock the heart（出演：岸谷香。金曜 23:00）[366]
- 7日 - ディスカバー・マイケル（出演：西寺郷太。日曜 21:00 - 22:00）[367]

北海道放送
- 1日 - 音タクベストテン（出演：卓田和広。月曜 18:30 - 19:00）[368]

STVラジオ
- 1日 - 吉川のりお スーパーLIVE（出演：吉川のりお、草野あずみ（月曜担当）。月曜 17:55 - 20:00、火 - 金曜 17:30 - 17:55）[369]
- 6日 - ごきげんようじ（出演：木村洋二、熊谷明美。土曜 8:00 - 13:55）[66]
- 7日 - 貴族の時間（出演：銀河祐、紅雅みすず。日曜 22:30 - 23:00）[369]
- 8日（7日深夜）
  - コメディアン・ラプソディ（出演：センチメンタル・36号線。月曜<日曜深夜> 0:30 - 1:00）[370]
  - なまらぶ♡（出演：小山百代、花井美春、早坂領晏。月曜<日曜深夜> 3:00 - 3:30）[371]
  - 堀川りょうの声優への道（出演：堀川りょう。月曜<日曜深夜> 3:30 - 3:45）[372]

エフエム北海道
- 1日
  - 田中幸雄のグルグルスポーツ（出演：田中幸雄、勝山尚樹、かみむらしんや。月曜 19:00 - 20:00）[349]
  - MUSIK BARISTA（出演：Trisha（月曜）、岩ヰフミト（火曜）、事務員G（水曜）、週替わり（木曜）。月 - 木曜 20:00 - 21:30）[349]
  - RISING SUN ROCK RADIO（出演：小澤ちひろ。月曜 21:30 - 21:55）[349]
- 2日 - ONE MORE LAP!（出演：DJ龍太、豊澤瞳。火曜 19:30 - 20:00）[349]
- 3日（2日深夜） - 綾野ましろのSWEET GANG Hz（出演：綾野ましろ。水曜<火曜深夜> 1:30 - 2:00）[373]
- 4日（3日深夜） - fika（出演：DJ SATO。木曜<水曜深夜> 1:30 - 2:00）[349]
- 5日 - miniREAL（出演：森本優。金曜 17:40 - 17:50）[374]
- 6日 - SOUND ALIVE（出演：金子智也。土曜 21:00 - 21:30）[349]

FM NORTH WAVE
- 3日 - 林青空のアオゾラジオ（出演：林青空。水曜 21:00 - 22:00）[375]
- 5日 - Friday Crossroads（出演：タック・ハーシー。金曜 16:30 - 20:00）[375]
- 6日
  - Saturday Music Baggage（土曜 8:00 - 9:00）[375]
  - Colors Of Korea（出演：古家正亨。土曜 11:00 - 11:30）[375]

エフエム岩手
- 29日 - 青の国から ふだいラジオ（出演：石田麻衣。月曜 16:45 - 17:00）[376]

青森放送
- 6日 - D2（出演：週替わりパーソナリティ。土曜 19:00 - 19:30）[377]
- 7日 - キューティーブロンズの#ますますやってみます（出演：キューティーブロンズ。日曜 18:05 - 18:30）[378]

エフエム仙台
- 1日 - RAD 〜Radio All Day〜（出演：ワタナベ智之（月 - 火曜）、中村マサトシ（水 - 木曜）。月 - 木曜 13:30 - 15:50）[379]
- 5日 - Date fm Sendaian Hot Music（出演：石垣のりこ。金曜 12:0 - 12:55）[380]
- 7日（6日深夜） - ITACHIのイタチごっこ（出演：ITACHI、日曜＜土曜深夜＞ 24:00 - 24:30）[381]

秋田放送
- 1日 - まちなかSESSION エキマイク（出演：井関裕貴（月 - 木曜）、関向良子（月曜）、竹本多佳多（火曜）、高田由香（水曜）、林さくら（木曜）、鴨下望美（金曜）、マティログ（金曜）。月 - 水曜 13:00 - 16:50、木 - 金曜 13:00 - 16:35）[382]

山形放送
- 3日 - 山口岩男の方言Rock Night★（出演：山口岩男。水曜 21:00 - 21:15）[383]

TBSラジオ
- 1日 - ACTION（出演：宮藤官九郎（月曜）、尾崎世界観（クリープハイプ）（火曜）、DJ松永（Creepy Nuts）（水曜）、羽田圭介（木曜）、武田砂鉄（金曜）、幸坂理加（全曜日）。月 - 金曜 15:30 - ）[384]
- 3日（2日深夜） - まこと・こぶしファクトリーのラジオパンチ!（出演：まこと（シャ乱Q）、こぶしファクトリー。水曜<火曜深夜> 3:35 - 〔『Fine!!』内〕）[385]
- 3日 - 吉野家プレゼンツ 東貴博のドンと行こうぜ!（出演：東貴博。水曜 21:00 - 21:30）[47]
- 4日（3日深夜） - はやぶさの探査機radio!（出演：はやぶさ。木曜<水曜深夜> 3:35 - 〔『Fine!!』内〕）[385]
- 4日 - ブシロードpresents 相羽あいなの大こ〜かいRaDiO（出演：相羽あいな。木曜21:30 - 22:00）[47]
- 6日
  - Be Style（出演：菊池亜希子。土曜日 5:30 - 6:00）[47]
  - Jetrunテクノロジーズ presents いちごとレモンとマスカット（出演：伊織もえ。土曜20:30 - 21:00）[47]
- 7日
  - 本郷骨董美術館 presents 安東弘樹の探せ!お宝!鑑定ラジオ（出演：安東弘樹、吉村民。日曜11:55 - 12:00）[47]
  - SUNSTAR 文化の泉 ラジオで語る昭和の文化（出演：中村メイコ、内藤裕子。日曜23:00 - 翌24:00）[47]

文化放送
- 3日（2日深夜） - ミキの深夜でんぱ!（出演：ミキ。水曜<火曜深夜> 2:00 - 2:30）[386]
- 4日（3日深夜） - 鹿乃のかくかくしかじかありまして!（出演：鹿乃。木曜<水曜深夜> 2:30 - 3:00）[387]
- 5日 - RADIO UnoZero（出演：井口裕香、東京ホテイソン。金曜 22:00 - 23:00）[388]
- 6日（5日深夜） - &CAST!!!アワー ラブナイツ!（出演：代永翼。土曜<金曜深夜> 1:00 - 2:00）[63][389]
- 6日
  - Hi!SuperbのHi!Cheese!（出演：Hi!Superb。土曜 19:40 - 19:50〔『A&Gリクエストアワー 阿澄佳奈のキミまち!』内〕）[390]
  - 乃木坂46佐々木琴子のトップギア（出演：佐々木琴子（乃木坂46）。土曜 20:15 - 20:30〔『A&Gリクエストアワー 阿澄佳奈のキミまち!』内〕）[391]
  - 岡本信彦のひとくちPIKOフロート（出演：岡本信彦。土曜 21:45 - 21:55頃〔A&G TRIBAL RADIO エジソン内〕）[392]。
- 7日（6日深夜）
  - A3! Blooming RADIO（出演：パーソナリティ交代制。日曜<土曜深夜> 2:00 - 2:30）[393]
  - 森久保祥太郎 presents IRONBUNNY'S ROCK ROCKER ROCKEST（出演：森久保祥太郎、IRONBUNNY（Hina・Kotono・Minami・Ediee）。日曜<土曜深夜> 3:00 - 3:30）[394]
- 7日 - 本渡楓・楠木ともりのFUN'S PROJECT LAB（出演：本渡楓、楠木ともり。日曜22:30 - 23:00） [395]

ニッポン放送
- 1日
  - DAYS（出演：山口智充（月曜担当）、中川家（火曜担当）、原田龍二（水曜担当）、安東弘樹（木曜担当）。月 - 木曜 13:00 - 16:00）[396]
  - 土屋礼央SOUND RING（出演：土屋礼央。月曜 19:30 - 20:00）[397]
  - すとぷりMonday（出演：すとろべりーぷりんす。月曜 20:30 - 21:00）[398]
- 4日（3日深夜） - 佐久間宣行のオールナイトニッポン0(ZERO) （出演：佐久間宣行。木曜<水曜深夜> 3:00 - 4:30）[399]
- 5日（4日深夜） - King Gnu 井口理のオールナイトニッポン0(ZERO)（出演：井口理（King Gnu）。金曜<木曜深夜> 3:00 - 4:30）[399]
- 6日（5日深夜）
  - 三代目 J SOUL BROTHERS 山下健二郎のZERO BASE（出演：山下健二郎（三代目 J Soul Brothers from EXILE TRIBE）。土曜<金曜深夜> 0:00 - 1:00）[400]
  - 霜降り明星のオールナイトニッポン0(ZERO)（出演：霜降り明星。土曜<金曜深夜> 3:00 - 4:30）[399]
- 6日 - 藤ヶ谷太輔 Peaceful Days（出演：藤ヶ谷太輔（Kis-My-Ft2）。土曜 22:30 - 23:00）[401]
- 7日
  - ジカロpresents マッスルRADIO（出演：天山広吉、新行市佳、鬼越トマホーク。日曜 18:50 - 19:10）[402]
  - OBP☆ただいま進化中!（出演：OBP。日曜 20:30 - 20:50）[403]
- 8日（7日深夜） - AKB48 2029ラジオ 10年後の君へ（出演：向井地美音（AKB48） ほか。月曜<日曜深夜> 0:00 - 0:30）[404]
- 15日（14日深夜） - 高嶋ひでたけのオールナイトニッポン月イチ（出演：高嶋ひでたけ。毎月1回・不定期放送（月曜<日曜深夜> 3:00 - 5:00） ）[405]

InterFM897
- 4日 - Oh Wow, Very Cool!（出演：orono（Superorganism）。木曜 23:00 - 23:30）[406]
- 5日
  - BARK in STYLe presents DAYDREAMERS（出演：BENI。金曜 15:44 - 15:59）[407]
  - PERIMETRON HUB（出演：常田大希（King Gnu）、佐々木集。金曜 23:00 - 23:30）[408]

エフエム東京
- 1日
  - ラ・ラ・トーキョー（出演：ケリーアン。月 - 金曜 5:00 - 5:55）[409]
  - ONE MORNING（出演：鈴村健一。月 - 金曜 6:00 - 9:00）[410]
  - 賀来賢人 SUZUKI "KENTO'S CLUB"（出演：賀来賢人。月 - 木曜 16:50 - 17:00）[411]
  - ホメラニアン（出演：犬山紙子（月 - 火曜）、関口舞（水 - 木曜）。月 - 木曜 20:00 - 21:30）[412]
- 3日（2日深夜）
  - THE QUARTER（出演：ランティス所属アーティスト（3ヶ月毎に交代）。水曜<火曜深夜> 1:00 - 1:30）[413]
  - 林青空のアオゾラウタ（出演：林青空。水曜<火曜深夜> 1:30 - 2:00）[413]
- 4日
  - 博多大吉 愛のスコールアワー（出演：博多大吉。木曜 21:30 - 21:55）[414]
  - Eve LOCKS!（出演：Eve。木曜 23:10頃〔SCHOOL OF LOCK!内〕）[413]
- 5日（4日深夜） - 大家志津香のウィズモ! -WIZ MOMENT-（出演：大家志津香（AKB48）。金曜<木曜深夜> 3:00 - 4:00）[413]
- 5日
  - TOKYO SPORTS GOOD（出演：中西哲生、小川麻希。金曜 13:00 - 13:55）[413]
  - JINS presents 松任谷正隆の…ちょっと変なこと聞いてもいいですか?（出演：松任谷正隆。金曜 17:30 - 17:55）[413]
  - 超特急 FM STATION（出演：超特急。金曜 20:00 - 20:30）[413]
  - SCHOOL OF LOCK! UNIVERSITY（出演：マンボウやしろ。金曜 23:00 - 翌0:00）[415]
- 6日
  - Ready Saturday Go（出演：綿谷エリナ。土曜 6:00 - 8:20）[413]
  - 英語のアルク presents 丸山茂樹のMOVING SATURDAY（出演：丸山茂樹。土曜 7:00 - 7:25〔Ready Saturday Go内〕）[413]
  - Grand Seiko THE NATURE OF TIME（出演：石丸幹二。土曜 12:00 - 12:25）[413]
  - COUNT ON JAPAN（出演：ジョージ・ウィリアムズ、安田レイ。土曜 12:30 - 12:55）[413]
  - 西武グループ presents スマイルオアシス（出演：大竹一樹（さまぁ〜ず）。土曜 16:55 - 17:00）[416]
  - 三菱地所レジデンス Sparkle Life（出演：本仮屋ユイカ。土曜 18:30 - 18:55）[413]
- 7日（6日深夜）
  - マスメディアン 妄想の泉（出演：ハヤカワ五味。日曜<土曜深夜> 0:30 - 1:00）[413]
  - Buzz Catch!（出演：月替わりパーソナリティ。日曜<土曜深夜> 3:30 - 4:00）[413]
- 7日
  - WELLNET presents 旅めし（出演：田中美保。日曜 12:00 - 12:25）[413]
  - 日本郵便 SUNDAY’S POST（出演：小山薫堂。日曜 15:00 - 15:50）[413]
  - 野沢の雅子さん（出演：野沢雅子。日曜 22:30 - 22:55）[413]

J-WAVE
- 3日（2日深夜） - BKBK（出演：大倉眞一郎、原カントくん。水曜<火曜深夜> 2:30 - 3:00）[417]
- 5日
  - NAMIKIBASHI CONNECTION（出演：千葉徹也。金曜 22:00 - 22:30）[417]
  - MY ANNIVERSARY SONG（出演：ピストン西沢。金曜 23:30 - 翌24:00）[417]
- 6日 - VOICES FROM NIHONMONO（出演：中田英寿、レイチェル・チャン）[418]
- 7日
  - MAKE MY DAY（出演：前田智子。日曜 6:00 - 9:00）[417]
  - IMASIA（出演：SKY-HI。日曜 10:40 - 10:50〔『ACROSS THE SKY』内〕）[417]
  - CHINTAI COLORS OF WONDER（出演：堀口ミイナ。日曜 12:00 - 12:54）[417]
  - GOLDEN PASS（出演：藤田琢巳。日曜 23:00 - 23:54）[417]

アール・エフ・ラジオ日本
- 7日 - WEBERのうぇばラジ（出演：WEBER。日曜 22:30 - 23:00）[419]
- 23日 - 大原優乃のゆのふぃーのじかん（出演：大原優乃。火曜 20:30頃 - 〔60TRY部内〕）[420]

ベイエフエム
- 2日（1日深夜） - ASCAの絶対レディオ（出演：ASCA。火曜<月曜深夜> 0:30 - 1:00）[421]
- 5日
  - MOTIVE!!（出演：安東弘樹、宮島咲良。金曜 9:00 - 12:51）[422]
  - NEC presents 金つぶ IT News Web（出演：小島嵩弘、ニック土屋。金曜 19:20 -〔金つぶ内〕）[423]
- 6日（5日深夜） - MUSIC GARAGE:ROOM 101（出演：渡辺志保。土曜<金曜深夜> 3:00 - 4:29）[423]
- 7日 - NISSAN DAYZ presents SPICE UP SUNDAY（出演：滝沢沙織、ドーキンズ英里奈。日曜 13:00 - 13:56）[423]
- 8日（7日深夜）
  - THE SELEC-TONE（月曜<日曜深夜> 0:30 - 2:57）[423]
  - シューマイ（出演：福田麻衣、久保雅樹&松井遥己fromハニカム.トーキョー。月曜<日曜深夜> 3:30 - 4:00）[423]

エフエムナックファイブ
- 1日
  - Smile SUMMIT（出演：栗林さみ。月 - 木曜 9:00 - 12:40）[424]
  - NACK Nパス（出演：小尾渚沙。月 - 木曜 17:00 - 17:50）[424]
  - 新しい学校のリーダーズの 新しい学校のリーダーズによる 新しい学校のリーダーズのための はみだしリーダーズ（出演：新しい学校のリーダーズ。月曜 21:45 - 22:00〔『Nutty Radio Show THE魂』内〕）[424]
- 3日（2日深夜） - 恋するスマホ（出演：沼田大輔、奥紗瑛子。水曜<火曜深夜> 2:40 - 2:50〔『ラジオのアナ〜ラジアナ』内〕）[424]
- 3日 - 平川美香の笑顔でぷぷぷっ（出演：平川美香。水曜 5:30 - 5:40〔『NACK5時ラジ』内〕）[424]
- 5日（4日深夜）
  - The Songbardsのグバラジ（出演：The Songbards。金曜<木曜深夜> 1:40 - 2:00〔『ラジオのアナ〜ラジアナ』内〕）[424]
  - おお江健次の熱血シゴトーク（出演：おお江健次（こりゃめでてーな）。金曜<木曜深夜> 2:40 - 3:00〔『ラジオのアナ〜ラジアナ』内〕）[424]
- 6日
  - 愛 Love Saturday（出演：池辺愛。土曜 5:00 - 8:00）[424]
  - NACK5 Will（出演：黒田治。土曜 5:45 - 5:55〔『愛 Love Saturday』内〕）[424]
  - 石井忍のmoving Saturuday（出演：石井忍。土曜 6:40 - 7:00〔『愛 Love Saturday』内〕）[424]

横浜エフエム放送
- 3日 - 燃（萌）えよ!ラジオ（出演：宮田俊哉（Kis-My-Ft2） 水曜 18:20 - 18:40〔Tresen内〕）[425]

エフエム栃木
- 5日 - ラッパーDOTAMAの栃木県をぶっ飛ばせ!（出演：DOTAMA。金曜 19:00 - 19:30）[426]

エフエム群馬
- 1日
  - POTLUCK（出演：木暮あかり。月 - 水曜 16:00 - 16:50）[427]
  - サンセット5（出演：揚妻由璃子 ほか。月 - 水曜 17:00 - 18:55）[428]
- 6日 - フラット（土曜 11:00 - 11:30）[429]

新潟放送
- 1日 - 三石佳那の夜はフツーでいいじゃない。（出演：三石佳那。月曜 19:00 - 20:00）[430]
- 7日 - TASKRADIC（出演：麦島侑。日曜11:00 - 12:30）[431]

新潟県民エフエム放送
- 7日 - PORT DE MAX（出演：島村仁、関谷"ARARE"明子。土曜 21:00 - 22:00）[432]

富山エフエム放送
- 2日 - 「義仲・巴」ラジオ紀行（出演：牧内直哉。火曜 12:55 - 13:00）[433]
- 5日 - ベルセレマ presents LAST SONG（出演：岩木幸子。日曜 9:45 - 9:55）[433]
- 9日 - ラジオ紙芝居 〜木曾義仲と巴御前の生涯〜（出演：牧内直哉。第2火曜 15:15 - 15:30）[433]

北陸放送
- 2日 - マグ万平ののちほどサウナで（出演：マグ万平。火曜 20:00 - 20:30）[434]
- 4日 - 竹村りゑの木曜日のブックマーカー（出演：竹村りゑ。木曜 18:45 - 19:00）[434]
- 6日 - 拝啓、武田勝です〜やっぱり今年も石川にいます〜（出演：武田勝。土曜12:40 - ）[434]

福井放送
- 5日 - 放課後☆LIVE（出演：中村謙太、大川晴菜。金曜 17:45 - 18:15）[435]

エフエム富士
- 1日
  - terminal（出演：綿谷エリナ（月曜）、KOUSAKU（火曜）、石井てる美（水曜）、小島嵩弘（木曜）、佐藤ドミンゴ（金曜）。月 - 木曜 16:00 -18:50、金曜 16:00 - 18:45）[436]
  - 楢崎誠のロヂウラベース（出演：楢崎誠（Official髭男dism）、月曜21:00 - 23:00）[437]
- 3日 - GIRLS・GIRLS・GIRLS =flying high=「キミイロとしませんか?」（出演：星海あおい、高槻あくび。水曜 23:30 - 翌24:00）[438]
- 4日（3日深夜） - SAMURISING（出演：サムライジングメンバー。木曜<水曜深夜> 1:30 - 2:00）[436]
- 4日 - Future Housing〜家を建てよう!〜（出演：東城佑香。木曜 15:44 - 15:54）[436]
- 5日（4日深夜） - TONEAYUのちょい待ち先生（出演：TONEAYU。金曜<木曜深夜> 1:30 - 2:00）[436]
- 5日 - 寺嶋由芙のまじめなラジオ放送Chu☆（出演：寺嶋由芙、Chu☆Oh!Dolly。金曜 23:30 - 翌0:00）[436]
- 6日（5日深夜） - ももすももすの夜間遊泳（出演：ももすももす。土曜<金曜深夜> 1:30 - 2:00）[436]
- 6日
  - Hits!! M-Chain（出演：鈴木ダイ。土曜 10:00 - 12:44）[436]
  - border free（出演：福永和也、水間有紀。土曜 13:00 - 14:53）[436]
- 7日
  - パナホーム山梨 presents “風のSUNSET CRUISE”（出演：鈴木ダイ。日曜 17:30 - 18:00）[436]
  - サノケン Build of life（出演：佐野健太。日曜 18:30 - 19:00）[436]
  - バリバリMonster（出演：鮫島一六三（BANBANBAN）、西田望見。日曜 19:30 - 20:00）[436]
  - アクアノートの水質検査（出演：アクアノート。日曜 23:00 - 24:00）[436]
- 10日（9日深夜） - 真夜中Labo（出演：山本杏奈（=LOVE）。水曜<火曜深夜> 1:00 - 1:30）[436]

CBCラジオ
- 1日 - ドラ魂キング（出演：大谷ノブ彦（月曜）、高田寛之、石坂窓花（火曜）、宮部和裕、山内彩加（水曜）、西村俊仁、加藤由香（木曜）、若狭敬一、柳沢彩美（金曜）。平日 16:00 - ）[439]
- 2日 - ドラ魂ナイト（出演：戸井康成。火 - 金曜 21:00 - 22:00）[439]
- 5日
  - MIX YOUTH RADIO（出演：荒川海人、安藤悟、BOYS AND MEN研究生（毎月第2金曜のみ）。金曜 22:00 - 22:45）[439]
  - THE BEAT GARDENの勝手にお邪魔しまっす〜!!!!（出演：THE BEAT GARDEN。金曜 22:45 - 23:00）[439]
- 6日
  - 丹野みどりのよりどりウィークエンド（出演：丹野みどり。土曜 17:00 - 19:00）[440]
  - 声の恋人 松井珠理奈です supported by Simeji（出演：松井珠理奈（SKE48）。土曜 19:30 - ）[441]
  - 河西健吾 天﨑滉平 天河一品（出演：河西健吾、天﨑滉平。土曜 23:30 - 翌24:00）[439]
- 7日（6日深夜）
  - 濱口アイドルチカラこぶ!（出演：濱口優（よゐこ）。日曜<土曜深夜> 3:00 - 3:30）[439]
  - いっしょに歌お! CBCラジオ（日曜<土曜深夜> 4:30 - 4:45）[439]
- 7日
  - 燃えよ!研究の志士たち（出演：小堀勝啓。日曜 11:40 - 11:55）[439]
- 8日（7日深夜） - 小松原沙織の夜間飛行（出演：小松原沙織。第4月曜<第4日曜深夜> 1:00 - 2:00）[439]

東海ラジオ放送
- 1日 - 大澤広樹のドラゴンズステーション（出演：大澤広樹、日高優月（SKE48）（月曜担当）、前野沙織（火 - 金曜担当）。月曜 16:00 - 19:00、火 - 金曜 16:00 - 21:30）[442]
- 6日 - JAM GEM DEMPA!!!（出演：成瀬瑛美、鹿目凛、根本凪（でんぱ組.inc）、GEMS COMPANY。土曜 19:30 - 20:00）[443]
- 7日（6日深夜）
  - ねねの!びんびん!ミュージック!（出演：ねね。日曜<土曜深夜> 3:00 - 5:00）[442]
  - タカオ&たかしのなごや歌物語（出演：後藤隆、松原敬生。日曜<土曜深夜> 4:50 - 5:00）[444]

岐阜放送
- 6日 - 寺門ジモンのバカネイチャー（出演：寺門ジモン。土曜 21:00 - 21:30）[445]

ZIP-FM
- 3日（2日深夜） - BUTTAMAGE!!!（出演：リアクション ザ ブッタ。水曜<火曜深夜> 1:30 - 2:00）[446]
- 5日（4日深夜） - YELLOW JOKE（出演：秋山黄色。金曜<木曜深夜> 1:30 - 2:00）[446]
- 5日 - URBAN BREEZE（出演：平井大。金曜 23:00 - 23:30）[446]
- 6日（5日深夜） - FUN RUMOR RADIO（出演：FUN RUMOR STORY。土曜<金曜深夜> 1:00 - 1:30）[446]
- 7日 - otonationary（出演：AZUSA。日曜 7:00 - 10:00）[446]
- 8日（7日深夜）
  - MIDNIGHT RUNWAY（加藤ヒロ、白山治輝（Brian the Sun）。月曜<日曜深夜> 0:00 - 0:30）[446]
  - FLYING BED（出演：呂布カルマ。月曜<日曜深夜> 0:30 - 2:00）[446]

エフエム愛知
- 1日
  - CHEER UP（出演：高井泉帆。月 - 木曜 9:00 - 10:50、金曜 9:00 - 10:45）[447]
  - #funday（出演：くまきもえ。月 - 木曜 11:30 - 13:00）[447]
  - Delight（出演：﨑正宗、小林美鈴。月 - 木曜 13:30 - 16:00）[447]
  - 須田亜香里の部屋（出演：須田亜香里（SKE48）、Cent Heaven。月曜 21:00 - 21:30）[448]
- 3日（2日深夜） - 手羽先センセーションのテバラジ!（出演：手羽先センセーション。水曜<火曜深夜> 2:00 - 2:30）[449]
- 5日 - GAGA Friday（出演：黒江美咲、米谷恭輔（BOYS AND MEN研究生）。金曜 12:00 - 14:40）[447]
- 6日
  - Big Up Saturday（出演：小林周平。土曜 6:00 - 8:00）[447]
  - UPBEAT WEEKEND（出演：ケリー隆介、SKE48。土曜 11:00 - 12:30）[450]

静岡放送
- 2日 - まだ帰りたくない大人たちへ チョコレートナナナナイト!（出演：酒井健太（アルコ&ピース）。火曜 19:00 - 21:00）[451][452]
- 6日 - バビンコイ・タイムズ（出演：ネルソン・バビンコイ。土曜 16:30 - 17:00）[453]
- 7日 - 山作戰のだら!だら?大作戦（出演：山作戰。日曜 18:00 - 18:15）[454]

静岡エフエム放送
- 1日 - K-mix Double Eyes（出演：ユーコ・タケダ（月 - 火曜）、新井翔（水 - 木曜）。月 - 木曜 11:30 - 14:55）[455]
- 5日 - K-mix MUSIC SPECTRUM（出演：izumi。金曜 11:30 - 14:00）[456]
- 6日
  - OUTDOOR&FISHING（出演：工藤英二。土曜 8:30 - 8:55）[457]
  - らじコン（出演：久保ひとみ、京太朗。土曜 11:00 - 12:55）[458]
  - Ritomo 240秒の隙間（出演：Ritomo。土曜 19:55 - 20:00）[459]
  - K-mix World Cinema Tour（出演：川﨑玲奈。土曜 21:55 - 22:00）[460]

三重エフエム放送
- 1日 - ゲツモク!（出演：代田和也。月 - 木曜 17:00 - 18:55）[461]
- 5日 - CHOICE（出演：さゆりん、富田哲也。金曜 13:30 - 15:50）[461]
- 7日 - 井村屋グループ SPORTS TOPICS plus I（出演：井上麻衣。日曜 9:00 - 9:30）[462]

朝日放送ラジオ
- 1日
  - 桂りょうばの落語トラベル（出演：桂りょうば、河島あみる。月曜 19:00 - 19:30）[463]
  - ガチ虎!（出演：小縣裕介。月曜 21:00 - 21:15）[463]
  - NMB48の「10分しかないッ!」（出演：NMB48。月 - 木曜 23:30 - 23:40〔よなよな…内〕）[463]
- 5日
  - 喜多・西森のゆかいな金曜日!（出演：喜多ゆかり、西森洋一、金曜 9:00 - ）[62]
  - 浦川泰幸の金曜はウラから失礼（出演：浦川泰幸、金曜 15:00 - ）[62]
- 7日 - サニー・フランシスのマサララジオ（出演：サニー・フランシス、八塚彩美。日曜 18:00 - 21:00）[464]

毎日放送
- 2日 - 豊永真琴のベースボールパークEXトラ!（出演：豊永真琴、狩野恵輔。火 - 金曜 9:00 - 9:50）[465]
- 3日（2日深夜） - ゼンミセやってまーす（出演：YuAhRa、篠原栞那、宮崎理奈。水曜<火曜深夜> 2:00 - 2:30）[465]
- 6日 - 山岸久朗弁護士 その法律グルメ話に異議あり!（出演：山岸久朗、松本麻衣子。土曜 17:45 - 17:59）[465]
- 7日
  - 寺島惇太と三澤紗千香の小説家になろうnavi（出演：寺島惇太、三澤紗千香。日曜 17:10 - 17:40）[465]
  - 大畑大介の"ひょうご五国"へLET'Sトライ!（出演：大畑大介、市川いずみ、松本麻衣子。日曜 21:00 - 21:30）[465]
  - 近藤勝重のしあわせ散歩〜寄り道して行こう〜（出演：近藤勝重、水野晶子。日曜 21:30 - 22:00）[465]

大阪放送
- 1日
  - ハッピー・プラス（出演：南かおり（月・火曜）、慶元まさ美（水・木曜）、若宮テイ子（金曜）。月 - 金 8:00 - 11:30）[466]
  - hanashikaの時間。（出演：笑福亭鉄瓶（月曜）、桂小春団治（火曜）、笑福亭晃瓶（水曜）、笑福亭鶴二（木曜）。月 - 木曜 18:00 - 19:45）[466]
- 3日 - 藤川貴央のDMZ（出演：藤川貴央。水曜 21:00 - 22:00）[466]
- 6日 - RobiHachiRadi（出演：河本啓佑、木村昴、徳留慎乃佑。土曜 23:30 - 翌24:00）[467]
- 20日（19日深夜） - 臨死ラジオ!!江古田ちゃん〜深夜のBarTime〜（出演：巽悠衣子。隔週土曜（隔週金曜深夜） 0:30 - 1:00）[468][469]

FM COCOLO
- 5日 - WEEKEND ALLEY（出演：人工知能DJ。土曜<金曜深夜>、日曜<土曜深夜> 3:00 -、月曜<日曜深夜> 1:00 - ）[470]
- 6日 - ROMAN LIFE Heartstrings（出演：K。土曜 17:00 - 18:00）[471]

FM802
- 6日（5日深夜） - FM802 Wonder Pop（出演：高樹リサ。土曜<金曜深夜> 3:00 - ）[472]

エフエム大阪
- 1日 - Dream Shizukaのdream a Dream（出演：Dream Shizuka。月曜 20:00 - 20:30）[473]
- 6日 - 山田運送グループ presents DRIVING MUSIC TRANSPORTATION（出演：ホラン千秋。土曜 11:00 - 11:30）[474]

ラジオ関西
- 1日
  - 三上公也の朝は恋人（出演：三上公也。月 - 木曜 7:00 - 9:54）[55]
  - 週明けクマチャンネル（出演：クマガイタツロウ、塩田えみ。月曜 10:00 - 13:00）[55]
  - 正木明の地球にいいこと（出演：正木明、荻野恵美子。月曜 13:00 - 13:25）[55]
  - Playlist of Harborland（出演：塩田えみ（月曜）、田名部真理（火曜）、増井孝子（水曜）、大森くみこ（木曜）、久米村直子（金曜）。月曜 - 金曜 13:30 - 15:00）[55]
- 2日
  - アンドロイドの〇〇〇（仮）（出演：岡島晃佑、岸翔大（アンドロイド）。火曜13:00 - 13:25）[55]
  - 河上幸恵のモーニングコール（出演：河上幸恵。火曜6:00 - 6:15）[55]
  - アンドロイドの兵庫五国連邦（出演：アンドロイド、山崎整。火曜13:00 - 13:25）[55]
  - 山口かおる・石川敏男のオトナの世界（出演：山口かおる、石川敏男。火曜21:00 - 21:30）[55]
- 5日 - レコード・アーカイブス（金曜 5:30 - 6:00）[55]
- 6日 - 桂春蝶のちょうちょ結び（出演：桂春蝶、ケーちゃん。土曜 8:00 - 10:00）[55]
- 7日
  - さんちかサテスタサンデー（日曜12:30 - 12:54）[55]
  - MUSIC LIFE GARDEN（出演：春名優輝。日曜16:00 - 16:55）[55]

兵庫エフエム放送
- 4日 - SHINGO'S RADIO SHOW モクシチ（出演：SHINGO。木曜 19:00 - 20:55）[475]
- 6日 - KISSBREAKRADIO with U.K.（出演：BREAKTHROUGH・U.K.、楠雄二朗。土曜18:00 - 18:30）[476]

京都放送
- 1日 - さらピン!（出演：梶原誠（月・木曜）、森谷威夫（火・水曜）。月 - 木曜 14:00 - 17:00）[477]

エフエム滋賀
- 7日 - 滋賀日産presents"S"Traction（出演：山下ユウジ、東馬場なな。日曜 18:00 - 18:30）[478]

エフエム京都
- 7日 - RADIO CHEERS!!（出演：堀込泰行。日曜 14:00 - 15:00）[479]

エフエム山陰
- 1日
  - SUN-IN MORNING（出演：ACHI（月 - 火曜）、角秀一（水 - 金曜）。平日 7:30 - 8:00、8:20 - 9:00）[480]
  - GO-! EVENING!（出演：ゆーき（月 - 火曜）、若林瑞穂（水 - 木曜）。月 - 木曜 17:15 - 18:25）[480]
- 4日 - Be Lucky!（出演：大坂愛。木曜 10:30 - 10:55）[480]
- 5日 - MIZUKI-SHIGERUのFRIDAY×FRIDAY（出演：水木紗也子、稲田茂。金曜 13:30 - 15:55）[480]

エフエム岡山
- 6日 - ハミダセ!アミダセ!STU48（出演：沖侑果（STU48）。土曜 12:30 - 12:45）[481]

中国放送
- 26日 - かが屋の鶴の間 （出演：かが屋。毎月第4金曜 22:00 - 翌0:00）[482]

広島エフエム放送
- 1日
  - 江本一真のゴッジ（出演：江本一真。月 - 木曜 17:00 - 17:54）[483]
  - キムラミチタのアラウンドカープ（出演：キムラミチタ。月 - 木曜 19:00 - 19:55）[483]
- 5日 - 徳永真紀のWEEKEND CONNECT（出演：徳永真紀。金曜 7:30 - 10:15）[483]

四国放送
- 4日 - 野口七海のなないろラジオ（出演：野口七海。木曜 23:00 - 23:40）[484]

南海放送
- 1日
  - やのひろみ★斉官昌伍の『とりあえず生!』（出演：やのひろみ、斉官昌伍。月曜19:00 - 21:00）[485]
  - 痛快! 杉作J太郎のどっきりナイト7（出演：杉作J太郎、なっちゃん。月曜、金曜、日曜 21:00 - 21:30、火 - 木曜 19:00 - 21:30、土曜 21:00 - 23:00）[486]
- 5日 - 驚異の顔面偏差値たけやま3.5の「顔だけじゃないもん」（出演：たけやま3.5。金曜 21:30 - 21:40〔痛快! 杉作J太郎のどっきりナイト7内〕）[487]
- 6日 - HimeKyunFruitCanの明日はあしたのオオアラシ（出演：ひめキュンフルーツ缶。土曜 17:30 - 17:40）[488]

エフエム愛媛
- 1日 - Groovy Radio Caravan（月曜 13:30 - 16:55）[489]
- 5日 - ダンスで赤丸急上昇!!（出演：赤丸急上昇 ほか。毎月第1金曜 21:00 -〔カモ☆れでぃ★Night!内〕）[490]
- 6日 - Fマルtime（出演：小林紘子。土曜 7:45 - 7:55）[490]

RKB毎日放送
- 1日 - ＃いおれな（出演：武田伊央、西村怜奈。月曜 23:00 - 23:30）[491]
- 6日
  - わなびぃず!（出演：植村友紀、赤塚亮太朗。土曜 17:50 - 20:30）[491]
  - 田畑竜介 おとのおと（出演：田畑竜介。土曜22:00 - ）[492]
- 7日
  - 攝津正のつりごはん（出演：攝津正、三好ジェームス。日曜 6:10 - 6:40）[493]
  - アサラジ!（出演：坂口卓司。日曜 9:45 - 13:00）[491]

九州朝日放送
- 1日
  - 小林徹夫のアサデス。ラジオ（出演：小林徹夫 ほか。月 - 金曜 6:30 - 9:30）[494]
  - 川上政行 今日もしゃべりずき!（出演：川上政行 ほか。月 - 金曜 9:30 - 12:30）[494]

エフエム福岡
- 5日（4日深夜） - Have Fun!! e-sports（出演：西川さとり。金曜<木曜深夜> 1:00 - ）[495]
- 5日 - 音Maniacs（出演：Full Of Harmony。金曜 21:00 - ）[496]
- 6日（5日深夜） - エモメン ラジオジャック（出演：カーネギー、コアラビリンス、シシフンジン。土曜<金曜深夜> 1:00 - ） [497]
- 7日 - Weekend more radio!!〜サン8（サンパチ）〜（出演：愛智望美。土曜 7:00 - ）[498]
- 8日 - Weekend more radio!!〜7サタ（ナナサタ）〜（出演：岡澤アキラ、松藤みな子。日曜 前8:00 - ）[495]

ラブエフエム国際放送
- 7日 - HOT CHINA〜XIN世界〜（出演：トウ・キン。日曜 8:00 - 9:00）[354]

CROSS FM
- 6日 - MTMR（出演：椎葉ユウ。土曜 19:00 - 19:30）[499]

エフエム佐賀
- 11日 - レッツ!ビートルズ on Radio（出演：諸岡彩、ヘネシー吉川、北川健太。第2・4木曜 20:30 - 20:55）[500]

長崎放送
- 1日
  - NBC Lスタチャージ!（月 - 金曜 17:44 - 18:20）[501]
  - 浩子クレメニアの聴いてクレメニア!!（出演：浩子クレメニア。月曜 20:00 - 20:30）[501]
  - JASMAC presents マゴノテの長崎ミッケ』（出演：マゴノテ（西垣匡基、古藤望）。月曜 21：50 - 21：55）[501]

エフエム長崎
- 2日 - B-line!長崎店、東長崎店（第1・第3火曜 16:20 - 〔Spicy voxx内〕）[502]
- 4日 - クレインズ RADIO（木曜 18:40 -〔Spicy voxx内〕）[502]
- 5日
  - RADIO CAFE B.T.B. 〜 Better Than Before（金曜 9:50 - ）[502]
  - 創成館WINGS ウルトラフライデー HYPER MAX!!（奥田修史（創成館高校校長）、平川歩美。金曜 18:45 - ）[502]
- 6日
  - スマイルホームランカフェ（土曜 7:25 - ）[502]
  - NAKASATrip（出演：中里玲奈。土曜 9:30 - ）[502]
- 7日
  - P.S.MUSIC（日曜 15:50 - ）[502]
  - RADIO JAMBOREE（出演：DJマーク。日曜 18:00 - 18:55）[502]
  - COAST TO COAST（出演：假野剛彦。日曜 20:00 - ）[502]

熊本放送
- 3日 - 森明子の空の散歩道（出演：森明子（気象予報士）。水曜 17:20 - 17:30）[503]
- 7日 - 白岳 presents 中原丈雄のくまもとスピリット（出演：中原丈雄。日曜 17:00 - 17:05）[504]

大分放送
- 6日 - 土曜ラジゴジ そらよかろう!（出演：財前真由美、荒金由希子。土曜 17:00 - 17:30）[505]
- 14日 - 音楽な時間（出演：渡辺敬大。日曜 11:00 - ）[506]

宮崎放送
- 6日 - be quiet 世界で一番静かなラジオ（出演：横山起朗。土曜 21:00 - 21:30）[507]

南日本放送
- 7日 - Radio de BINGO（出演：山口真奈 ほか。日曜 14:00 - 15:00）[508][509]

琉球放送
- 5日 - 2次元SWAMP（出演：嘉大雅。金曜 23:00 - 23:30）[510]

ラジオ沖縄
- 7日 - けんちゃんおじさんの45回転、時々33回転（出演：髙橋健治。日曜 22:00 - 23:00）[511]

JFN
- 1日
  - 丸園音楽堂（出演：丸山桂里奈、前園真聖。広島FMほか）[512]
  - きゃりーぱみゅぱみゅの なんとかぱんぱんラジオ（出演：きゃりーぱみゅぱみゅ、池田勝（ジグザグジギー）。エフエム青森ほか）[513]
- 2日（1日深夜） - 酒井若菜の真夜中散歩（出演：酒井若菜。隔週月曜 25:30 - 〔ON THE PLANET内〕）[514]
- 4日 - Lyrics From Hits（出演：マシューまさるバロン。エフエム石川ほか）[515]
- 9日（8日深夜） - 伊藤沙莉のsaireek channel（出演：伊藤沙莉。隔週月曜 25:30 - 〔ON THE PLANET内〕）[516]

NRN
- 6日
  - たんぽぽの綿毛time（出演：たんぽぽ。ラジオ福島ほか）[517]
  - せきぐちあいみのVirtual Radio（出演：せきぐちあいみ。南海放送ほか）[518]

#### 2019年5月放送開始
ラジオNIKKEI第1放送
- 7日 - SHOWROOM & ラジオNIKKEI「推しメン〜DJにしちゃいまSHOW」（出演：SHOWROOMオーディション合格者（毎月交代）、小山ジャネット愛子。火曜 20:00 - 20:15）[519]

エフエム岩手
- 1日 - 夕刊ラジオ（出演：阿部沙織（月 - 火曜）、まつみたくや（水 - 金曜）、柳咲恵（金曜）。月 - 金曜 16:00 - 18:55）[520]
- 3日 - 夕刊ラジオ 早出し!（出演：まつみたくや、柳咲恵。金曜 13:30 - 14:50）[520]

ニッポン放送
- 12日 - #みちょパラ（出演：池田美優。日曜 23:00 - 23:30）[521]

InterFM897
- 7日 - SASUKE's konnichiwa Radio（出演：SASUKE。火曜 23:00 - 23:30）[522]

エフエム東京
- 12日 - DIG GIG TOKYO!（出演：ファーストサマーウイカ。日曜 18:00 - 18:55）[523]
- 26日 - NEXCO東日本 presents ハロー・ハイウェイ（出演：ユージ。日曜 9:00 - 9:25）[524]

J-WAVE
- 3日 - STAGE PIA WE/LIVE/MUSICAL（出演：中井智彦。金曜22:30 - 23:00）[525]

エフエム栃木
- 2日 - 秋山黄色のROOM 311（出演：秋山黄色。木曜 21:45 - 21:55）[526]

エフエム群馬
- 4日 - lyrical school minanのLet's チルアウト（出演：minan（lyrical school）。土曜 17:00 - 17:30）[527]

新潟県民エフエム放送
- 2日 - メイドが私服にきがえたら（出演：はかせ、めいぷる（@ほぉ〜むカフェメイド）。木曜 22:00 - 23:00）[528]

北陸放送
- 3日 - きんつば中田屋Presents 江川トオルのこの曲をリクエストで!（出演：江川トオル、上坂典子）[529]

エフエム富士
- 13日 - GIRLS❤GIRLS❤GIRLS=FULL BOOST=dreamBoat男装パラダイス〜だんぱら〜（出演：dreamBoat（風男塾・ael-アエル-・EUPHORIA）。月曜 20:00 - 20:56）[530]

エフエム愛知
- 3日 - FUJIMAKI GROUP presents TEAM SHACHIのF&Cミュージック（出演：TEAM SHACHI、藤巻秀平。金曜 19:00 - 19:30）[531]

朝日放送ラジオ
- 4日（3日深夜） - STU48 せとうちタイムレディオ（出演：STU48[532]。土曜（金曜深夜） 0:00頃〔下埜正太のショータイムレディオ内〕）[533]

兵庫エフエム放送
- 2日 - LiVE MAX presents YUSUKE YAMAMOTO moving on（出演：山本裕典。木曜 21:00 - 21:30）[534]
- 5日 - 片山大介のなるほど!レディオ（出演：片山大介。日曜 8:30 - ）[535]
- 12日 - 辛坊治郎 Sunday Kiss（出演：辛坊治郎、薄田ジュリア、加納永美子。日曜 18:00 - 19:55）[536]

ラジオ関西
- 2日 - 『M×M』Meet the M-INT KOBE（出演：マーク・パンサー。月1放送）[537]

エフエム福岡
- 6日 - 希山愛のばってん・らぶリスト（出演：希山愛（ばってん少女隊）。月曜 21:20頃 - 〔Weekly Play List内〕）[538]

エフエム沖縄
- 5日 - Kiroro綾乃のママでいいよ!（出演：金城綾乃（Kiroro）。日曜 8:30 - 8:55）[539]

#### 2019年6月放送開始
秋田放送
- 29日 - 相場詩織の大好き秋田の海（出演：相場詩織。土曜 12:30 - 12:55）[540]

文化放送
- 1日 - 明治きのこの山 presents 上坂すみれの新きのこ党宣言!（出演：上坂すみれ。土曜 20:45頃〔A&Gリクエストアワー 阿澄佳奈のキミまち!内〕）[541]
- 13日 - King & Prince 永瀬廉のRadio GARDEN（出演：永瀬廉（King&Prince）。木曜 23:30頃〔レコメン!内〕）[542]

エフエム愛知
- 1日 - l write the songs 〜歌の贈り物〜（出演：丸岡寛之、小林美鈴。土曜 21:00 - 21:30）[543]

エフエム大阪
- 2日 - WELFARE group presents それU.K.!! ミライbridge（出演：U.K.、谷本吉紹（株式会社エースタイル代表取締役社長）。日曜 18:00 - 18:30）[544]
- 4日（3日深夜） - J3 Monday「寿・MIYAMOのミッドナイトポイポイ」（出演：寿君、MIYAMO(RISKY DICE)。火曜<月曜深夜> 1:00 - 1:55）[545]
- 5日（4日深夜） - J3 Tuesday「Midnight IQ(idol quest)」（出演：川口詩織、モリハヤト（回遊型アイドルイベント「MAWA LOOP」プロデューサー）。水曜<火曜深夜> 1:00 - 1:55）[545]
- 6日（5日深夜） - J3 Wednesday「Midnight Master Key」（出演：キイリョウタ（梅田シャングリラ総支配人）。木曜<水曜深夜> 1:00 - 1:55）[545]

CROSS FM
- 1日 - Mother Comet- Blaze through the world（出演：Nona。土曜 18:00 - 18:30）[546]

#### 2019年7月放送開始
エフエム岩手
- 4日 - よりこのうたラジ（出演：佐野よりこ。木曜 13:30 - 14:40）[547]

文化放送
- 1日 - 池田純 スポーツコロシアム!（出演：池田純、舘谷春香。月曜 20:00 - 20:30）[548]

ニッポン放送
- 19日 - ラブライブ!シリーズのオールナイトニッポンGOLD（出演：μ's、Aqours、Aqoursのメンバー。第3金曜 22:00 - 翌0:00）[549]

InterFM897
- 6日
  - Naked Soul（出演：クリスウェブ佳子。土曜 13:49 - 14:00）[550]
  - Party Radio Japan（出演：Dwayne Wayne。土曜 18:00 - 19:00）[551]

エフエム東京
- 7日（6日深夜） - そらあおと!（出演：富士葵、ときのそら。日曜<土曜深夜> 3:30 - 4:00）[552]

アール・エフ・ラジオ日本
- 2日 - そんなバナナ（出演：takuto（藤沢ブラザーズ）・酒井瑛里。火曜 22:30 - 23:00）[553]

ベイエフエム
- 6日（5日深夜） - ホントのハナシ（出演：TRUE。土曜<金曜深夜> 1:00 - 1:27）[554]
- 6日 - お〜はらじお（出演：大原ゆい子。土曜 23:00 - 23:30）[555]

エフエムナックファイブ
- 2日（1日深夜） - Alice Lua 操り人形はからくり時計の夢を見るか? （出演：歌守累。火曜<月曜深夜> 2:40 - 2:50〔『ラジオのアナ〜ラジアナ』月曜内〕 ）[556]
- 3日 - nano.RIPEのコトバのタマゴ（出演：nano.RIPE。水曜 21:45 - 22:00〔『Nutty Radio Show THE魂』内) [556]
- 4日（3日深夜） - マスたちのパジャマトーク（出演：26時のマスカレイド。木曜<水曜深夜> 2:40 - 2:50〔『ラジオのアナ〜ラジアナ』水曜内〕 ）[556]
- 6日（5日深夜） - 鈴木花純のハッピータイム ハッピーソング（出演：鈴木花純。土曜<金曜深夜> 1:40 - 2:00〔『FANTASY RADIO』内〕）[556]

横浜エフエム放送
- 7日 - THE SOUNDS OF JAPAN（出演：AUN J（山野安珠美、尾上秀樹）。日曜 前5:30 - 6:00）[557]

福井エフエム放送
- 1日
  - MorningTune（出演：山田有紀（月 - 火曜担当）、天谷真綾（水 - 木曜担当）、前田明日香（金曜担当）。平日 前7:30 - 10:50（金曜のみ10:55まで））[558]
  - Update Evening!（出演：荒巻勇仁（月曜担当）、MC小法師（火曜担当）、大川晴菜（水曜担当）、岩田早希代（木曜担当）。月 - 木曜 17:45 - 19:00）[559]

エフエム富士
- 2日 - ニジマスの今宵も一緒に踊りましょ?（出演：26時のマスカレイド。火曜 23:00 - 23:30）[560]

ZIP-FM
- 2日（1日深夜） - HEAT RUSH!!（出演：ペンギンラッシュ。火曜<月曜深夜> 1:30 - 2:00）[561]
- 6日（5日深夜） - Left field（出演：真鍋大度。土曜<金曜深夜> 2:00 - 3:00）[562]
- 7日 - POP STEP JUMP（出演：JUNKYPOP。日曜 23:00 - 23:30）[563]

朝日放送ラジオ
- 6日 - 週刊ニュース解説 辛坊治郎のズバリ&どうよ!（出演：辛坊治郎、桂紗綾、鍋谷直輝。土曜 12:30 - 13:30）[564]
- 7日（6日深夜） - EMMA presents Midnight Pretenders（出演：EMMA HAZY MINAMI。日曜<土曜深夜> 3:00 - 3:30）[565]

毎日放送
- 6日 - アッパレ!ラジオトーカーやってまーす（出演：井口綾子。土曜 23:30 - 翌0:00）[566]

大阪放送
- 2日 - 雪月花のナイトカフェ（出演：雪月花。火曜 23:15 - 23:45）[567]

エフエム京都
- 22日 - MORNING GRID（出演：三嶋真路。月曜 - 木曜 7:00 - 10:00）[568]
- 26日 - MORNING SPRITE（出演：秋田美幸。金曜 7:00 - 10:00）[568]

CROSS FM
- 2日（1日深夜） - DJ POCKY's Dream Night（出演：DJ POCKY。火曜<月曜深夜> - 土曜<金曜深夜> 0:00 - 0:10、日曜 23:00 - 23:10）[569]

JFN
- 6日 - いきものがかり吉岡聖恵のうたいろRadio（出演：吉岡聖恵（いきものがかり）。エフエム青森ほか）[570]

#### 2019年8月放送開始
エフエム北海道
- 2日 - ちょびREAL（出演：森本優。金曜 17:30 - 17:40）[571]

アール・エフ・ラジオ日本
- 3日 - IRIAMバーチャルラジオ営業所（出演：アルレイヤ・ルフォン（第1週）、虎渡がお（第2週）、愛瀬ユリア（第3週）、真白くま（第4週）。土曜 22:30 - 23:00）[572]

エフエム東京
- 7日 - U-nite!（出演：降幡愛（1週目）、81プロデュース所属声優（2週目）、入江玲於奈（3週目）、木村昴（4週目）。水曜 21:30 - ）[573]

南海放送
- 1日 - 家藤正人の『一句一遊 虎の巻』（出演：家藤正人。木曜 20:30 - 20:40）[574]

CROSS FM
- 6日（5日深夜） - #オルガン坂生徒会・課外活動（出演：小坂真琴。火曜<月曜深夜> - 金曜<木曜深夜> 0:10 - 1:00）[575]
- 10日（9日深夜） - 山本彩 カケル（出演：山本彩。土曜<金曜深夜> 0:10 - 1:00）[576]。
- 11日 - 渋谷で2時〜Shibuya Rainbow〜（出演：小林克也。土曜 14:00 - 16:00）[575]

エフエム大分
- 3日 - トラパラ（出演：草野遥、DJジーノ。土曜 18:30 - 19:00）[577]

エフエム鹿児島
- 5日 - 九州ポップカルチャー研究所α（出演：あべまっくす、nao。月曜 21:00 - 21:55）[578][注 27]

#### 2019年9月放送開始
TBSラジオ
- 30日 - From RIO to TOKYO（出演：平井理央。月 - 金 17:00 - 17:10〔ACTION内〕）[579]

文化放送
- 30日 - 長尾一洋 孫子であきない話（出演：長尾一洋、小尾渚沙。月曜 20:00 - 20:30）[580]

ニッポン放送
- 30日
  - ザ・フォーカス（出演：森田耕次、増山さやか ほか。月 - 木曜 18:00 - 20:20）[581]
  - BanG Dream! Presents ポッピンラジオ!（出演：Poppin'Party、吉田尚記 ほか。月曜 20:20 - 20:50））[582]

InterFM897
- 7日 - Just a Feeling（出演：下村亮介（the chef cooks me）。土曜 23:00 - 23:59）[583]

エフエム東京
- 30日 - THE TRAD（出演：稲垣吾郎（月 - 火曜）、ハマ・オカモト（水 - 木曜）、吉田明世（月 - 木曜 アシスタント）。月 - 木曜 15:00 - 16:50）[584]

新潟放送
- 30日 - 工藤淳之介 3時のカルテット（出演：工藤淳之介、笹川美和（月曜）、今井美穂（火曜）、さとちん（水曜）、ちゃい文々（木曜））[585]

新潟県民エフエム放送
- 6日 - LIKEY（出演：八木志芳、新井翔。金曜 13:00 - 16:00、17:00 - 20:00）[586]

毎日放送
- 3日（2日深夜） - 中村壱太郎のうえほんまち夜カフェ 〜知的おおさか塾〜（出演：中村壱太郎。木曜<水曜深夜> 2:00 - 2:30）[587]

大阪放送
- 6日 - アニソン★ナイトフィーバー（金曜 23:30 - 24:00）[588]
- 30日
  - OBCグッドアフタヌーン!＃ラジぐぅ（出演：西川かの子、桂三語（月曜）、高山トモヒロ、池田淳子（火曜）、石田靖、森川由香（水曜）、浅越ゴエ、松本雅子（木曜）。月 - 木曜 11:30 - 14:00）[589]
  - 原田年晴・髙岡美樹のHit&Hit!（出演：原田年晴、髙岡美樹。月 - 木曜 14:00 - 16:55）[589]

ラジオ沖縄
- 30日 - WABI SABI WASABI（出演：わさび。月曜 11:00 - 11:30）[590]

#### 2019年10月放送開始
NHKラジオ第1
- 5日
  - ミュージック・バズ（出演：今井了介、高嶋菜七（東京パフォーマンスドール）。土曜 13:05 - 14:55）[591]
  - 鉄旅・音旅 出発進行! 〜音で楽しむ日本の鉄道旅〜（土曜 16:05 - 16:55）[591]

ラジオNIKKEI第1放送
- 4日 - 町田徹の経済 リポートふかぼり!（出演：町田徹 ほか。金曜 23:00 - 23:20）[592]

STVラジオ
- 6日 - ひちょりのWA!!（出演：森本稀哲、吉川のりお。日曜 13:00 - 13:30）[593]

北海道放送
- 5日 - 室谷香菜子 fightoooh!!（出演：室谷香菜子。土曜 8:00 - 12:00）[594]
- 6日 - 金子智也の朝からど〜もすみません!（出演：金子智也。日曜 9:00 - 9:30）[594]

エフエム北海道
- 2日 - 栞寧のシオリ（出演：栞寧。水曜 21:30 - 21:55）[595]

エフエム・ノースウェーブ
- 5日 - GAKU-MCのラジオグッジョブ（出演：GAKU-MC。土曜 20:00 - 21:00）[596]

東北放送
- 2日 - 伊東洋平『ボクラノウタ』（出演：伊東洋平。水曜 18:00 - 18:30）[597]
- 3日 - ホットハウスプレゼンツ ティーナ・カリーナのここがHome（出演：ティーナ・カリーナ。木曜 18:00 - 18:30）[598]

TBSラジオ
- 2日 - テンカイズ（出演：宇賀なつみ。水曜 21:00 - 21:30）[579]
- 4日 - 激落ちくんのレック presents プロレスの勝ち! neo（出演：辻よしなり、楠葉絵美。金曜 21:00 - 21:30）[579]
- 6日
  - BOAT RACE 戸田 presents ハライチ岩井 ダイナミックなターン（出演：岩井勇気（ハライチ）、宇賀神メグ。日曜 9:35 - 9:50〔プレシャスサンデー内〕）[579]
  - 見事なお仕事（出演：西田善太(『BRUTUS』編集長)。日曜 11:55 - 12:00）[579]
  - 清塚信也 Ｘタイム ラジオ（出演：清塚信也。日曜 19:00 - 19:30）[579]

文化放送
- 1日（9月30日深夜） - チョコレートプラネットの東京遊泳（出演：チョコレートプラネット。火曜<月曜深夜> 2:00 - 2:30）[599]
- 1日 - 浜松町Innovation Culture Cafe（出演：入山章栄、砂山圭大郎。火曜 19:00 - 21:00）[600]
- 2日 - 堀江由衣×浅野真澄の#とれとれ（出演：堀江由衣、浅野真澄。水曜 19:00 - 21:00）[601]
- 3日
  - 落語家が、何か面白いこと言ってるよ（木曜 19:00 - 21:00）[602]
  - Bioreふくだけコットンpresents Snow Manの「素のWoman」（出演：Snow Man。木曜 21:00 - 21:30）[603]
- 4日（3日深夜） - 相席スタートの密会Midnight（出演：相席スタート。金曜<木曜深夜> 2:00 - 2:30）[599]
- 4日
  - 岸洋佑のスタートアップ（出演：岸洋佑。金曜 19:00 - 21:00）[604]
  - 芝浦音楽倉庫〜SHIBAURA MUSIC SHED〜（出演：Sundayカミデ。金曜 21:00 - 21:30）[605]
  - LIVE DAM Ai presents ANISON INSTITUTE 神ラボ!（出演：冨田明宏、岡咲美保、上松範康（不定期出演）。金曜 21:30 - 22:00）[606]
- 5日
  - 町田真理子の朝からシャンソン（出演：町田真理子。土曜 5:05 - 5:10）[607]
  - モスも、りきゃことジャあ〜んボメンチしたら?（出演：逢田梨香子。土曜 20:45 - 20:55〔『A&Gリクエストアワー 阿澄佳奈のキミまち!』内〕）[608]
  - Radioオンエア!〜宝石が丘学園放送部〜（出演：永塚拓馬、石谷春貴。土曜 22:40 - 22:50〔A&G TRIBAL RADIO エジソン内〕）[609]
- 6日 - マイナビ農業presents 根本美緒のアグリのじかん（出演：根本美緒。日曜 6:45 - 7:00）[610]
- 7日 - &CAST!!!アワー ラブバンケット!ANNEX（出演：入江玲於奈。月曜<日曜> 1:00 - 1:30）[611]

ニッポン放送
- 1日
  - ソード・アート・オンエアー（出演：松岡禎丞、吉田尚記。火曜 21:00 - 21:30）[612]
  - GENERATIONS小森隼のGood Laugh and Sleep（出演：小森隼（GENERATIONS from EXILE TRIBE）。火曜 21:30 - 21:50）[613]
- 2日 - KIREI NOTE Lounge（出演：高橋愛。水曜 21:00 - 21:30）[614]
- 3日 - 銀シャリのほくほくマネーラジオ（出演：銀シャリ。木曜 21:00 - 21:30）[615]
- 4日 - ザ・フォーカス〜フライデースペシャル（出演：江本孟紀、垣花正。金曜 17:40 - 20:20）[616]
- 5日
  - NOKKOのオカエリ ただいま。（出演：NOKKO。土曜 17:40 - 18:00）[617]
  - やじうまサタデー よっ!たかしま屋!（出演：高嶋ひでたけ。土曜 18:00 - 19:00）[581]
  - 研音創立40周年&ニッポン放送開局65周年記念『KEN RADIO』（出演：研音所属タレント。土曜 21:00 - 21:30）[141]

エフエム東京
- 1日 - マイメロディのマイメロセラピー（出演：マイメロディ。月 - 木曜 21:07頃〔『ホメラニアン』内〕）[618]
- 4日 - ONE MORNING FRIDAY（出演：山崎樹範、ハードキャッスル エリザベス。金曜 6:00 - 9:00）[584]
- 5日
  - Hand in Hand（出演：高橋万里恵。土曜 8:00 - 8:25）[584]
  - SONG OF SEASON（出演：川瀬良子。土曜 9:50 - 9:55）[584]
  - 農泊しようよ!（出演：川瀬良子。土曜 9:55 - 10:00）[584]
  - LDH PERFECT YEAR 2020 RADIO（出演：EXILE MAKIDAI。土曜 12:30 - 12:55）[584]
  - ジェットラン・テクノロジーズ presents THE CHORD 原田真二 with AI（出演：原田真二。土曜 19:30 - 19:55）[584]
- 6日（5日深夜） - 七海ひろき 七つの海への大航海（出演：七海ひろき。日曜<土曜深夜> 1:00 - 1:30）[584]
  - DEMYSTIFY（出演：Nick Luscombe。日曜<土曜深夜> 1:30 - 2:00）[584]
  - Jazz Reminiscence（出演：山中千尋。日曜<土曜深夜> 3:30 - 4:00）[584]
- 6日
  - Think Japan（出演：伊藤俊幸。日曜 7:30 - 7:55）[584]
  - KOSÉ HEALING BLUE（出演：大久保佳代子。日曜 11:00 - 11:30）[584]
  - 佐藤二朗のいい部屋ジロー（出演：佐藤二朗。日曜 15:55 - 16:00）[619]
  - Joint&Jam（出演：DJ JIN（RHYMESTER）、DJ HERI。日曜 18:00 - 18:55）[584]
- 7日 - ヒプノシス RADIO supported by Spotify（出演：ヒプノシスマイク。月曜 21:30 - 21:55）[584]

J-WAVE
- 4日 - VOLVO CROSSING LOUNGE（出演：アンミカ。金曜 23:00 - 翌0:00）[620]
- 8日（7日深夜） - MIDNIGHT CHIME（出演：たなかみさき。火曜<月曜深夜> 2:00 - 2:30）[621]

エフエムナックファイブ
- 4日（3日深夜） - UNO山本 ミッドナイトでろんず（出演：UNO山本。金曜<木曜深夜> 2:40 - 2:50）[622]
- 6日
  - MAGICAL SNOWLAND（出演：ドーキンズ英里奈、矢島八雲、池田愛。土曜 18:00 - 21:00）[622]
  - バンドリ! ガールズパーティー! presents Afterglowの夕焼けSTUDIO（出演：三澤紗千香、金元寿子。土曜 21:00 - 21:30）[622]
  - Voice Actors RADIO R-5・81（出演：久保田未夢、澁谷梓希。土曜 21:30 - 22:00）[622]
- 7日（6日深夜） - 金澤朋子のVivid Midnight（出演：金澤朋子（Juice=Juice）、BEYOOOOONDS。日曜<土曜深夜> 0:00 - 0:30）[622]

横浜エフエム放送
- 2日（1日深夜）
  - Tiny Treasure（出演：浜端ヨウヘイ。水曜<火曜深夜> 1:00 - 1:30）[623]
  - ふざけた人生相談（出演：ビートきよし、藤井美緒。水曜<火曜深夜> 3:00 - 3:30）[624]
- 3日（2日深夜） - TANSAN HOUR今夜もシュワシュワ（出演：炭酸王子、小林アナ。木曜<水曜深夜> 2:30 - 3:00）[625]
- 3日 - JMC presents ジャパンものづくりカルタ（出演：鈴木浩之。木曜 21:50 - 22:00）[626]

エフエム栃木
- 1日 - ヒナタとアシュリーの「勝手にドラマチック」（出演：ヒナタとアシュリー。火曜 21:00 - 21:30）[627]

エフエムラジオ新潟
- 3日 - ひなたの今夜も乾杯!（出演：ひなた。木曜 20:30 - 21:00）[628]

新潟放送
- 6日 - ねづっち、長谷川玲奈の声優さん整いました!（出演：ねづっち、長谷川玲奈。日曜 19:30 - ）[629]

福井放送
- 5日 - 今夜はびんびんナイト（出演：岩本和弘、湯瀬徹朗、藤井友香。土曜 20:00 - 20:45）[630]

エフエム福井
- 4日 - Update Evening!（金曜）（出演：大西泰敬。金曜 17:45 - 19:00）[631]

エフエム富士
- 1日（30日深夜） - 僕たちの街づくり2.0R（出演：大串卓矢、徳田葵。火曜<月曜深夜> 1:00 - 1:30）[632]
- 3日 - AROUND20（出演：浅利そのみ。木曜 18:49 - 18:54）[632]
- 4日 - Mi☆nAとENGAG.INGのミラクルラジオスターター!（出演：Mi☆nA、ENGAG.ING。金曜 23:30 - 翌0:00）[632]
- 5日（4日深夜） - この子どこの子?このこの子!（出演：この子。土曜<金曜深夜> 1:00 - 1:30）[632]
- 5日
  - Selectors（出演：間宮優希。土曜 15:00 - 16:53）[632]
  - 転校少女*の土曜授業（出演：転校少女*。土曜 23:00 - 23:30）[632]
- 6日（5日深夜） - MIKO & KENKAI presents laid-back sounds（出演：MIKOSHIBA、ケンカイヨシ。日曜<土曜深夜> 1:00 - 1:30）[632]
- 6日 - ラップオバケ オバケの休日（出演：ラップオバケ。日曜 18:30 - 18:54）[632]

CBCラジオ
- 1日 - ワンチャンマイク（出演：トラッシュスター（火曜）、空飛ぶリビング（水曜）、アホロートル（木曜）。火 - 木曜 21:00 - 21:40）[633]
- 3日 - 推シマシ（出演：酒井直斗、坂本遥奈（TEAM SHACHI）。木曜 22:00 - 翌0:30）[633]
- 4日 - 宮部和裕のミュージックストライク（出演：宮部和裕。金曜 19:00 - 21:40）[633]
- 5日 - 工作太朗のジョブナイ（出演：工作太朗。土曜 21:00 - 23:00）[633]
- 6日 - 林部智史のラジ音（出演：林部智史。日曜 14:30 - 15:00）[633]
- 7日（6日深夜） - 深夜です 松坂屋です 大人のカトレヤミュージックです（月曜<日曜深夜> 0:30 - 1:00）[633]

東海ラジオ放送
- 1日 - クリエイターズ（出演：夕闇に誘いし漆黒の天使達（火曜）、えっちゃん（水曜）、わっきゃい（木曜）、まらしぃ（金曜）。火 - 金曜 20:00 - 21:00）[634]
- 5日
  - さおらじ!（出演：前野沙織。土 - 日曜 18:00 - 19:00）[634]
  - ゴスペラーズ 黒沢薫 ぽんラジオ（出演：黒沢薫（ゴスペラーズ）。土曜 19:00 - 19:30）[634]
- 6日
  - 歌謡曲主義 ねね・のりこのアオハルみゅ〜じっく♪（出演：ねね、青山紀子。日曜 12:00 - 14:00）[634]
  - ガッツナイター名勝負（出演：吉川秀樹。日曜 17:00 - 18:00）[634]
  - SUNDAY SPORTS JAM（出演：森貴俊。日曜 19:00 - 19:30）[634]

岐阜放送ラジオ
- 1日
  - きょうもラジオは!? 2時6時（出演：吉田早苗（月 - 金曜）、小沢典子（月曜、金曜）、本地洋一（火 - 木曜）。月 - 金曜 14:00 - 16:00）[635]
  - 中島達也のバリバリBURN MUSIC（出演：中島達也。火 - 金曜 10:00 - 翌0:00）[635]
- 4日 - ダーリンハニーの旅列車 出発進行〜!!（出演：吉川正洋（ダーリンハニー）、長嶋トモヒコ。金曜 21:00 - 21:30）[635]
- 6日
  - 笑顔咲くまち Good day Sunshine（出演：林加代子。日曜 9:15 - 9:30）[635]
  - 週刊ラジオ 聴く新聞（出演：神保絵利子。日曜 16:00 - 17:25）[635]

ZIP-FM
- 4日（3日深夜） - Silver Sun Radio（出演：Nothing's Carved In Stone。金曜<木曜深夜> 1:30 - 2:00）[636]

Radio NEO
- 7日 - 西岡健吾と谷真理佳の今夜も大さわぎ!（出演：西岡健吾（MAG!C☆PRINCE）、谷真理佳（SKE48）。月 - 金曜 22:00 - 22:30）[637]

エフエム岐阜
- 6日 - 学校では学べない授業〜高校生ｘ若手リーダー（出演：竹内治彦（岐阜協立大学学長） ほか。日曜 13:55 - 13:59）[638]

静岡エフエム放送
- 5日 - 紫乃 あの時の月のように（出演：紫乃。土曜 19:55 - 20:00）[639]
- 6日（5日深夜） - Ritomo 電波上の二点間（出演：Ritomo。日曜<土曜深夜> 1:30 - 2:00）[640]

朝日放送ラジオ
- 6日 - SALLY'S COFFEE（出演：増田紗織。日曜 5:25 - 5:40）[641]

毎日放送
- 1日
  - 上泉雄一 今日のウワ言（出演：上泉雄一。火 - 木曜 17:45 - 18:00）[642]
  - 次は新福島 第3章 〜構築と解体〜（出演：福島暢啓、よふかしイエロー信宗。火 - 水曜 20:00 - 22:00）[642]
- 3日（2日深夜） - 中村壱太郎のうえほんまち夜カフェ 〜知的おおさか塾〜（出演：中村壱太郎。木曜<水曜深夜> 2:00 - 2:30）[642]
- 3日 - 石田英司のぷかぷか気分（出演：石田英司 ほか。木曜 20:00 - 22:00）[642]
- 4日 - 福島のぶひろの、金曜でいいんじゃない?（出演：福島暢啓、関岡香。金曜 15:30 - 17:45）[642]

大阪放送
- 2日（1日深夜） - Dream Zoneの“お・け・ま・る”≡☆（出演：Dream Zone。水曜<火曜深夜> 0:30 - 1:00）[643]
- 2日 - 放課後プリンセス 谷のばらの ”のばらじお“（出演：谷のばら（放課後プリンセス）。水曜 22:15 - 22:30）[644]
- 3日（2日深夜） - チキチキジョニーのいただきました!30分!（出演：チキチキジョニー。木曜<水曜深夜> 0:00 - 0:30）[645]
- 7日（6日深夜） - 飯田里穂主義（出演：飯田里穂。月曜<日曜深夜> 0:00 - 0:30）[646]

FM COCOLO
- 1日 - CIAO 765（出演：野村雅夫。月 - 木曜 6:00 - ）[647]
- 4日 - Night Time Dreamers（出演：尾崎裕哉。金曜 23:00 - ）[648]

FM802
- 1日 - EVENING TAP（出演：浅井博章（月 - 火曜）、土井コマキ（水 - 木曜）。月 - 木曜 18:00 - 21:00）[649]
- 5日 - 802 DINOSAUR（出演：樋口大喜。土曜<金曜深夜> 3:00 - 5:00）[650]

エフエム大阪
- 1日 - 赤maru（出演：赤松悠実（月 - 木曜）、セルライトスパ（月曜）、モンスターエンジン（火曜）、笑い飯 哲夫（水曜）、ギャロップ（木曜）。月 - 木曜 14:00 - 15:51）[651]
- 4日 - シャンプーハット こいでのFriday Music Show(笑)（出演：シャンプーハット こいで ほか。金曜 15:00 - 17:00）[651]
- 5日 - SHINE（出演：谷口キヨコ。土曜 12:00 - 12:55）[651]
- 7日 - アカネクラブ（出演：akane（大阪府立登美丘高等学校ダンス部コーチ）。月曜 18:00 - 18:55）[651]
- 20日 - 歴史的王朝 ラオスへの旅（出演：坂田文保。第3日曜 10:55 - 11:00）[652]

ラジオ関西
- 1日
  - BECOMING（出演：春名優輝。火曜 17:55 - 18:00）[653]
  - Jujuの数珠つなぎ（出演：野田樹潤、セオリー。火曜 20:30 - 21:00）[653]
  - ココロ虹色（出演：トト勝本、山本五郎。火曜 21:45 - 22:00）[653]
- 2日 - そえんじの機嫌よう喋らせてぇ（出演：そえんじ、仲間たち。水曜 20:30 - 21:00）[654]
- 3日 - 寺谷一紀とい・しょく・じゅう（出演：寺谷一紀、犬塚あさな。木曜 18:00 - 20:30）[655]
- 4日
  - 春名優輝PUSH!（出演：春名優輝。金曜 15:00 - 17:42）[656]
  - 恵王エルの目指せ!三冠らじお（出演：倉知玲鳳。金曜 20:00 - 20:30）[656]
- 6日（5日深夜） - 相羽あいな・吉岡茉祐 あかんもんはあかん!（出演：相羽あいな、吉岡茉祐。日曜<土曜> 0:30 - 1:00）[656]
- 7日 - いいな117ヴィクトリーナ（出演：菅原未来。月曜 18:50 - 19:00）[656]
- 27日（26日深夜） - メルトンの膝で呼吸するラジオ（出演：メルトン ほか。日曜<土曜深夜> 2:00 - 3:00）[657]

兵庫エフエム放送
- 4日
  - KOBE HITS 30（出演：三嶋真路。金曜 16:00 - 19:00）[658]
  - タイムトリップ神戸（出演：大久保かれん、松本浩嗣。第1・3金曜 19:00 - 19:55）[659]
- 11日 - 西大伍 presents DAIGO’S LOUNGE』（出演：西大伍。第2・4金曜 19:00 - 19:55）[660]

中国放送
- 3日 - RADIO JACK（出演：広島工業大学専門学校の学生たち。木曜 23:50 - 翌0:00）[661]
- 4日
  - ここいろラジオ（出演：高畑桜、當山敦己。金曜 21:00 - 21:30）[661]
  - うわさのインフルエンサーＸ（金曜 21:30 - 22:00）[661]
- 6日 - 豊嶋啓亮の気になるSEEDS（出演：豊嶋啓亮。日曜 16:25 - 16:55）[661]

エフエム愛媛
- 30日（29日深夜） - レコードBAR79.7（出演：田村基樹。月曜<日曜深夜> 0:00 - 0:30）[662]
- 2日 - グレノイ農園（出演：井坂彰。水曜 19:15 - 19:20〔『井坂彰のGreat Noisy Club』内〕）[662]
- 4日 - 雲の会 presents「雲のラジオ」（出演：井坂彰。金曜 13:30 - 13:40）[662]

RKB毎日放送
- 1日 - ピンボケ!（出演：DJ Eiji、鬼橋美智子（火曜）、平田篤史、辻満里奈（水曜）、久米ゆき、加藤淳也（木曜）。火 - 木曜 17:49 - 19:30）[663]
- 7日
  - 加来耕三が柳川で大河ドラマをつくってみた（出演：加来耕三。月曜 18:45 - 19:00）[663]
  - 加隈亜衣と種﨑敦美 ちかっぱしんけん!（出演：加隈亜衣、種﨑敦美。月曜 23:00 - 23:20）[663]
  - 山田麻莉奈のかしこまりり!（出演：山田麻莉奈。月曜 23:20 - 23:30）[663]
- 18日 - はたらくよゐこ（出演：よゐこ。金曜 20:30 - 21:00）[663]
- 27日 - ローカる!（出演：RKB毎日放送、コミュニティ放送の各局パーソナリティ。日曜 17:45 - 18:00）[663]

九州朝日放送
- 5日 - ダメ恋診療所（出演：岩部見梨、中島綾菜。土曜 21:00 - 21:30）[664]

ラブエフエム国際放送
- 5日 - U.S. Hits Profile（出演：DJ K。土曜 13:30 - 14:00）[665]

エフエム福岡
- 6日（5日深夜）
  - Star☆Princeのスターラジオ（出演：Star☆Prince。日曜<土曜深夜> 1:30 - 1:55）[666]
  - 空想モーメントL+のエルプラジオ（出演：空想モーメントL+。日曜<土曜深夜> 1:30 - 1:55）[666]

長崎放送
- 7日 - ラジオ DE ビブリオバトル（月曜 21:50 - 22:00）[667]
- 21日 - 子どもの健康クエスチョン（出演：力野由起子。第3月曜 19:30 - 20:00）[667]

エフエム長崎
- 1日 - Colors（出演：古本史子（月曜）、野上唯子（火曜）、平川歩美（水曜）、芳野裕美、三井雄司（木曜）。月 - 木曜 16:00 - ）[668]

熊本放送
- 1日 - Radio マンガ研究室（出演：塚原まきこ。火曜 21:00 - 21:30）[669]

エフエム熊本
- 2日 - コアラクラブ presents 前田シゲのノリノリ・ドライビング（出演：前田シゲ、寺野茜。水曜 15:30 - 15:55）[670]

大分放送
- 2日 - 中村慎吾の音楽っていいけん!（出演：中村慎吾。水曜 21:00 - 21:30）[671]
- 4日 - 夜もとりま（出演：小田崇之、野良レンジャー。木曜 21:30 - 22:00）[672]

エフエム大分
- 5日 - 楓's Chat away（出演：板井かえで。土曜 8:15 - 8:30）[673]

南日本放送
- 27日 - tegeラボ（毎月最終日曜 19:00 - ）[674]

ラジオ沖縄
- 1日 - 火曜バラエティー エムスタ喜機一発!!（出演：DJモーリー、長浜まさみ、ピンキーポンキー。火曜 20:00 - 22:00）[675]
- 4日 - 山原麗華の元気なナツメロ（爆笑）（出演：山原麗華。木 - 金曜 20:00 - 22:00）[676]
- 28日 - ハイタイ!美ら菜タイム（出演：盛和子、前仲美由紀。月 - 金曜 15:15 - 『グートゥーミートゥー』内）[677]

#### 2019年11月放送開始
文化放送
- 2日 - ラジオのけいたろう（出演：砂山圭大郎。土曜 6:25 - 6:35）[678]
- 7日 - なかじましんや 木曜の穴（出演：中島信也、水谷加奈。木曜 20:40 - 20:50〔落語家が、何か面白いこと言ってるよ内〕）[679]

CBCラジオ
- 7日 - 乃木坂46 山崎怜奈の『推しの1コマ』（出演：山崎怜奈（乃木坂46）。木曜 22:50頃 - 23:00頃。『推シマシ』内）[680]

朝日放送ラジオ
- 6日（5日深夜） - どんなときもWiFi Presents neoもも♪つながーりぃラジオ（出演：ガーリィレコード、ねお、ももはは）[681]

毎日放送
- 1日 - ばんぱく宣言 われら21世紀少年団（出演：辻沙穂里、三ツ廣政輝、清水麻椰、野嶋紗己子。金曜 20:00 - 20:56）[682]
- 11日（10日深夜） - ラジオでもない音（出演：植村あかり（Juice=Juice）、三遊亭とむ。月曜<日曜深夜> 0:30 - 0:45）[683]

大阪放送
- 2日 - MIRAIのアタマ（出演：藤川貴央。土曜 18:45 - 19:00）[684]

エフエム大阪
- 6日（5日深夜） - まだまだ火曜日よんっ!BEYOOOOONDS QUEST（出演：BEYOOOOONDS。『J3 Tuesday〜Midnight IQ (idol quest)〜』内）[685]

エフエム京都
- 2日（1日深夜） - SOME LIKE EDGE!（出演：KYOTO SAMURAI BOYS。火曜<月曜深夜> - 土曜<金曜深夜> 0:00 - 0:30）[686]

山陰放送
- 25日（24日深夜） - 山陰あるあるラジオ(仮)（出演：みょーちゃん、田中知史（オキシジェン）。最終月曜<最終日曜深夜> 0:05 - 0:35）[687]

#### 2019年12月放送開始
文化放送
- 7日 - あのね、うみね、おはなしするね。（出演：豊田萌絵。〔A&Gリクエストアワー 阿澄佳奈のキミまち!〕内）[688]

横浜エフエム放送
- 6日 - HOTEL NEW GRAND Bayside Angel（金曜 19:30 - ）[689]

毎日放送
- 4日（3日深夜） - バービー・郡司の深夜教室Q組（出演：バービー（フォーリンラブ）、郡司りか。水曜<火曜深夜> 2:00 - 2:15）[690]
- 9日（8日深夜） - 冨田明宏のちあB!（出演：冨田明宏。月曜<日曜深夜> 0:30 - 1:00）[691]

ラジオ関西
- 1日
  - 旭堂南鷹のニャンと素敵な時間（日曜 6:50 - 7:00）[692]
  - 旬!SHUN!ピックアップ（日曜 18:30 - 18:45）[692]

エフエム滋賀
- 2日 - キャッチ!（出演：竹村美緒（月曜）、マツモトアキノリ（火曜）、キッコ（水曜）、杉浦なおや（木曜）。月 - 木曜 14:00 - 19:00）[693]

南海放送
- 11日 - ヤムヤムヤミー（出演：YU-Mエンターテインメント株式会社所属タレント。〔『痛快!杉作J太郎のどっきりナイト7』水曜内〕）[694]

RKB毎日放送
- 2日 - 人生最後のアイ・ラブ・ユー（出演：中嶋順子。平日 5:15 - 5:20、日曜 11:55 - 12:00）[695]

### 終了番組

#### 2019年1月放送終了
ニッポン放送
- 22日 - ザ・フーパーズの火曜イケナイト[696]

ラジオ日本
- 29日 - 宮崎理奈のナイスみやり![697]

MBSラジオ
- 31日 - 辻・三ツ廣の以後お見知りおきを〜2nd〜[698]

#### 2019年2月放送終了
横浜エフエム放送
- 25日 - JEWELS[699]

エフエム大阪
- 23日 - OH! てらさんぽ[700]

エフエム愛媛
- 24日 - 山口光貴のSmiling Music Radio[701]

#### 2019年3月放送終了
NHKラジオ第1
- 16日 - かんさい土曜 ほっとタイム[702]
- 28日 - かれんスタイル[703]
- 30日
  - きこえタマゴ![704]

NHK-FM
- - ヒャダインの“ガルポプ!”[705]

ラジオNIKKEI第1放送
- 25日 - 真壁昭夫のマーケット・ビュー[706]

北海道放送
- 30日 - asahiの街角の歌〜日はまた昇る!![707]
- 31日 - 松永俊之 ミュージックコレクション[708]

STVラジオ
- 23日 - ウイークエンドバラエティ 日高晤郎ショー フォーエバー[30]

エフエム北海道
- 29日
  - Cafē Laniika[709]
  - 幸男さん[710]
- 30日（29日深夜） - ズーカラデルのちょっと猛進[711]

エフエム仙台
- 28日 - J-SIDE STATION[712]

秋田放送
- 29日 - ごくじょうラジオ[713]

TBSラジオ
- 25日 - さかなクンのレッツ・ギョ〜!![714]
- 29日（28日深夜）- 岩佐美咲わびさびラジオ〔Fine!!内〕[715]
- 29日
  - 荒川強啓 デイ・キャッチ![38]
  - 好奇心プラス[716]

文化放送
- 26日 - 山本希望・田中貴子のKING’S RAID“IO”![717]
- 27日（26日深夜） - 平方元基 はじめさせていただきます[718]
- 28日（27日深夜） - SUPER★DRAGONのスパドラジオ[719]
- 29日 - The News Masters TOKYO[40]
- 30日 - あにてれ presents フレンズ探検隊2〔『A&G TRIBAL RADIO エジソン』内〕[720]
- 31日 - 碧と彩奈のラ・プチミレディオ[721]

ニッポン放送
- 15日 - 宮藤官九郎のオールナイトニッポンGOLD[722][723]
- 22日
  - マキタスポーツ食道[724]
  - ガレッジセールのぐるーりニッポン[725]
- 25日 - 根本宗子と長井短のオールナイトニッポン0(ZERO)[726]
- 26日 - 風男塾 How do you do?
- 27日
  - 春奈るな るなティックワールド[727]
  - あっとせぶんてぃーんのご帰宅しませんか?[728]
  - FlowBackのFlow it Back[729]
- 28日（27日深夜） - AKB48のオールナイトニッポン[35]
- 28日 - 土屋礼央 レオなるど[36]
- 30日（29日深夜）
  - 剛力彩芽 スマイル S2 スマイル[43]
  - 上白石萌音 good-night letter[730]
  - 三代目 J SOUL BROTHERS 山下健二郎のオールナイトニッポン[731]
  - 四千頭身のオールナイトニッポン0(ZERO) [732]
- 31日 - 吉田拓郎 ラジオでナイト[49]

エフエム東京
- 26日（25日深夜） - るすのラジオやけど[733]
- 27日（26日深夜） - ふぁならじ☆ザ・ワールド[734]
- 27日 - OFF THE RECORD[735]
- 28日
  - 中西哲生のクロノス[37]
  - SUZUKI presents NAGASE The Standard[736]
- 29日
  - クロノスWIZ[409]
  - 速水健朗のクロノス・フライデー[737]
  - mysta presents 松本王国-きんぐだむ-[738]
- 31日（30日深夜） - エバンジェリスト スクール![739]
- 31日 - YUKI HELLO! NEW WORLD[740]

InterFM897
- 21日 - KKBOX presents 897 Selectors[741]
- 28日 - RADIO GNU[742]

J-WAVE
- 22日 - AVALON[743]
- 28日 - BOOZE HOUSE[744]
- 30日 - BOOK BAR[745]

アール・エフ・ラジオ日本
- 31日 - Fuki Communeの奇妙な日曜日[746]

ベイエフエム
- 26日（25日深夜）
  - ありサークル[747]
  - 星野みちるの今夜も最高かー!〔『MOZAIKU NIGHT（月曜）』内〕[748]
- 29日 - SKY GATE TRAVELLIN'GROOVE!![749]
- 30日 - ジャルジャルのしゃべってんじゃねぇよ[750]

エフエムナックファイブ
- 28日
  - monaka[751]
  - 夕焼けHEADLINE[752]

横浜エフエム放送
- 26日（25日深夜） - 踊る門には福来たる[753]
- 27日 - SKY-HI ACT A FOOL!!!〔『Tresen』内〕[754]

新潟放送
- 25日 - 北原里英のMOONLIGHTING[755]
- 31日 - BSN Sunday Music Navi[756]

新潟県民エフエム放送
- 30日 - PORT DE NGT[45]

エフエム富士
- 25日
  - GIRLS GIRLS GIRLS =FULL BOOST=バンドじゃないもん!MAXX NAKAYOSHIの月曜からテンアゲ![757]
  - 月曜の夜だから...。[758]
- 27日
  - EVENING RUSH[759]
  - Maison book girlの水曜日のブックガ[760]
- 29日 - おおきゆりねの音楽の世界におはようこそ[761]
- 31日
  - Dive for Music[762]
  - 社と旅と音楽と[763]

CBCラジオ
- 26日（25日深夜） - ごくごくM!LK[764]
- 29日（28日深夜） - P.IDLパラダイス![765]
- 29日 - 丹野みどりのよりどりっ![440]
- 31日（30日深夜） - いまイチ[765]

ZIP-FM
- 30日（29日深夜） - Girl's Latte[766]
- 30日 - casual, usual[767]

エフエム愛知
- 28日
  - muse beat[768]
  - Radio Freaks[769]
- 29日 - crisp air[770]

静岡エフエム放送
- 28日 - K-mix おひるま協同組合[771]
- 29日 - K-mix SHIZUOKA HITS ON PARADE[772]

ラジオ関西
- 28日（27日深夜） - バドミントンガールズ 〜聖ラファエル学院放送部〜[773]
- 31日 - 王様ラジオキッズ[774]

朝日放送ラジオ
- 29日 - ドッキリ!ハッキリ!三代澤康司です（金曜日）[775]
- 30日 - NMB48学園〜こちらモンスターエンジン組〜[776]
- 31日 - Cheers![777]

大阪放送
- 28日 - ラジオ雨色ココアsideG[467]
- 30日 - ラジオファイト!! ヴァンガード[467]
- 31日 - ガイコツ書店員 本田さん バックヤードレイディオ[467]

FM802
- 30日 - Groove-U[778]

ラジオ関西
- 25日
  - 谷五郎のこころにきくラジオ[779]
  - KOBEハーバーカーニバル! BBBzzのラジオと落語とアイドル[780]

中国放送
- 25日 - あしたになるまで[781]

広島エフエム放送
- 25日 - MONDAY CARP STUDIO “M”[782]

南海放送
- 25日 - らくやのぉ!の逆襲[485]

高知放送
- 31日 - アニメ探偵団3[783]

RKB毎日放送
- 25日 - RKBミュージックファイル[784]

ラブエフエム国際放送
- 29日 - Music Drops[785]

大分放送
- 30日 - OH! BIG SATURDAY[786]
- 16日 - 音泉アプリ〜おおいたんミュージック♪ 〜[787]

宮崎放送
- 30日 - 偉人探訪社 トキタビ!![788]

南日本放送
- 31日 - スマイリー園田のLive Alive[50]

ラジオ沖縄
- 31日 - タマアゲSunday[789]

エフエム沖縄
- 31日（30日深夜） - DEVIL NO IDの革命前夜[790]

#### 2019年4月放送終了
文化放送
- 1日（3月31日深夜） - 拓也・良子のドリーム・ドリーム・パーティ [791]

ベイエフエム
- 1日（3月31日深夜）
  - NEO STREAM NIGHT[792]
  - 真夜中のsoup〔NEO STREAM NIGHT内〕 [793]

大阪放送
- 1日（31日深夜）
  - バンドリ!ポッピンラジオ[467]
  - 少女☆歌劇 ラジオスタァライト[467]

#### 2019年5月放送終了
ニッポン放送
- 5日 - 柳原可奈子のワンダフルナイト[794]

interfm897
- 25日 - The Vance K Show[795]

エフエム東京
- 19日 - Artist File -THE VOICE[796]

RadioNEO
- 31日
  - MORNING FEVER!![797]
  - はなまるDAYS[798]

#### 2019年6月放送終了
InterFM897
- 28日
  - Tokyo Brilliantrips[799]
  - Happy Hour![800]
- 30日 - NO-FO-FON TIME[801]

東海ラジオ
- 30日 - 松原敬生の日曜も歌謡曲[802]

ZIP-FM
- 25日（24日深夜） - Ryoku Talk!Shaka Talk![803]
- 30日 - CHANGES[804]

Radio NEO
- 28日 - HELLO! DRIVE! -ハロドラ-[805]

毎日放送
- 29日 - SUPER☆GiRLSのスーパーラジオ![806]

#### 2019年8月放送終了
新潟県民エフエム放送
- 30日 - Begin the Be☆金[807]

#### 2019年9月放送終了
北海道放送
- 24日 - 札幌よしもと すずらんのホッカイドウ?[808]

ラジオ福島
- 22日 - サンデーミュージシャンズナイト〜秋センCaryaのミュージックシュワシュワ〜[809]

エフエム福島
- 30日 - impress[810]

TBSラジオ
- 25日 - 吉野家プレゼンツ 東貴博のドンと行こうぜ![811]
- 27日 - 宇賀なつみ BATON[812]
- 29日 - 六平直政の気をつけナイト![813]

エフエム東京
- 24日 - リアル頑張ってる途中[814]
- 26日
  - シンクロのシティ[815]
  - 博多大吉 愛のスコールアワー[816]
- 27日 - チケットぴあ presents 足立梨花のアニだちっ![817]
- 28日 - MASTpresents 奥華子 Room No.875[818]
- 29日
  - KOSÉ Your Songs Best10[819]
  - WELLNET presents 旅めし[820]

ベイエフエム
- 30日（29日深夜） - シュウマイ[821]

横浜エフエム放送
- 24日 - トミタ栞のだめラジオ[822]

エフエム富士
- 27日 - 寺嶋由芙のまじめなラジオ放送Chu☆[823]
- 28日（27日深夜） - 鹿乃のばんび〜のラジオ[824]

CBCラジオ
- 27日（26日深夜） - ナガオカ×スクランブル[825]

ZIP-FM
- 1日（30日深夜） - 3TOP TUNE!!![826]

毎日放送
- 25日（24日深夜） - ゼンミセやってまーす[827]
- 27日 - 上泉雄一のええなぁ!（金曜日）

大阪放送
- 24日 - J-HITS RADI×MATION[828]
- 26日 - ほんまもん!原田年晴です[829]
- 30日（29日深夜） - 内田彩・飯田里穂のしゅわしゅわ八方美人[830]

FM802
- 26日 - BEAT EXPO[831]
- 30日 - Ciao Amici![832]

兵庫エフエム放送
- 1日（31日深夜） - NEXT GENERATIONS CAMP[833]
- 22日（21日深夜） - dublab.jp KOBE Collective[834]
- 27日 - PRIME HITS KOBE[835]

ラジオ関西
- 28日 - ゆきんこ・りえしょんのいちごまみれだよ〜[836]
- 29日（28日深夜）- 田中ちえ美・近藤玲奈のきょめらじ[837]

#### 2019年10月放送終了
ラジオNIKKEI第1放送
- 29日 - #とらメロ 荻野可鈴のお金が全て?[838][839]

エフエム東京
- 25日 - ラ・ラ・トーキョー[840]

#### 2019年11月放送終了
エフエム滋賀
- 28日 - e-joy[841]

#### 2019年12月放送終了
TBSラジオ
- 27日 - サンドウィッチマンのWe Love Rugby[842][843]
- 28日
  - 簡易恋愛プログラム 宮川賢のデートの時間でそ?![844][845]
  - ジェットラン・テクノロジーズ presents いちごとレモンとマスカット 〜伊織もえとAI犬ドッチのサブカル農場〜[846]

文化放送
- 29日
  - 小野賢章のおののみ[847]
  - 冬馬由美&ランズベリー・アーサーのVALKYRIE - RADIO ANATOMIA -[848]

ニッポン放送
- 31日（30日深夜） - 浜辺美波 真夜中のシンデレラ[849]

エフエム東京
- 27日 - SCHOOL OF LOCK! UNIVERSITY[850]
- 31日 - ホメラニアン[851]

アール・エフ・ラジオ日本
- 23日（22日深夜） - カントリー・ガールズの只今ラジオ放送中!![852]
- 29日（28日深夜） - やっぱりSが好き〜SAY YOU! LOVE ME![853]

エフエムナックファイブ
- 26日（25日深夜） - マスたちのパジャマトーク[854]

横浜エフエム放送
- 26日（25日深夜） - ふわふわな話をしようかな、どうしよっかな。[855]

エフエムラジオ新潟
- 27日 - YEAH×3[856]

エフエム富士
- 27日 - 小柳ゆき I'm Fun Area[857]

CBCラジオ
- 28日 - 声の恋人松井珠理奈です supported by Simeji[858]

Radio NEO
- 25日 - ラジカルNEOナイト100%SKE48[859]
- 27日
  - OH! MY MORNING![859]
  - 西岡健吾と谷真理佳の今夜も大さわぎ![859]
  - 放課後Hi☆Five[859]
  - MAG!C☆PRINCEのCheerラジ[859]
- 28日 - OH! MY SATURDAY![859]

大阪放送
- 29日（28日深夜） - RobiHachiRadi[860]

ラジオ関西
- 27日 - 恵王エルのススメ!三冠らじお[861]

兵庫エフエム放送
- 27日 - スマスイ presents 川田一輝のいきものレッスンれでぃお[862]

広島エフエム放送
- 26日 - RADIO JACK[863]

エフエム山口
- 29日 - ウキウキ放送局!零[864]

ラブエフエム国際放送
- 25日 - 野性に還ろう。[865]

## 番組名改題
毎日放送
- 1月3日より
  - 『辻・三ツ廣の以後お見知りおきを〜2nd〜』（『辻・三ツ廣の以後お見知りおきを〜1st〜』より）[866]
- 4月8日（7日深夜）より
  - 『Da-iCE花村想太のソウタイム!』（『Da-iCE 花村想太のa-i'm from HYOGO』から改題）[465]

エフエム富士
- 1月7日より
  - 『GIRLS・GIRLS・GIRLS =flying high= ビーマイ×RADIO』（『ビーマイxRADIO』から改題）[注 28][867]

朝日放送ラジオ
- 1月2日より
  - 『朝も早よから 芦沢誠です』（『朝も早よから 中原秀一郎です』から改題）[868]
- 1月4日より
  - 『朝も早よから 桂紗綾です』（『朝も早よから 中原秀一郎です』から改題）[869]

文化放送
- 2月6日より
  - 『Pocoっとchaンネル』（『吉田照美の「ヘイ!ヤング」〜さよなら平成〜』から改題）[870]
- 4月7日より
  - 『Fate/Grand Order カルデア・ラジオ局 Plus』（『Fate/Grand Order カルデア・ラジオ局』から改題）[871]
- 4月8日（7日深夜）より
  - 『内山夕実 朝井彩加のドラガリアロスト ラジオのお庭』（『ドラガリアロスト ラジオキャッスル』から改題）[872]

NHKラジオ第1
- 4月1日より
  - 『あにげっちゅ』（『パワーボイスA 徳井青空のアニメ“ちゅ??”ずでい.』から改題）[873]

東北放送
- 4月1日より
  - 『イワイガワの誠実ラジオ「二畳半の小部屋から」』（『ずんのぞんざいラジオ「二畳半の小部屋から」』から改題）[874]

エフエム東京
- 4月1日より
  - 『ジュグラーの波 〜澤と美音のまるっと経済学〜』（『ジュグラーの波〜なぜ衛藤美彩はラジオで数字を学ぶのか?〜』から改題）[413]
- 4月5日より
  - 『鈴木おさむと小森隼の相談フライデー』（『AWESOME RADIO SHOW.』から改題）[875]

東海ラジオ放送
- 4月1日より
  - 『山浦!深谷!イチヂカラ!』（『山浦・深谷のヨヂカラ!』から改題）[442]

広島エフエム放送
- 4月1日より
  - 『近藤志保のDAYS!』（『DAYS!?』から改題）[483]

ニッポン放送
- 4月2日（1日深夜）より
  - 『伊藤健太郎のオールナイトニッポン0(ZERO)』（『健太郎のオールナイトニッポン0(ZERO)』から改題）[399]
- 4月4日（3日深夜）より
  - 『乃木坂46のオールナイトニッポン』（『乃木坂46 新内眞衣のオールナイトニッポン0(ZERO)』から改題）[876]
- 4月5日より
  - 『春風亭一之輔 あなたとハッピー!』（『垣花正 あなたとハッピー!』（金曜）から改題）[877]
- 4月6日（5日深夜）より
  - 『三四郎のオールナイトニッポン』（『三四郎のオールナイトニッポン0(ZERO)』から改題）[876]
- 4月7日より
  - 『刀剣乱舞2.5ラジオ』（『ミュージカル刀剣乱舞ラジオ』から改題）[878]

エフエム北海道
- 4月4日より
  - 『Juice=Juice 稲場愛香のmanakan Palette Box』（『稲場愛香のまなりある』〔IMAREAL内〕から改題）[349]

エフエム栃木
- 4月4日より
  - 『NEZAS presents IZ*ONE 本田仁美のWorld Get You』（『トヨタレンタリース栃木 Presents 本田仁美 ひぃといずおん 〜HITOMI HONDA HEAT IS ON〜』から改題）[879]

JFN
- 4月4日より
  - 『杏子と松室政哉のSpice Of Life GOLD』（『杏子のSpice Of Life with FUKUMIMI』から改題）[349]

エフエム岐阜
- 4月5日より
  - 『Meets up Friday』（『MIX JAM FRIDAY』から改題）[880]

TBSラジオ
- 4月7日より
  - 『山形純菜 プレシャスサンデー』 （『笹川友里 プレシャスサンデー』から改題）[47]

ニッポン放送
- 4月14日より
  - 『WANIMAのオールナイトニッポン 〜にちようび〜』（『WANIMAのオールナイトニッポン0(ZERO) 〜1 CHANCE NIGHT FEVER〜』から改題）[881]

ラジオ関西
- 5月4日より
  - NMB48しんしんとダレカのガールズ☆ト〜ク（『NMB48ジョーとダレカのガールズ☆ト〜ク』から改題）[882]

ニッポン放送
- 10月1日
  - 『すとぷりのStop Listen!』（『すとぷりMonday』から改題）[883]

CBCラジオ
- 4日（3日深夜）
  - 『MAG!C PRINCE&永岡歩の本気ラジ』（『MAG!C PRINCEの本気ラジ』から改題）[633]

RKB毎日放送
- 9月30日
  - 『笑売繁盛! ウメ子食堂』（『開店! ウメ子食堂』から改題）
- 10月6日
  - 『川上政行と葉山さつきのこんな二人でごめんなさい!』（『川上政行の今日もごめんなさい!』から改題）[884]

ニッポン放送
- 11月2日
  - サタデーミュージックバトル 天野ひろゆき ルート930（『billboard JAPAN HOT100 COUNTDOWN』から改題）[885]

## 期間限定番組
- 1月2日 -、E∞Track Selection 〜THE BEAT GARDENの話し足りないっ!〜（エフエム大阪、出演：THE BEAT GARDEN。隔週水曜 19:30 - 20:00）[886]※6ヶ月限定
- 1月4日 - 3月29日、お江戸あやかし物語 元禄アリエン事件帖（ラジオ関西、出演：仲村宗悟、帆世雄一、佐藤はな。金曜 23:20 - 23:30）※3ヶ月限定[331][887]
- 1月6日 - 2月24日、橋本和 のどからノノノのノノノ!（TOKYO FM、出演：橋本和。日曜<土曜深夜> 3:30）[888]
- 1月7日 -、NEXT POWER RADIO〜じゃがリスペクト!!〜（ベイエフエム、出演：JARNZΩ。月曜 1:05）[889]※3ヶ月限定
- 1月9日 -、E∞Track Selection 〜The Super Ballの聴きだおれ〜（エフエム大阪、出演：The Super Ball。隔週水曜 19:30 - 20:00）[886]※3ヶ月限定
- 1月12日 - 3月9日（予定）、Sky's The Limit（福井エフエム放送、出演：武田舞彩。土曜 18:00 - 18:30）[890]※3ヶ月限定
- 3月1日 - 3月29日、#RINNE_HOUSE（InterFM897、出演：吉田凜音。金曜 22:30 - 23:00）[891]※1ヶ月限定
- 3月3日 -、君と焚き火とAOR（FM COCOLO、出演：伊勢正三。日曜<土曜深夜> 0:00 - 1:00）[892]※1ヶ月限定
- 3月3日 -、森田優基のアニマルハウス 〜もしも動物の声が聴けたなら〜（TOKYO FM、出演：森田優基。日曜<土曜深夜> 3:30 - 4:00）[893]※1ヶ月限定
- 3月9日 -、寿・MIYAMOのサタデーポイポイ（エフエム大阪、出演：寿君、MIYAMO（RISKY DICE））[894]※1ヶ月限定
- 4月1日 -、GIRLS♡GIRLS♡GIRLS =FULL BOOST= predia 大人のから騒ぎ（エフエム富士、出演：predia）[895]※1ヶ月限定
- 4月6日 -、mind trip（エフエム富士、出演：showmore。土曜 9:30 - 9:54）[896]※3ヶ月限定
- 4月14日 - 6月30日、THE MUSIC OF NOTE 宮沢和史（FM COCOLO、出演：宮沢和史。日曜 21:00 - 22:00）[471]※3ヶ月限定
- 5月31日 - 6月28日、DONT TOUCH MY RADIO（Radio NEO、出演：FAREWELL, MY Luv、吉田豪。土曜<金曜深夜> 0:30 - 1:00）[897]※全5回
- 7月3日 -、THE QUARTER〜LADDERLESS from OLDCODEX〜（エフエム東京、出演：OLDCODEX。水曜<火曜深夜> 1:00 - 1:30）[898]
- 7月3日 -、E∞Tracks Selection 〜lolのparty up!!〜（エフエム大阪、出演：lol。隔週水曜 19:30 - 20:00）[899]
- 7月3日 - 7月31日、20/4 宮部咲哉のやってみよう（エフエム滋賀、出演：宮部咲哉。水曜 20:00 - 20:30）※1ヶ月限定[900]
- 7月6日 - 7月27日、くじらの、くじらによる、くじらのためのラジオ（エフエム山口、出演：くじら、牧野くみ。土曜 11:30 - 12:00）※全4回[901]
- 7月10日 -、E∞Tracks Selection 〜大城美友のとことん!大城〜（エフエム大阪、出演：大城美友。隔週水曜 19:30 - 20:00）[899]
- 9月23日（22日深夜） - 10月21日（20日深夜）、ディープな宇宙をつまみぐい フル・チャージ!（アール・エフ・ラジオ日本、月曜<日曜深夜> 1:00 - 1:30）※全5回[902]
- 10月4日 - 12月27日、THE MUSIC OF NOTE 〜 BARBEE BOYS "まかせてTonight"（FM COCOLO、出演：BARBEE BOYS。金曜 21:00 - 22:00）※全13回[903]

## 特別番組

### 1月放送
- 1日
  - 平成B面ヒットショー（文化放送、14:00。出演：山田ルイ53世（髭男爵）、なすび、桂三度、バイク川崎バイク）[904]
  - アンガールズの優しい気持ちになれるラジオ（NHKラジオ第一放送、19:20。出演：アンガールズ）[2]
- 2日
  - 土屋太鳳のオールナイトニッポン（ニッポン放送、1:00。出演：土屋太鳳）[4]
  - 文化放送新春スポーツスペシャル スポーツ輝けるもの達（文化放送、14:30。出演：東尾修、松井稼頭央、上原浩治、大畑大介、飯塚治）[904]
  - ミュージックエイジャーズ -音楽世代- Vol.001（NHKラジオ第1、21:05。出演：今井了介、高嶋菜七（東京パフォーマンスドール））[905]
  - まりちゅうのおとな酒（ラジオNIKKEI第1放送、21:30。出演：長澤茉里奈）[906]
- 3日
  - 2BRO.のオールナイトニッポン（ニッポン放送、1:00。出演：2BRO.）[4]
  - ニッポン放送ニューイヤースペシャル ずんの電車で1〜2本（ニッポン放送、13:00。出演：ずん）[7]
  - 文化放送新春報道スペシャル 後藤謙次 Point of View 〜この国の行方〜 平成のその先の時代（文化放送、14:30。出演：後藤謙次、菅義偉（第83代内閣官房長官））[904]
  - 田中将大のオールナイトニッポンNY 〜オールナイトニッポンPremium スペシャル ニューヨーク生活6年目の真実〜（ニッポン放送、18:00。出演：田中将大、ももいろクローバーZ）[4]
- 4日
  - 霜降り明星のオールナイトニッポン（ニッポン放送、1:00。出演：霜降り明星）[4]
  - 関ジャニ∞・丸山隆平 Bassist Bar（TBSラジオ、20:00。出演：丸山隆平（関ジャニ∞））[907]
- 5日
  - MISIAとGReeeeN HIDEのオールナイトニッポン（ニッポン放送、1:00。出演：MISIA、HIDE（GReeeeN））[4]
  - King Gnu 井口理のオールナイトニッポン0(ZERO)（ニッポン放送、3:00。出演：井口理（King Gnu））[4]
  - みんなのジブリ映画ミュージック〜平成から続く風（ニッポン放送、13:00。出演：高山みなみ、日髙のり子）[4]
  - 文化放送サタデープレミアム 箱根駅伝への道 襷と絆の物語（ストーリー）（文化放送、19:00。出演：渡辺康幸、松島茂、舘谷春香）[904]
  - 乃木坂46 生田絵梨花のラジオ（仮）（TBSラジオ、20:00。出演：生田絵梨花（乃木坂46））[908]
  - 文化放送新春スペシャル A&G TRIBAL RADIO エジソン〜集まれ年女&年男〜（文化放送、21:00。出演：小倉唯、千本木彩花、長縄まりあ、本渡楓、マダムミハエル（占い師）、寺島拓篤、千葉翔也）[909]
- 6日
  - 特別番組「脳がとろける音、集めました〜ASMRの世界〜」（TBSラジオ、0:00。出演：吉村崇（平成ノブシコブシ）、安東弘樹、桜 稲垣早希、倉持由香、清水あいり）[910]
  - SUPER BEAVER渋谷龍太のオールナイトニッポン（ニッポン放送、3:00。出演：渋谷龍太（SUPER BEAVER））[4]
- 14日
  - ニッポン放送ホリデースペシャル 『欅坂46・長濱ねる 二十歳の一曲』（ニッポン放送、13:00。出演：長濱ねる（欅坂46））[911]
  - J-WAVE SPECIAL FORTUNE RADIO（j-WAVE、18:00。出演：本田翼、しいたけ（占い師））[912]

### 2月放送
- 2日
  - 文化放送サタデープレミアム ミキ・ガンバレルーヤの相席ラジオ（文化放送、19:00 - 19:55。出演：ミキ、ガンバレルーヤ、相席スタート）[913]
- 11日
  - ホリデースペシャル ぐっさんの今日の父ちゃん何してる!?（ニッポン放送、13:00 - 16:00。出演：山口智充）[914]
  - JFL 25th ANNIVERSARY SPECIAL DIG!!〜IKIMONOGAKARI（JFL系5局、19:00 - 20:55。出演：いきものがかり）[915]
- 17日
  - 小芝風花 Slow Wind（ニッポン放送、20:00 - 20:57。出演：小芝風花）[18]
- 24日
  - 豊竹咲太夫&鈴木京香の名作朗読館（毎日放送、20:00。出演：豊竹咲太夫、鈴木京香）[916]

### 5月放送
- 30日 - 文化放送ライオンズナイタースペシャル 眉村ちあきのにこりにこりアハハハハハハハハヤッターダンスラ（文化放送、20:30 - 21:30。出演：眉村ちあき。）[917]

### 6月放送
- 18日（17日深夜） - BiSHのオールナイトニッポン0(ZERO)（ニッポン放送、3:00 - 4:30。出演：BiSH。）[87]
- 19日（18日深夜） - 宇垣美里のオールナイトニッポン（ニッポン放送、1:00 - 3:00。出演：宇垣美里。）[88]

### 7月放送
- 15日 - ニッポン放送開局65周年記念特別番組〜あなたとRock&Go!（ニッポン放送、5:00 - 22:00。出演：上柳昌彦、高嶋ひでたけ ほか）[98]

### 8月放送
- 18日（17日深夜） - かが屋のオールナイトニッポン0(ZERO)（ニッポン放送、3:00 - 5:00[注 29][918]。出演：かが屋）[112]

### 9月放送
- 1日（8月31日深夜） - 弘中綾香のオールナイトニッポン0(ZERO)（ニッポン放送、3:00 - 5:00[注 29][919]。出演：弘中綾香）[119]

### 12月放送
- 9日（8日深夜） - たき火特番〜ノルウェーのテレビ局が薪が燃えているだけの映像で高視聴率を獲得したので、たき火の音だけを流すラジオをやってみた〜（文化放送、2:00 - 3:30。）[155]
- 15日 - アマチンのラジオにおまかせ復刻版（東海ラジオ、6:40 - 8:45。出演：天野鎮雄、森本曜子）

### 1年間で複数回放送された特番
- 1月2日 - 4日
  - 冬休み子ども科学電話相談（NHKラジオ第一放送、14:15（2日、3日）、14:05（4日））[2]
- 5月6日、7月15日、9月16日、10月22日
  - @FM 50th Anniversary Happy Holiday Special（仮）（出演：赤坂泰彦。エフエム愛知、13:30 - 19:30）[450]
- 8月19日 - 23日、8月26日 - 30日
  - 元中学生日記（出演：佐野岳 ほか。NHK-FM、21:15）[113]

### 主なレギュラー番組のスペシャル版
- 1月1日
  - &CAST!!!アワー ラブランチ! 2018⇒2019猪突猛進年越し大宴会SP（文化放送、1:00）[904]
  - 志の輔ラジオ 落語DEデート 新春スペシャル（文化放送、13:00）[904]
  - ハロー!新春!音タクスペシャル（北海道放送、13:00）[920]
  - #むかいの喋り方 新春スペシャル（CBCラジオ、21:00。出演：向井慧（パンサー））[921]
- 1月4日
  - カーナビラジオ 新春SP（北海道放送、12:00）[920]
- 1月13日
  - DJ MORIZO HANDLE THE MIC SPECIAL 〜ここだけの話〜（ZIP-FM、エフエム・ノースウェーブ、J-WAVE、FM802、CROSS FM）[922]
- 3月2日
  - Music Bit あいみょんSpecial（エフエム大阪、12:00 - 12:55）[923]
- 12月28日
  - KEIYOGINKO GRAND COUNTDOWN REAL（ベイエフエム、13:00 - 17:51）

### 改元関連特別番組
- 4月1日
  - 新元号発表〜新時代をどう見るか（NHKラジオ第一・FM、10:00 - 12:30）
  - JRN報道特別番組（TBSラジオ/JRN、11:25 - 12:15[注 30] 中村尚登） - JRN系列局でも番組全篇ないしは一部分をネット[924]
- 4月27日 - 5月1日（即位の日）
  - 平成とともに30年『ラジオ深夜便』新時代へ（NHKラジオ第一・FM）
- 4月30日（退位の日） - 5月1日
  - ニッポン放送改元スペシャル「HAPPY NEW ERA ありがとう平成 おめでとう令和」[925]
    - ニッポン放送改元スペシャル『THE LAST DAY〜ありがとう平成』（ニッポン放送、30日13:00 - 16:00。P:上柳昌彦 A:増山さやか）
    - 改元スペシャル『サンキュー平成!バンザイ令和!』（ニッポン放送、30日22:00 - 翌1:00。P:吉田尚記） - ネット局：STVラジオ、東北放送、北陸放送、福井放送、山口放送、大分放送、長崎放送
    - 報道スペシャル『天皇陛下 即位のお言葉』（ニッポン放送、1日11:00 - 11:30。P:森田耕次） - ネット局：IBC岩手放送、秋田放送、ラジオ福島、福井放送、東海ラジオ、和歌山放送、KBS京都、山口放送、西日本放送、南海放送、九州朝日放送、大分放送、宮崎放送、南日本放送、ラジオ沖縄
    - ニッポン放送改元スペシャル『おめでとう 令和元年』（ニッポン放送、1日13:00 - 14:00。P:飯田浩司）
    - 平成メモリアルタイム（ニッポン放送、22日〜30日のワイド番組内で5分ずつ放送[926]。P:東島衣里） - 再編集版を「平成ライブラリー 激動の30年」としてSTVラジオ、秋田放送、信越放送、岐阜放送、東海ラジオ、宮崎放送、ラジオ沖縄へテープネット。

  - ブシロード presents 新元号へゴーゴー! 令和カウントダウン特番!（ラジオ大阪、22:00 - 翌1:00。P:三重野瞳）[927]
- 4月30日
  - 文化放送報道スペシャル 平成とは（文化放送、30日15:30 - 17:50。P:鈴木敏夫、石川真紀） - 16:30-17:30はNRN報道スペシャルとして全国ネット：STVラジオ、青森放送、IBC岩手放送、秋田放送、山形放送、ラジオ福島、新潟放送、山梨放送、北陸放送、福井放送、静岡放送、東海ラジオ放送、京都放送、ラジオ大阪、和歌山放送、山陽放送、中国放送、山口放送、四国放送、西日本放送、南海放送、高知放送、九州朝日放送、長崎放送、ラジオ佐賀、ラジオ沖縄[928]
  - 膝をついて、手を握る 〜天皇陛下が皇后さまと歩いた被災地（文化放送、30日17:57 - 19:00。P:鈴木純子）[929]
  - 君は覚えているか? 平成スポーツ 声の遺産（文化放送、30日19:00 - 21:30。P:荻原次晴、生島淳、長谷川太、舘谷春香）[930]
  - JRN報道特別番組「退位礼正殿の儀」（TBSラジオ/JRN、30日16:50 - 17:30。P:中村尚登、崎山敏也） - ネット局：HBCラジオ、東北放送[注 31]、信越放送[注 32]、北日本放送、CBCラジオ、MBSラジオ、中国放送、RKBラジオ、琉球放送
  - Farewell! 声でつなぐ 平成にありがとう（TOKYO FM/JFN[注 33]、30日13:30 - 15:55。P:堀潤）[931]
  - Skyrocket Company 〜平成最後の4時間スペシャル〜（TOKYO FM、30日16:00 - 19:52。P:マンボウやしろ、浜崎美保）
  - TOKYO FM 特別番組 半蔵門の窓から（TOKYO FM、30日20:00 - 21:55。P:中嶋朋子）
- 5月1日
  - ON THE PLANET 新元号SPECIAL「0（レイ）から始めるラジオ」（TOKYO FM/JFN、1日1:00 - 4:00。P:小森隼(GENERATIONS from EXILE TRIBE)、ぺえ）
  - JRN報道特別番組「即位後朝見の儀」（TBSラジオ/JRN、1日11:00 - 11:30。P:中村尚登、崎山敏也） - ネット局：HBCラジオ、青森放送、山形放送、東北放送[注 34]、信越放送[注 35]、北陸放送[注 36]、静岡放送、CBCラジオ、MBSラジオ、中国放送、RKBラジオ、長崎放送、ラジオ佐賀、熊本放送、琉球放送
- 10月22日（即位礼正殿の儀）
  - JRN報道特別番組「きょう即位の日」（TBSラジオ/JRN、22日15:30 - 16:00。P:蓮見孝之、原武史、崎山敏也ほか）[932] - ネット局：HBCラジオ、青森放送、山形放送、東北放送、秋田放送[注 37]、信越放送[注 38]、北陸放送、北日本放送、福井放送、静岡放送[注 39]、CBCラジオ、MBSラジオ、山陽放送[注 40]、山陰放送[注 41]、中国放送[注 42]、山口放送、四国放送[注 43]、南海放送、高知放送[注 44]、RKBラジオ[注 45]、長崎放送、ラジオ佐賀、熊本放送[注 46]、大分放送[注 47]、宮崎放送[注 48]、琉球放送
  - 即位礼正殿の儀 SPECIAL 令和はじめのHIT PARADE（JFN[注 49]、22日13:30 - 14:55。P:井門宗之）[933]
  - 即位礼正殿の儀 SPECIAL 令和、未来へ（TOKYO FM/JFN[注 50]、22日15:00 - 15:55。P:井門宗之、村田睦）[933]
  - ニッポン放送 令和元年スペシャル 天皇陛下 即位の礼（ニッポン放送、22日12:55 - 14:00。P:上柳昌彦、東島衣里）
  - ニッポン放送 ホリデースペシャル 令和元年とわたし（ニッポン放送、22日14:00 - 16:00。P:上柳昌彦、東島衣里）
  - 文化放送 報道スペシャル 令和のご即位（文化放送、22日12:50 - 13:35。P:石川真紀、斉藤一美、山田昌邦）[934]
- 11月10日（祝賀御列の儀）
  - きょう祝賀御列の儀（TBSラジオ、10日12:00 - 12:30。P:蓮見孝之、崎山敏也ほか
  - JRN報道特別番組 祝賀御列の儀（TBSラジオ/JRN、10日15:00 - 15:30。P:蓮見孝之、原武史、崎山敏也ほか） - ネット局：秋田放送、山形放送、北陸放送、山陽放送、高知放送、大分放送
  - 祝賀御列の儀 レポート（TOKYO FM/JFN、10日15:50 - 15:55。P:村田睦、湯野大輔）
  - 日曜競馬ニッポン〜祝賀御列の儀 実況生中継（ニッポン放送、10日14:30 - 16:00。P:森田耕次、リポーター：畑中秀哉、飯田浩司、熊谷実帆、前島花音、上村貢聖、宮崎裕子）[注 51]
  - 文化放送でも『スポスタ☆MIX ZONE』の一部を祝賀御列の儀関連に充てた。

### 第25回参議院議員通常選挙
※放送日時は投開票日の2019年7月21日を基準とする。
- NHKラジオ第1放送/NHK-FM放送
  - 参院選2019 開票速報（19:55-20:57、21:00-23:55、翌0:00-翌1:05）
- TBSラジオ/JRN[注 52]
  - 「JRN開票特別番組「参院選2019〜有権者が選んだ未来は」」（20:00-翌0:00。進行:荻上チキ、久保田智子、コメンテーター:武田砂鉄、高安健将、安田菜津紀、麻木久仁子、辻田真佐憲、神保哲生、木村草太）[935]
  - 参院選スペシャル2019第二部〜選挙情報を随時お伝えします〜（翌1:00-翌4:00）[注 53]
- 文化放送/NRN[注 54]
  - 「緊急特番 SAKIDORI! 参議院議員選挙開票スペシャル」（<第1部 〜速報124議席>19:50-20:30 <第2部 〜決戦124議席>21:30-翌0:00。キャスター:斉藤一美、サブキャスター:永野景子、コメンテーター:村尾信尚、二木啓孝、山本カオリ[注 55]）[936]
- ニッポン放送/NRN[注 56][注 57]
  - 「ニッポン放送 参議院選挙開票速報〜令和初の国政選挙を制するのは!?」（<第1部>19:50-20:30 <第2部>21:30[注 58]-23:30 <第3部>23:30[注 59]-翌1:30。<第1部>アンカーマン:飯田浩司 コメンテーター:長谷川幸洋、<第2部>アンカーマン:飯田浩司 コメンテーター:須田慎一郎、<第3部>アンカーマン:森田耕次 コメンテーター:森永卓郎）[937]
- TOKYO FM/JFN[注 60][注 61][注 62][注 63]
  - 「2019年 参議院選挙 特別番組 令和のミライ〜その問題、先送りできますか?」（<第1部 開票速報スペシャル>20:00-20:30 <第2部 Part1>22:30-23:30 <第2部 Part2>23:30-翌0:30[注 64]。出演:<第1部>一ノ瀬英喜・村田睦、<第2部 Part1>速水健朗・一ノ瀬英喜・今井広海、<第2部 Part2>速水健朗・村田睦）[938]
- IBC岩手放送
  - IBC報道特別番組 参院選開票速報2019（19:55-20:30、21:30-22:00）
- 山形放送
  - 2019夏の陣 YBC参議院選挙開票速報（21:00-翌0:00）
- ラジオ福島
  - 報道特別番組 参議院議員選挙開票速報2019ふくしま（20:00-21:00）
- 茨城放送
  - 開票特別番組「激戦!参議院選挙2019」 そして、茨城の未来とは（20:00-22:00）
- 栃木放送
  - 報道特別番組 「参議院議員選挙開票速報」（19:30-21:00）
- アール・エフ・ラジオ日本
  - 参議院選挙開票特番・明日の日本（<第1部>22:30-23:30 <第2部>翌1:00-翌2:00）
- エフエム群馬
  - 知事選・参議院選挙特別番組（<第1部>20:00-21:00 <第2部>21:25-22:00）
- 新潟放送
  - 選挙もフツーでいいじゃない。（20:00-翌0:00[注 65]）
- 静岡放送
  - 第25回参院選開票特番 「SBS選挙スペシャル〜参院選開票速報2019」（<第1部>20:00-21:00 <第2部>翌0:00-翌0:30）
- CBCラジオ
  - 2019参院選 どうなる日本 安倍政治への審判（23:00-翌0:00）
- 朝日放送
  - ABC選挙スペシャル〜改憲・増税・年金不安 安倍政権の成績表は?〜（22:30-翌0:30）
- 毎日放送
  - ニュースなラヂオ 参議院選挙特番（21:00-23:00）
- 京都放送
  - 参議院議員選挙開票速報（<第1部>21:00-21:30 <第2部>22:30-翌0:00[注 66]）
- 山陰放送
  - 参議院選挙開票特別番組（翌0:00-翌0:30）
- 大分放送
  - 2019参議院議員選挙開票速報（20:00-翌1:00）
- 南日本放送
  - MBC選挙特BURN（19:59-翌0:00）
- 琉球放送
  - 第25回参議院議員通常選挙 開票特番（19:45-20:00）
- ラジオ沖縄
  - 参議院選挙 開票速報（20:00-21:00）

## 再開番組
- 9月30日 - わたしとよりみちくん（出演：行貝寧々、前野智郎。新潟放送、月 - 木曜18:00 - 18:15）[585]